# Список актёров и персонажей телесериала «Любовь и тайны Сансет Бич»
В этой статье ниже приведён список персонажей из американской дневной мыльной оперы — телесериала NBC — «Сансет Бич», персонажи, которые отметились своими действиями или отношениями, или являются членами одной из известных семей в сериале, или имеющие отношение к ним. В первом разделе статьи определён список главных героев, во втором — табличный список различных персонажей. В третьем — произведено описание некоторых из них.

## Список главных героев
- «Бен Эванс» — «Клайв Робертсон»
- «Дерек Эванс» — «Клайв Робертсон»
- «Мег Каммингс» — «Сьюзан Уорд»/«Сидни Пенни»
- «Тим Трумэн» — «Дэкс Гриффин»
- «Рикардо Торрес» — «Хэнк Чейн»
- «Пола Стивенс» — «Лаура Хэрринг»
- «Габи Торрес» — «Присцилла Гарита»
- «Антонио Торрес» — «Ник Кириазис»
- «Сара Каммингс» — «Лорен Вудленд / Шон Баттен»
- «Мария Торрес Эванс» — «Кристина Чемберс»
- «Энни Дуглас Ричардс» — «Сара Бакстон»
- «Грегори Ричардс» (Тобайс Ричардс) — «Сэм Беренс»
- «Оливия Блейк» — «Лесли-Энн Даун»
- «Бетт Катценказракхи» — «Кэтлин Нун»
- «Шон Ричардс» — «Рэнди Спеллинг»
- «Кейтлин (Ричардс) Дешанел» — «Ванесса Дорман/ Кэм Хескин»
- «Коул Дешанел» — «Эшли Гамильтон / Эдди Сибриан»
- «Кейси Митчем» — «Тимоти Адамс»
- «Ванесса Харт» — «Шерри Сом»
- «Майкл Борн» — «Джейсон Уинстон Джордж»
- «Вирджиния Харрисон» — «Доминик Дженнингс»

## Табличный список различных актёров и персонажей
Чтобы удобнее и проще было ориентироваться в таблице ниже — представлен список основных актёров/персонажей, который поделен на группы — «лагеря основного взаимодействия персонажей» — между друг другом, имеющие отношение к двум различным центральным: «семьям основных взаимоотношений друг к другу», то есть «Лагерям основных семейств, то есть к лагерям основных взаимоотношений персонажей друг между другом» — в сериале, которые в свою очередь поделены на основные и главные и второстепенные персонажи, последние в свою очередь поделены на регулярно приглашённые и кратковременно приглашённые звёзды, а также: список актёров и персонажей имеющих отношение к: «Лагерю Серфинг центра» и к «Полицейскому участку, окружению Рикардо Торреса» — значительным местам действия в сериале, которые мелькали в этом сериале на протяжении всего его периода. В таблице также произведено их краткое описание. Список актёров и персонажей располагается от наибольшей значимости в первой строке таблицы и наименьшей — в последней.

### Актёрский состав и состав действующих лиц, цвета временной классификации
|  | Регулярно (перечисляются во вступительной заставке)  |
|  | Полу-регулярно (перечисляются как «Также снимались») |
|  | Специально приглашённые звезды                       |
|  | Приглашённые звезды / Фоновые персонажи              |
|  | Не появляется                                        |

#### «Лагерь Бена и Мег»

##### Основные и главные актёры и персонажи Лагеря[1]
| Клайв Робертсон        | Бен Эванс            | «Лагерь Бена и Мег»                    | Жена(Покойная - вначале; разведены: в финале): Мария Торрес Эванс Возлюбленная(жена: в финале): Мег Каммингс Друзья: Кейси Митчеум Марк Волпер, Майкл Борн, Ванесса Харт, Грегори Ричардс, (друг, бизнес-партнер). Соперник: Кейси Митчеум Смертельный враг: шурин,#1 - Рикардо Торрес, брат-близнец - Дерек Эванс. Шурин,#2: Антонио Торрес Ятровка: Габи Торрес | Бизнесмен. Директор клуба: "Бездна" и интернет-кафе: "Java Web". Крупный акционер: "Lyberty corp.".                                                | Эвансы                       | 01x001 (001)                  | 03x255 (755)                                                                             | 06.01.1997-31.12.1999                                          | 755 |  |  |  |  |  |  |
| Чес Смит               | Бен Эванс            | «Лагерь Бена и Мег»                    | брат-близнец: Дерек Эванс | ребенок | Эвансы                       | 01x001 (001)                  | 03x255 (755)                                                                             | 06.04.1998-07.04.1998                                          | 002 |  |  |  |  |  |  |
| Клайв Робертсон        | Дерек Эванс          | «Лагерь Бена и Мег»                    | Единокровный, биологический сын: Бенджи Эванс. Соперник: брат-близнец - Бен Эванс. Любовницы: Мария Торрес Эванс, Мег Каммингс, Тесс Марин. | Психопат -убийца. Похититель людей | Эвансы                       | 01x122;228;240; 03x173 (673)  | 02x128 (374); 03x244 (744)                                                               | 23.12.1997-16.12.1999                                          | 217 |  |  |  |  |  |  |
| Сьюзан Уорд            | Мег Каммингс, #1, #3 | «Лагерь Бена и Мег»                    | Родители: Хэнк и Джоан. Младшая сестра: Сара Каммингс. Экс-жених: Тим Трумэн. Возлюбленный (Муж: в финале): Бен Эванс. Соперницы: Тиффани Торн, Энни Дуглас Ричардс, Мария Торрес Эванс, Тесс Марин. Друзья: Марк Волпер, Кейси Митчеум, Майкл Борн Подруги: Ванесса Харт, Габи Мартинес (Торрес). отношения(легкий долговр. флирт, поцелуй): Кейси Митчеум Любовник: Дерек Эванс | Официантка клуба: "Бездна" и интернет-кафе: "Java Web". "Личный помощник". Секретарша: "Lyberty corp." Совладелец: "Магазина сувениров", продавец. | Каммингсы (Эвансы: в финале) | 01x001                        | 03x226-255 (726-755)(с перерывами актрисы между: 670 (03x170)-й 725 (03x225)-й - сериями | 06.01.1997-31.12.1999 (перерыв, между: 02.09.1999- 18.11.1999) | 700 |  |  |  |  |  |  |
| Сидни Пенни            | Мег Каммингс, #2     | «Лагерь Бена и Мег»                    | Родители: Хэнк и Джоан. Младшая сестра: Сара Каммингс. Экс-жених: Тим Трумэн. Возлюбленный (Муж: в финале): Бен Эванс. Соперницы: Мария Торрес Эванс, Тесс Марин. Друзья: Кейси Митчеум, Майкл Борн Подруги: Ванесса Харт, Габи Мартинес (Торрес). отношения(легкий долговр. флирт, поцелуй): Кейси Митчеум Любовник и смертельный враг: Дерек Эванс | Совладелец: "Магазина сувениров.", продавец. | Каммингсы                    | 03x173 (673)                  | 03x225 (725)                                                                             | 07.09.1999-16.11.1999                                          | 053 |  |  |  |  |  |  |
| Дэкс Гриффин           | Тим Трумэн           | «Лагерь Ричардсов» «Лагерь Бена и Мег» | Экс-невеста: Мег Каммингс. Отношения (флирт, в прошлом, несост. любовная связь): Сара Каммингс, Конни(сост. в дал. пр.), Энни Дуглас Ричардс(несост. л. связь), Кейтлин Ричардс(несост. л. связь, флирт). Любовницы: Тесс Марин Соперник: Бен Эванс, Кейси Митчеум (по Мег Каммиингс), Коул Дешанел (по Кейтлин Ричардс) Смертельный враг: Дерек Эванс Подруга: Мария Торрес Эванс Семья: Трумэны. Близкая семья: Каммингсы                                                                                       | Фермер Шофер у семьи Ричардс. Официант в: "Shock wave" акционер                                                                                    | Трумэны (Каммингсы)          | 01x001                        | 03x223; 255 (723; 755)                                                                   | 06.01.1997-16.11.1999                                          | 724 |  |  |  |  |  |  |
| Хэнк Чейн              | Рикардо Торрес       | «Лагерь Ричардсов» «Лагерь Бена и Мег» | Мать: Кармен Торрес. Младшая сестра: Мария Торрес Эванс. Младший брат: Антонио Торрес Возлюбленная: Пола Стивенс. Любовница(затем жена, с сер. 1999): Габи Мартинес (Торрес). Соперники: Эдди Коннорс, Антонио Торрес. Друзья: Кейси Митчеум, Майкл Борн, Ванесса Харт, Рей Чанг Энни Дуглас Ричардс Враги: зять-Бен Эванс. | Офицер Полиции. Патрульный полицейский Детектив. Инвалид. Тяжело-больной                                                                           | Торресы                      | 01x001                        | 03x255 (755)                                                                             | 06.01.1997-31.12.1999                                          | 755 |  |  |  |  |  |  |
| Присцилла Гарита       | Габи Мартинес        | «Лагерь Ричардсов» «Лагерь Бена и Мег» | Мать: Анестинья Гонсалес Мартинес (умерла) Отец: Лоренцо Мартинес. единокровная старшая сестра: Пола Стивенс. Двоюродный брат: Коул Дешанел. Муж(с конца июля 1999 г.): Рикардо Торрес. Любовник: Антонио Торрес. Отношения: Марк Волпер. свекровь: Кармен Торрес Недоброжелатель: - Элейн Стивенс, Эдди Коннорс, Кармен Торрес Друзья: Кейси Митчеум, Майкл Борн Подруги: Мег Каммингс, Золовка - Мария Торрес Эванс, Ванесса Харт, Сара Каммингс. Тайный враг: Лоренцо Мартинес. Смертельный враг: Дерек Эванс. | Официантка. барменша клуба: "Бездна". делопроизводитель в: "Полицейском Участке" Сансет Бич                                                        | Мартинесы Торресы            | 01x030                        | 03x255 (755)                                                                             | 17.02.1997-31.12.1999                                          | 725 |  |  |  |  |  |  |
| Кристина Чемберс       | Мария Торрес         | «Лагерь Бена и Мег»                    | Мать: Кармен Торрес. Кровный старший брат: Рикардо Торрес. Кровный младший брат: Антонио Торрес. Муж: Бен Эванс(разведены: в финале). Соперница: Мег Каммингс, Тесс Марин Подруга: Энни Дуглас Ричардс Габи Мартинес (Торрес), Мег Каммингс(нек.-е время). Любовник и смертельный враг: Дерек Эванс. Недоброжелатель: Сара Каммингс. Приёмнный сын: Бенджи Эванс. | Художница | Торресы (Эвансы)             | 02x127 (373)                  | 03x255 (755)                                                                             | 30.06.1998-31.12.1999                                          | 382 |  |  |  |  |  |  |
| Лорен Вудленд          | Сара Каммингс, #1    | «Лагерь Бена и Мег»                    | Родители: Хэнк и Джоан Каммингс Соперницы: старшая сестра - Мег Каммингс (по Кейси Митчеуму) Возлюбленный: Кейси Митчеум. | Стажерка в Вашингтоне в Конгрессе | Каммингсы                    | 02x082 (328)                  | 02x140 (335)                                                                             | 28.04.1998-07.05.1998                                          | 008 |  |  |  |  |  |  |
| Шон Баттен             | Сара Каммингс, #2    | «Лагерь Бена и Мег»                    | Родители: Хэнк и Джоан Каммингс Соперницы: старшая сестра - Мег Каммингс (по Кейси Митчеуму), подруга- Мелинда Фолл (по Бобу Блайту). Возлюбленный: Кейси Митчеум. Отношения(флирт в прошлом): Тим Трумэн Подруги: Ванесса Харт Габи Мартинес (Торрес) Недоброжелатель: Мария Торрес Эванс | Стажерка в Вашингтоне в Конгрессе. Официантка в: "Shock Wave". Совладелец "Магазина Сувениров" - с сестрой, продавец.                              | Каммингсы                    | 02x091 (336)                  | 03x255 (755)                                                                             | 08.05.1998-31.12.1999                                          | 420 |  |  |  |  |  |  |
| Ник Кириазис           | Антонио Торрес       | «Лагерь Бена и Мег»                    | Мать: Кармен Торрес. Старший брат: Рикардо Торрес. Старшая сестра: Мария Торрес (Эванс). Любовница и возлюбленная: Габи Мартинес (Торрес). Друзья: Вирджиния и Джимми Харрисоны, Коул Дешанел, Бен Эванс, Кейси Митчеум. Смертельный враг: Филлип Варгасс. Отношения (флирт с её стороны, в прошлом): Франческа Варгасс. | Священник. падре | Торресы                      | 02x025 (271)                  | 03x255 (755)                                                                             | 06.02.1998-31.12.1999                                          | 485 |  |  |  |  |  |  |
| Маргарита Кордова      | Кармен Торрес        | «Лагерь Бена и Мег»                    | Кровные дети: сыновья* - Рикардо Торрес(старший), Антонио Торрес(младший), младшая дочь*: Мария Торрес Эванс (предположит. исчезнувшая, погибшая до сер. 1998). сноха*: Габи Мартинес (Торрес) Опека, антагонизм: Мег Каммингс. Зять(бывший: в финале): Бен Эванс | Гадалка, предсказательница. | Торресы                      | 01x240                        | 03x255 (755)                                                                             | 23.09.1997-31.12.1999                                          | 515 |  |  |  |  |  |  |
| Трэйси Линдси Мельхиор | Тесс Марин           | «Лагерь Бена и Мег»                    | Любовник(потайной): Дерек Эванс. Биологический единоутробный сын: Бенджи Эванс Любовник(явный): Тим Трумэн. Подруга(предположит.): Мария Торрес Эванс. Соперница, втайне: Мег Каммингс, Мария Торрес Эванс и явно: Энни Дуглас Ричардс | Няня | Эвансы(?)) Марин             | 03x046 (546)                  | 03x255 (755)                                                                             | 10.03.1999-31.12.1999                                          | 210 |  |  |  |  |  |  |
| Чейз Паркер            | Бенджи Эванс         | «Лагерь Бена и Мег»                    | Мать: (предпол., приемная): Мария Торрес Эванс. Биологическая единоутробная мать: Тесс Марин. единокровный, биологический отец: Дерек Эванс. | Детсадовец, школьник. | Эвансы (Марин)               | 03x046 (546)                  | 03x255 (755)                                                                             | 10.03.1999-31.12.1999                                          | 210 |  |  |  |  |  |  |
| Кэрол Поттер           | Джоан Каммингс       | «Лагерь Бена и Мег»                    | Муж: Хэнк Каммингс Кровные дети: Мег Каммингс (старшая дочь) Сара Каммингс (младшая дочь) и сын*(имя неизв.) друг* семьи: Кейси Митчеум "Приёмный сын"*: Тим Трумэн | Домохозяйка. Фермерша. Совладелец кафе: "Shock wave"                                                                                               | Каммингсы                    | 01x001;090; 220; 02x042;(289) | 03x255 (755)                                                                             | (06.01.1997) 12.05.1997-31.12.1999                             | 485 |  |  |  |  |  |  |
| Джон Мартин            | Хэнк Каммингс        | «Лагерь Бена и Мег»                    | Жена: Джоан Каммингс Кровные дети: Мег Каммингс (старшая дочь) Сара Каммингс (младшая дочь) и сын*(имя неизв.) друг* семьи: Кейси Митчеум "Приемный сын":* Тим Трумэн | Фермер. Совладелец кафе: "Shock wave" | Каммингсы                    | 01x174                        | 03x255 (755)                                                                             | 18.09.1997-31.12.1999                                          | 470 |  |  |  |  |  |  |

##### «Окружение Лагеря Бена и Мег»: регулярно приглашенные звезды
| Дэвид Дойл        | Дэвид Дойл      | «Лагерь Бена и Мег»                         | | Пассажир самолёта                                                       | Дойл    | 01x001 001    | 01x001 (001  | 06.01.1997-06.01.1997   | 001 |  |  |  |  |  |
| Кин Кертис        | Квинт           | «Лагерь Бена и Мег»                         | Отношения, опека, друзья: Мария Торрес Эванс, Мег Каммингс. Недоброжелатель: Бен Эванс. Враг: Дерек Эванс        | Рыбак                                                                   | Кертис  | 01x227 227    | 01x001 (439  | 10.12.1997-05.10.1998   | 015 |  |  |  |  |  |
| Кэтрин Дэйли      | Эллисон Макрейн | «Лагерь Бена и Мег» «Лагерь Ричардсов»      | Отношения (лже-любовная связь), шантажистка: Энни Дуглас Ричардс(Энни Стар) Пациенты: Бен Эванс Оливия Ричардс   | Доктор, психотерапевт                                                   | Макрейн | 01x163 (163)  | 02x105 (349) | 01.09.1997-27.05.1999   | 015 |  |  |  |  |  |
| Джессика Инес Так | Даянна Вудд     | «Лагерь Бена и Мег»                         | Возлюбленный: «Стилл»: из её «любовного романа» в кач-ве «ожившего» — Бена Эванса.                               | Сотрудница, работница морга, больничного крематория. Психопатка.        | Вудд    | 02x113 (353)  | 02x129 (370) | 02.06.1998-26.06.1998   | 018 |  |  |  |  |  |
| Анна Отер         | Луиза Эстрада   | «Лагерь Сёрфинг Центра» «Лагерь Бена и Мег» | Опека: Мария Торрес Эванс. Пациенты: Лина Харт, Ванесса Харт, Мария Торрес Эванс, Вирджиния Харриссон.           | Врач. генетик. психиатр.                                                | Эстрада | 02x 032 (278) | 03x095 (595) | 15.02.1998 — 20.05.1999 | 320 |  |  |  |  |  |
| Майкл Фэйрмен     | Джон Дамиен     | «Лагерь Бена и Мег»                         | Подчиненный, служащий в приходской церкви: священник — Антонио Торрес. Часть его проф. отношений: Рикардо Торрес | Архиепископ, священнослужитель. (сбит на смерть в автомобильной аварии) | Дамиены | 03x170 (670)  | 03x080 (682) | 02.09.1999 — 20.09.1999 | 013 |  |  |  |  |  |

#### «Лагерь Ричардсов»

##### Основные и главные актёры и персонажи Лагеря[1]
| Лесли-Энн Даун         | Оливия Ричардс                  | «Лагерь Ричардсов»                                             | Отец: Томмас Блейк Ричардс Муж: Грегори Ричардс (до сер. 1998). Кровные дети: Кейтлин и Шон Ричардс Единоутробный, внебрачный сын*: Трей Дешанел Любовники: Дэл Дуглас, Коул Дешанел, Эй Джей Дешанел Подруга: Бетт Катценказракхи, Элейн Стивенс, Барбара Бирч Соперница: Энни Дуглас Ричардс Смертельный враг: Франческа Варгас | Медсестра- акушерка Директор местной радиостанции Бизнес-вумэн Крупный акционер                                                                                             | Ричардсы Блейки                 | 01x001 (001) | 03x255 (755: с перерывами между 308 и 335-й серией) | 06.01.1997-31.12.1999 (с перерывами с: 30.04.1998 — 07.05.1998) | 728 |  |  |  |  |  |  |  |
| Сэм Беренс             | Грегори Ричардс                 | «Лагерь Ричардсов»                                             | Жена: Оливия Ричардс (до сер. 1998), Энни Дуглас Ричардс (с сер. 1998) Дети: Кейтлин и Шон Ричардс Любовница: Энни Дуглас, Секретарша (имя неизв.) Друг: Дэл Дуглас, Эдди Коннорс, Бен Эванс Смертельные враги: Франческа Варгас, Дэл Дуглас, Коул Дешанел | Директор бизнесмен, Крупный акционер: "Lyberty corp." Адвокат уголовной практики "Вор в законе" Юрист                                                                       | Ричардсы                        | 01x001 (001) | 03x255 (755)                                        | 06.01.1997-31.12.1999                                           | 755 |  |  |  |  |  |  |  |
| Рэнди Спеллинг         | Шон Ричардс                     | «Лагерь Ричардсов»                                             | Отец: Грегори Ричардс Мать: Оливия Ричардс. Кровная Старшая сестра: Кейтлин Ричардс Единоутробный младший брат: Трей Дешанел Любовница: Элизабет Чаттерман, Элизабет, Эми Нильсон, Возлюбленная: Тиффани Торн, Эмили Дэвис Друг: зять - Коул Дешанел, Лео Дешанел; Марк Волпер. Враги: Марк Волпер, Брэд Николос | Официант, Стажер- спасатель рэпер | Ричардсы                        | 01x005 (005) | 03x234 (734) 03x255 (755)                           | 10.01.1997-31.12.1999                                           | 735 |  |  |  |  |  |  |  |
| Ванесса Дорман         | Кейтлин Ричардс, #1             | «Лагерь Ричардсов»                                             | Отец: Грегори Ричардс мать: Оливия Ричардс кровный младший брат: Шон Ричардс Единоутробный младший брат: Трей Дешанел муж: Коул Дешанел. Любовник(несост.): Тим Трумэн. Отношения: Марк Волпер. свекровь: Элейн Стивенс. золовка*: Пола Стивенс. Свекор: ЭйДжей Дешанел. | Студентка, богат. наследница (предпол.) | Ричардсы Дешанелы               | 01x007 (007) | 02x119 (364)                                        | 14.01.1997-18.06.1998                                           | 357 |  |  |  |  |  |  |  |
| Эшли Гамильтон         | Коул Сент. Джон/Дешанел, #1     | «Лагерь Ричардсов»                                             | Отец: ЭйДжей Дешанел. Мать: Элейн Стивенс. Дед: Армандо Дешанел. приемная мать (Бабушка): Мадам Джуллиана Дешанел ("Дама в Черном"). единокровный сын: Трей Дешанел (Армандо Дешанел Третий). единокровный младший брат: Лео Дешанел. двоюродная сестра: Габи Мартинес. жена: Кейтлин Ричардс Дешанел. Любовница: Оливия Ричардс. Отношения(любовница, в прошлом): Франческа Варгасс Джейд Шерридан. тесть: Грегори Ричардс. Смертельные враги: Грегори Ричардс, Филип Варгасс, Клад Далейн друг: Жак Дюммон, Шон Ричардс, Антонио Торрес, Бен Эванс. соперник*: Эдди Коннорс, Тим Трумэн, Бен Эванс.   | Вор жиголо, игрок, альфонс вор драгоценностей, строитель, плотник, каменщик.                                                                                                | Дешанелы Стивенсы               | 01x011 (011) | 01x032 (032)                                        | 21.01.1997-18.02.1997                                           | 022 |  |  |  |  |  |  |  |
| Эдди Сибриан           | Коул Дешанел, #2                | «Лагерь Ричардсов»                                             | Отец: ЭйДжей Дешанел. Мать: Элейн Стивенс. Дед: Армандо Дешанел. приемная мать (Бабушка): Мадам Джуллиана Дешанел ("Дама в Черном"). единокровный сын: Трей Дешанел (Армандо Дешанел Третий). единокровный младший брат: Лео Дешанел двоюродная сестра: Габи Мартинес жена: Кейтлин Ричардс Дешанел Любовница: Оливия Ричардс Отношения: Франческа Варгас Джейд Шерридан тесть: Грегори Ричардс Смертельные враги: Грегори Ричардс, Филип Варгасс, Клад Далейн, интерпол друг: Жак Дюммон, шурин - Шон Ричардс, Антонио Торрес, Бен Эванс соперник*: Эдди Коннорс, Тим Трумэн, Бен Эванс Филлип Варгасс | Вор жиголо, азартный и спортивный игрок, альфонс Вор драгоценностей, строитель, плотник, каменщик, акционер                                                                 | Дешанелы Стивенсы               | 01x034 (034) | 03x200; 03x255 (700; 755)                           | 21.02.1997-14.10.1999                                           | 667 |  |  |  |  |  |  |  |
| Кэм Хескин             | Кейтлин Ричардс Дешанел, #2     | «Лагерь Ричардсов»                                             | Отец: Грегори Ричардс мать: Оливия Ричардс кровный брат*: Шон Ричардс Единоутробный младший брат: Трей Дешанел муж: Коул Дешанел Любовник(несост.): Тим Трумэн Отношения: Джуд Каванно Смертельный враг: соперница- Франческа Варгас | | Ричардсы Дешанелы               | 02x123 (368) | 03x255 (755)                                        | 24.06.1998-31.12.1999                                           | 387 |  |  |  |  |  |  |  |
| Сара Бакстон           | Энни Дуглас Ричардс             | «Лагерь Ричардсов» «Лагерь Бена и Мег»                         | Единокровный отец* (убит): Дэл Дуглас. мать*: Мэдделин Дуглас Муж: Грегори Ричардс. (с сер. 1998 года) Единокровная тетя*: Бетт Катценказраки. единоутробная кузина*: Эмили Дэвис соперница: Оливия Ричардс (по наследству*, по отцу* и по Грегори Ричардсу*); Мег Каммингс (по Бену Эвансу); Тесс Марин (по Тиму Трумэну. Любовники: Эдди Коннорс Джуд Каванно Отношения: Тим Трумэн(флирт, несост. любовная связь) Подруга: Мария Торрес Эванс | Аферистка. Авантюристка. Крупный акционер Бизнес-вумэн Ассистент директора клуба: "Бездна" ассистент, заместитель директора: "Lyberty Corp."                                | Дугласы Ричардсы                | 01x001 (001) | 01x755(755)                                         | 06.01.1997-31.12.1999                                           | 755 |  |  |  |  |  |  |  |
| Кэтлин Нун             | Бетт Дуглас/Катценказрахи/Дэвис | «Лагерь Ричардсов»                                             | Возлюбленный(тайный, потом явный): ЭйДжей Дешанел единокровная племянница*: Энни Дуглас единокровный брат: Дэл Дуглас единоутробная дочь*: Эмили Дэвис Подруги: Оливия Ричардс, Элейн Стивенс Шеф: Грегори Ричардс | Журналисткака. сплетница. Репортер-обозреватель газеты: "Сентинелл" и "Медиацентра"                                                                                         | Дугласы Катценказракхи Дэвисы   | 01x001 (001) | 03x255 (755)                                        | 06.01.1997-31.12.1999                                           | 755 |  |  |  |  |  |  |  |
| Гордон Томсон          | ЭйДжей Дешанел                  | «Лагерь Ричардсов»                                             | Родители: Армандо и Джуллианна Дешанел. Единокровные сыновья*: Коул Дешанел, Лео Дешанел, Джуд (Кавано, в финале, не подтвержденный) Единокровный внук*: Трей Дешанел Отношения (любовницы - в различное время)*: Элейн Стивенс, Оливия Ричардс, Бетт Катценказракхи, смертельный враг- Франческа Варгас (полу-любовница, несост. связь) | Бизнесмен, Крупный акционер: "Lyberty corp. Вор, Авантюрист. | Дешанелы                        | 02x092 (337) | 03x255 (755)                                        | 11.05.1998-31.12.1999                                           | 415 |  |  |  |  |  |  |  |
| Лиза Герреро Коулс     | Франческа Варгас                | «Лагерь Ричардсов»                                             | Отношения(лже-флирт в прошлом): Антонио Торрес Муж(умер): Филлип Варгасс Экс-сообщник, бывший любовник: Коул Дешанел. Отношения("деловое сотрудничество"): Грегори Ричардс Несостоявшийся любовник: ЭйДжей Дешанел. Соперница: Кейтлин Ричардс Дешанел, #2 (по Коулу Дешанелу) Габи Мартинес (по Антонио Торресу) Смертельные враги: Филлип Варгасс ЭйДжей Дешанел Оливия Ричардс Грегори Ричардс | Воровка. воровка драгоценностей. Авантюристка. Аферистка. Шантажистка | Варгассы                        | 02x131 (381) | 03x053 (553)                                        | 15.07.1998-19.03.1999                                           | 173 |  |  |  |  |  |  |  |
| Ли Тейлор-Янг          | Элейн Стивенс                   | «Лагерь Ричардсов»                                             | Единоутробная дочь*: Пола Стивенс. падчерица*: Габи Мартинес. Единоутробный сын*: Коул Дешанел. сноха*: Кейтлин Ричардс Отношения(любовники): Лоренцо Мартинес ЭйДжей Дешанел. | Заведующая своей одноим. кондитерской. | Стивенсы                        | 01x001 (001) | 01x236 (236)                                        | 06.01.1997-17.12.1997                                           | 236 |  |  |  |  |  |  |  |
| Лаура Хэрринг          | Пола Стивенс                    | «Лагерь Ричардсов»                                             | мать: Элейн Стивенс. Единоутробный брат: Коул Дешанел. Единокровная сводная сестра: Габи Мартинес Отношения(лже-флирт): Эдди Коннорс Возлюбленный: Рикардо Торрес Соперница: Габи Мартинес Друзья: Кейси Митчеум Рей Чанг Майкл Борн. Смертельный враг: Ральф Майерс | Офицер Полиции | Стивенсы                        | 01x001 (001) | 01x236 (236)                                        | 06.01.1997-17.12.1997                                           | 236 |  |  |  |  |  |  |  |
| Питер Бартон           | Эдди Коннорс                    | «Лагерь Ричардсов» «Лагерь Бена и Мег»                         | Отношения: Возлюбленная: Энни Дуглас(секс-игры), Пола Стивенс (лже-флирт) Габи Мартинес Бетти Катценказракхи (флирт, больше чем пр. дружба) Соперник: Рикардо Торрес (по Поле Стивенс) Коул Дешанел (в профф. плане) Бен Эванс (по Энни Дуглас) Марк Волпер Антонио Торрес(по Габи Мартинес) Смертельный враг: Дерек Эванс Друзья: Ральф Майерс Дерек Эванс Шеф: Начальник Харрис Грегори Ричардс Дерек Эванс | Офицер Полиции. Патрульный полицейский. Детектив. Частный детектив. вор драгоценностей, вор. киллер(несост.). Шеф: "Службы безопасности "Lyberty corp."". Спортивный игрок. | Коннорсы                        | 01x001 (001) | 02x091 (336)                                        | 06.01.1997-08.05.1998                                           | 336 |  |  |  |  |  |  |  |
| Шон Канан              | Джуд Кавано                     | «Лагерь Ричардсов»                                             | Возлюбленная: Энни Дуглас Ричардс. Отношения: Сара Каммингс. Тайный "директор": Грегори Ричардс. Отец (предпол., неподтвержд. в финале): ЭйДжей Дешанел Друзья: Оливия Ричардс Кейтлин Ричардс | Агент ФБР под прикрытием: "Нового Директора: "Lyberty corp."" | Кавано (Дешанелы, предположит.) | 03x165 (665) | 03x255 (755)                                        | 26.08.1999-31.12.1999                                           | 090 |  |  |  |  |  |  |  |
| Эдриэнн Франц          | Тиффани Торн, #1                | «Лагерь Бена и Мег» «Лагерь Ричардсов» «Лагерь Серфинг Центра» | Отец (имя неизв.) Отношения: Марк Волпер, Бен Эванс(расчетливый "лже-флирт"). Возлюбленный: Шон Ричардс. Друзья: Марк Волпер. Подруги: Мег Каммингс | Бездомная, воровка, "золотоискательница". аферистка. | Торн                            | 01x001 (001) | 01x093 (093)                                        | 06.01.1997-15.05.1997                                           | 093 |  |  |  |  |  |  |  |
| Дженнифер Банко-Стюарт | Тиффани Торн, #2                | «Лагерь Ричардсов»                                             | Возлюбленный: Шон Ричардс. Друзья: Марк Волпер. Соперница(предпол.): Габи Мартинес | "Золотоискательница", аферистка | Торн                            | 01x096 (096) | 01x159 (159)                                        | 20.05.1997-29.08.1997                                           | 064 |  |  |  |  |  |  |  |
| Крисси Карлсон         | Эми Нильсон                     | «Лагерь Ричардсов»                                             | Сирота. Отец(умер): Берни Нильсон. Возлюбленный: Шон Ричардс. соперница: Эмили Дэвис. Эллизабетт Враг: Лео Дешанел. Отношения, друзья: Брэд Николлос. Подруга: Энни Дуглас Ричардс | "Золотоискательница", аферистка, официантка в: "Shock wave" | Нильсоны                        | 01x242 (242) | 03x255 (755)                                        | 25.12.1997-31.12.1999                                           | 390 |  |  |  |  |  |  |  |
| Кристи Харрис          | Эмили Дэвис                     | «Лагерь Ричардсов»                                             | Единоутробная мать*: Бетт Катценказракхи. Единоутробная кузина*: Энни Дуглас Ричардс*. Возлюбленный: Шон Ричардс. Соперница: Эми Нильсон. Друг: Лео Дешанел. Враг: Брэд Николлос. Отношения, друзья: Брэд Николлос. | Стажер- спасатель | Дэвисы Дугласы                  | 02x102 (347) | 03x255 (755)                                        | 25.05.1998-31.12.1999                                           | 408 |  |  |  |  |  |  |  |
| Майкл Стрикленд        | Брэд Николлос                   | «Лагерь Ричардсов»                                             | Отношения(флирт в прошлом): Эми Нильсон. Отношения в настоящем(флирт): Эмили Дэвис. Соперник: Шон Ричардс. Враг: Лео Дешанел | Стажер- спасатель. | Николлосы                       | 02x110 (355) | 03x255 (755)                                        | 01.06.1998-31.12.1999                                           | 390 |  |  |  |  |  |  |  |
| Дэвид Маттиссен        | Лео Дешанел                     | «Лагерь Ричардсов»                                             | Отец: ЭйДжей Дешанел. Старший брат: Коул Дешанел Лучший друг: Шон Ричардс Враг: Брэд Николлос. | Официант, донор, студент. | Дешанелы                        | 02x138 (383) | 03x056 (556)                                        | 17.07.1998-24.03.1999                                           | 180 |  |  |  |  |  |  |  |

##### Второстепенные, но регулярно приглашенные звезды[1]
| Джон Рейлли       | Дэл Дуглас                              | «Лагерь Ричардсов» | Кровная дочь**: Энни Дуглас Сестра: Бетт Катценказракхи Лучший друг(предполагаемо) и соперник: Грегори Ричардс Любовница, возлюбленная: Оливия Ричардс | Бизнесмен                                                                       | Дугласы           | 01x001 001   | 01x005; 03x225 (725)       | 06.01.1997-31.11.1999 | 725 |  |  |  |  |  |
| Костанс Тауэрс    | Мадам Джулианна Дешанел/«Дама в Чёрном» | «Лагерь Ричардсов» | Муж: Армандо Дешанел. Внук: Коул Дешанел, Лео Дешанел Сын: ЭйДжей Дешанел внучатая невестка: Кейтлин Ричардс                                           | Светская львица. Экс-первая леди города: Сансет Бич                             | Дешанелы          | 01x099 (099) | 01x112 (112)               | 26.05.1997-18.06.1997 | 014 |  |  |  |  |  |
| Джимми Сторм      | Чарльз Лакин                            | «Лагерь Ричардсов» | единокровная племянница*: Энни Дуглас Бывшая жена: Бетти Дуглас/Катценказракхи                                                                         | Адвокат                                                                         | Лакины Дугласы    | 01x201 (201) | 03x170 (670); 03x255 (755) | 27.10.1997-31.12.1999 | 735 |  |  |  |  |  |
| Лиза Гибонс       | Лиза Гибонс                             | «Лагерь Ричардсов» | | Телеведущая своего ток-шоу в: «фантазии Энни» и на видеозаписи Элейн — в начале | Гиббонс           | 01x005 (005) | 02x070 (316)               | 10.01.1997-08.04.1998 | 001 |  |  |  |  |  |
| Брок Боззани      | Трей Дешанел, #1                        | «Лагерь Ричардсов» | Единоутробная мать*: Оливия Блейк Ричардс. Единокровный отец: Коул Дешанел.                                                                            | Ребенок                                                                         | Дешанелы Ричардсы | 01x282 (282) | 03x170 (670); 03x255 (755) | 27.10.1997-31.12.1999 | 118 |  |  |  |  |  |
| Джиллиан Боззани  | Трей Дешанел, #2                        | «Лагерь Ричардсов» | Единоутробная мать*: Оливия Блейк Ричардс. Единокровный отец: Коул Дешанел.                                                                            | Ребенок                                                                         | Дешанелы Ричардсы | 01x282 (282) | 03x170 (670); 03x255 (755) | 27.10.1997-31.12.1999 | 118 |  |  |  |  |  |
| Чарльз Джинг      | Трей Дешанел, #3                        | «Лагерь Ричардсов» | Единоутробная мать*: Оливия Блейк Ричардс. Единокровный отец: Коул Дешанел                                                                             | Ребенок                                                                         | Дешанелы Ричардсы | 01x282 (282) | 03x170 (670); 03x255 (755) | 27.10.1997-31.12.1999 | 119 |  |  |  |  |  |
| Габриэлл Джинг    | Трей Дешанел, #4                        | «Лагерь Ричардсов» | Единоутробная мать*: Оливия Блейк Ричардс. Единокровный отец: Коул Дешанел.                                                                            | Ребенок                                                                         | Дешанелы Ричардсы | 01x282 (282) | 03x170 (670); 03x255 (755) | 27.10.1997-31.12.1999 | 119 |  |  |  |  |  |
| Джерард Кристофер | Карл — Питер Брок                       | «Лагерь Ричардсов» | | Доктор. Акушер.                                                                 | Брок              | 01x202 (202) | 02x252 (497)               | 29.10.1997-28.12.1998 | 390 |  |  |  |  |  |
| Марк Риттер       | Берни Нильсон                           | «Лагерь Ричардсов» | Кровная дочь**: Эми Нильсон | «Светский барон» Нумезмат, коллекционер                                         | Нильсоны          | 02x175 (416) | 02x250 (495)               | 10.09.1998-25.12.1999 | 015 |  |  |  |  |  |
| Терри Дэвис       | Хиллари Николс                          | «Лагерь Ричардсов» | Друзья: Берни Нильсон Враги: Коул Дешанел Франческа Варгас.                                                                                            | «Светская львица». Психопатка. Нумизматка. Коллекционерка                       | Николсы           | 02x192 (432) | 02x250 (495)               | 25.10.1998-25.12.1998 | 020 |  |  |  |  |  |

##### Второстепенные, однократно введённые, но отметившиеся приглашенные звёзды
| Дон Амендолиа    | Элл Кеннеди                   | «Лагерь Ричардсов» | Племянница*: Энни Дуглас Бывшая жена: Бетти Дуглас/Катценказракхи                    | Крупный адвокат                                                 | Кеннеди Дугласы | 01x015 (015) | 01x018 (018) | 22.01.1997-27.01.1997 | 004 |  |  |  |  |  |
| Джек Вагнер      | Жак/Леон Дюмон                | «Лагерь Ричардсов» | Сообщник, бывший друг: Коул Дешанел                                                  | вор Жиголо, Игрок, Альфонс                                      | Дюмон           | 01x169 (169) | 01x173 (173) | 11.09.1997-19.09.1997 | 003 |  |  |  |  |  |
| Финола Хьюз      | Хелена Гриар                  | «Лагерь Ричардсов» | Бывший жених: Коул Дешанел                                                           | Графиня Светская львица                                         | Гриары          | 01x183 (183) | 01x186 (186) | 01.10.1997-08.10.1997 | 003 |  |  |  |  |  |
| Сандра Фергюсон  | Джейд Шерридан                | «Лагерь Ричардсов» | экс-сообщник, бывший любовник: Коул Дешанел                                          | Воровка драгоценностей                                          | Шерридан        | 01x234 (234) | 02x005 (251) | 14.12.1997-06.01.1998 | 016 |  |  |  |  |  |
| Аарон Спеллинг   | Винсент Дюк                   | «Лагерь Ричардсов» | Племянница*: Энни Дуглас Бывшая жена: Бетти Дуглас/Катценказракхи                    | Разорившийся, бывший медиамагнат                                | Дюк             | 02x014 (259) | 02x015 (260) | 18.01.1998-19.01.1998 | 002 |  |  |  |  |  |
| Майкл Сабаттино  | Филипп Варгасс                | «Лагерь Ричардсов» | Жена: Франческа Варгасс. Соперник: Коул Дешанел                                      | альфонс, спортивный игрок магнат, вор драгоценностей вор        | Варгассы        | 02x126 (373) | 02x160 (398) | 01.07.1998-05.08.1998 | 020 |  |  |  |  |  |
| Ким Алексис      | Ким Алексис                   | «Лагерь Ричардсов» | Клиенты: Коул и Кейтлин                                                              | Горничная мотеля                                                | Алексис         | 01x098 (098) | 01x098 (098) | 01.07.1998-05.08.1998 | 001 |  |  |  |  |  |
| Эли Ландри       | Кензи                         | «Лагерь Ричардсов» | «любовная фантазия» Кейтлин «как любовница Коула» Бывшая девушка Рикардо Торреса     | прохожая девушка                                                | Ландри          | 01x165 (165) | 01x191 (191) | 01.07.1998-05.08.1998 | 003 |  |  |  |  |  |
| Марла Мейплз     | Барбара Бирч                  | «Лагерь Ричардсов» | Лучшая подруга: Оливия Ричардс                                                       | Светская львица Бизнес-вумэн                                    | Бирч            | 02x253 (497) | 03x060 (560) | 01.07.1998-05.08.1998 | 003 |  |  |  |  |  |
| Джон О’Харли     | Джон О’Харли                  | «Лагерь Ричардсов» |                                                                                      | Ведущий: «Колеса Фортуны»                                       | Харли           | 03x064 (564) | 03x070 (570) | 14.12.1997-06.01.1998 | 016 |  |  |  |  |  |
| Джерри Спрингер  | Джерри Филлер                 | «Лагерь Ричардсов» |                                                                                      | Ведущий своего ток-шоу в: «фантазии Энни»                       | Филлеры         | 03x05 (558)  | 03x065 (565) | 01.04.1999-10.04.1999 | 020 |  |  |  |  |  |
| Хоуи Мэндел      | Хоуи Мэндел                   | «Лагерь Ричардсов» |                                                                                      | Ведущий своего ток-шоу в: «фантазии Энни»                       | Мэндел          | 03x026(526)  | 01x098 (098) | 09.02.1999-11.02.1999 | 002 |  |  |  |  |  |
| Жизель Фернандес | Жизель Фернандес              | «Лагерь Ричардсов» |                                                                                      | Телеведущая своей службы новостей на NBC                        | Фернандесы      | 03x026(526)  | 01x098 (098) | 09.02.1999-11.02.1999 | 002 |  |  |  |  |  |
| Джозефф Вопнер   | Джозефф Вопнер                | «Лагерь Ричардсов» |                                                                                      | Судья Вопнер — «в фантазиях — Энни и Сары: »-про народный суд"" | Вопнер          | 01x165 (165) | 01x191 (191) | 01.07.1998-05.08.1998 | 003 |  |  |  |  |  |
| Кристофер Дарден | Лесс Гордон                   | «Лагерь Ричардсов» |                                                                                      | Адвокат                                                         | Дарден          | 03x060 (560) | 03x069 (569) | 30.03.1999-12.04.1999 | 003 |  |  |  |  |  |
| Джимми Хэнкс     | Спайк («рождественское чудо») | «Лагерь Ричардсов» | Отношения: Тиффани Торн (первая хозяйка), Оливия Ричардс (вторая хозяйка), Ричардсы. | Пес (говорящий)                                                 | Ричардсы Торны  | 02x258(495)  | 02x259 (496) | 25.12.1998-26.12.1998 | 003 |  |  |  |  |  |
| Мэл Джонсон мл.  | Мэннинг                       | «Лагерь Ричардсов» | Наниматель: Грегори Ричардс                                                          | Доктор Главврач генетик                                         | Мэннинги        | 03x013(513)  | 03x046 (546) | 17.01.1999-01.03.1999 | 025 |  |  |  |  |  |

#### «Лагерь Сёрфинг Центра»

##### Основные и главные персонажи Лагеря[1]
| Тимоти Адамс           | Кейси Митчеум            | «Лагерь Сёрфинг Центра» «Лагерь Бена и Мег»                    | Возлюбленная: Рей Чанг, Сара Каммингс. Отношения: Мег Каммингс. Друзья: Майкл Борн, Марк Волпер, Рикардо Торрес, Пола Стивенс Ванесса Харт Габи Мартинес (Торрес) | Пляжный спасатель                                                                                             | Митчеумы                | 01x001 (001) | 03x255 (755) | 06.01.1999-31.12.1999 | 755 |  |  |  |  |  |
| Келли Ху               | Рей Чанг (Янг: в финале) | «Лагерь Сёрфинг Центра»                                        | Родители: Мистер и Миссис Чанг. Бывший жених(и Муж: впоследствии): Вей-Ли Янг. Отношения: Кейси Митчеум. Друзья: Мег Каммингс, Ванесса Харт, Пола Стивенс Майкл Борн, Марк Волпер. | Доктор: «Медицинского центра»                                                                                 | Чанги (Янги: в финале)  | 01x001 (001) | 01x108 (108) | 06.01.1997-09.05.1997 | 108 |  |  |  |  |  |
| Джейсон Уинстон Джордж | Майкл Борн               | «Лагерь Сёрфинг Центра»                                        | Возлюбленная: Ванесса Харт. Подруга (и отношения: в прошлом): Вирджиния Харрисон. Отношения: стюардесса. Друзья: Кейси Митчеум, Марк Волпер, Рикардо Торрес, Мег Каммингс, Пола Стивенс, Габи Мартинес (Торрес) | Пляжный спасатель                                                                                             | Борны                   | 01x001 (001) | 03x255 (755) | 06.01.1999-31.12.1999 | 755 |  |  |  |  |  |
| Шерри Сом              | Ванесса Харт             | «Лагерь Сёрфинг Центра» «Лагерь Бена и Мег»                    | Мать: Лина Харт. Отец: Дэвид Харт. Возлюбленный(Муж: в финале): Майкл Борн. Соперница: Вирджиния Харрисон. Отношения, друг(тайный возлюбленный): Тайус Робинсон Смертельные враги: Джаммалль Хаххаммед, Грегори Ричардс. Подруги: Мег Каммингс, Сара Каммингс, Габи Мартинес (Торрес). Коллега: Бетти Катценказракхи. | Журналистка Репортер-обозреватель газеты: «Сентинелл» и «Медиацентра»                                         | Харты (Борны: в финале) | 01x001 (001) | 03x255 (755) | 06.01.1999-31.12.1999 | 755 |  |  |  |  |  |
| Доминик Дженнингс      | Вирджиния Харрисон       | «Лагерь Сёрфинг Центра»                                        | кровный сын*: Джимми Харрисон. Муж(убит): Джексон Харрисон. соперница: Ванесса Харт. Возлюбленный: Майкл Борн. Подруга: Селита Джонс. Друзья: Кейси Митчеум, Марк Волпер, Габи Мартинес (Торрес) | Домохозяйка. официантка «Кондитерской Элейн». Медсестра «Дубовой Рощи». «Заведущая „Банка Спермы“» Психопатка | Харрисоны               | 01x050 (050) | 03x045 (545) | 10.03.1997-08.03.1999 | 495 |  |  |  |  |  |
| Ви. Пи. Оливер         | Джимми Харрисон, #1      | «Лагерь Сёрфинг Центра»                                        | Мать: Вирджиния Харрисон. Отец(убит): Джексон Харрисон. | подросток, школьник, «бунтарь»                                                                                | Харрисоны               | 01x052 (052) | 01x242 (242) | 10.03.1997-25.12.1997 | 190 |  |  |  |  |  |
| Джеффри Вуд            | Джимми Харрисон, #2      | «Лагерь Сёрфинг Центра»                                        | Мать: Вирджиния Харрисон. Тетя Отец(убит): Джексон Харрисон. | Ребенок, подросток, школьник                                                                                  | Харрисоны               | 02x015 (260) | 03x055 (555) | 18.01.1998-23.03.1999 | 295 |  |  |  |  |  |
| Рассел Кэрри           | Тайус Робинсон           | «Лагерь Сёрфинг Центра» «Лагерь Ричардсов»                     | Возлюбленная: Ванесса Харт. Соперник и пациент: Майкл Борн Друзья: Кейси Митчеум, Майкл Борн, Джимми Харрисон, Коул Дешанел Вирджиния Харрисон Пациенты: Бен Эванс, Алекс Митчеум, Оливия Ричардс, Кейтлин Ричардс ,Франческа Варгас Рикардо Торрес                                                                   | Доктор: «Саос Бэйб», «Дубовой Рощи»                                                                           | Робинсоны               | 01x118 (118) | 03x255 (755) | 18.06.1997-31.12.1999 | 637 |  |  |  |  |  |
| Ник Стэбайл            | Марк Волпер              | «Лагерь Сёрфинг Центра» «Лагерь Ричардсов» «Лагерь Бена и Мег» | Друзья: Мег Камимингс, Кейси Митчеум, Майкл Борн, Шон Ричардс. Соперник: Шон Ричардс. Отношения: Тиффани Торн (возлюбленная), Габи Мартинес (Торрес) (флирт), Мег Каммингс. Смертельный враг: Дерек Эванс. Босс и друг: Бен Эванс.                                                                                    | Официант «интернет-кафе», «Бездны», бармен, диджей                                                            | Волперы                 | 01x001 (001) | 02x13 (258)  | 06.01.1997-18.01.1998 | 258 |  |  |  |  |  |

##### Второстепенные, но регулярно приглашенные звезды
| Масхонд Ли          | Джо-Джо Морган/Джаммалль Маххамед | «Лагерь Сёрфинг Центра»                     | "Бывший друг": Майкл Борн                                                                                     | «филантроп», мизантроп гангстер «криминальный воротила» «криминальная шишка» Бандит киллер | Маххамеды | 01x10 (010)  | 01x038 (039)           | 17.01.1997- 27.02.1997               | 30  |  |  |  |  |  |
| Эшли Моник Кларк    | Джаллин Маххамед                  | «Лагерь Сёрфинг Центра»                     | мать: Лашенда Маххамед. Отец: Джо-Джо/Джаммалль Маххамед                                                      | Девочка школьница                                                                          | Маххамеды | 01x009 (009) | 01x032 (032)           | 16.01.1997 - 01.03.1997              | 023 |  |  |  |  |  |
| Моника Эллисон      | Лашенда Маххамед                  | «Лагерь Сёрфинг Центра»                     | Кровная дочь**: Джалин Маххамед. Муж: Джо-Джо/Джаммалль Маххамед                                              | Жена, бывшая жена, "тайный информатор".                                                    | Маххамеды | 01x009 (009) | 01x032 (032)           | 16.01.1997 - 22.02.1997              | 023 |  |  |  |  |  |
| Стивен Винсент Ли   | Вэй-Ли Янг (бывш. жених Рей)      | «Лагерь Сёрфинг Центра» «Лагерь Ричардсов»  | Бывшая невеста(Жена: в итоге): Рей Чанг. Соперник: Кейси Митчеум. Друзья, компаньены: Грегори Ричардс         | Бизнесмен                                                                                  | Янги      | 01x052 (052) | 01x108; 118 (108; 118) | 15.03.1997 — 19.06.1997              | 057 |  |  |  |  |  |
| Джордж Чунг         | Мистер Чанг                       | «Лагерь Сёрфинг Центра»                     | Кровная дочь*: Рей Чанг Жена: Миссисс Чанг                                                                    | Бизнесмен                                                                                  | Чанги     | 01x001 (001) | 01x106 (106)           | 16.01.1997 - 01.06.1997              | 035 |  |  |  |  |  |
| Ирен Йя-Линг Сан    | Миссис Чанг                       | «Лагерь Сёрфинг Центра»                     | Кровная дочь*: Рей Чанг Муж: Мистер Чанг                                                                      | Домохозяйка                                                                                | Чанги     | 01x010 (010) | 01x105 (035)           | 06.01.1997 - 05.06.1997              | 035 |  |  |  |  |  |
| Барбара Мандрелл    | Алекс Митчеум                     | «Лагерь Сёрфинг Центра» «Лагерь Ричардсов»  | Кровный сын*: Кейси Митчеум. Возлюбленный: Грегори Ричардс                                                    | Фотожурналистка. крупный акционер. Бизнес-вумэн.                                           | Митчеумы  | 01x108 (108) | 02x10 (255)            | 09.06.1997 - 10.01.1998              | 048 |  |  |  |  |  |
| Лиэнн Хамильтон     | Селита Джона                      | «Лагерь Сёрфинг Центра» «Лагерь Ричардсов»  | Подруга: Вирджиния Харрисон, Джейда                                                                           | "пенсионерка медсестра больная подруга                                                     | Джонс     | 01x140 (140) | 02x260 (260)           | 03.08.1997 - 31.01.1998              | 120 |  |  |  |  |  |
| Джойс Гай           | Миссис Моро                       | «Лагерь Сёрфинг Центра» «Лагерь Ричардсов»  | Подруга: Вирджиния Харрисон, Джейда                                                                           | "Жрица Вуду" ведьма" "колдунья"                                                            | Моро      | 02x035 (279) | 03x247 (747)           | 15.02.1999 - 21.12.1999              | 270 |  |  |  |  |  |
| Лилиан Леман        | Лина Харт, #1                     | «Лагерь Сёрфинг Центра»                     | Кровная дочь*: Ванесса Харт. Муж: Дэвид Харт                                                                  | Тяжело-больная                                                                             | Харт      | 01x240 (240) | 02x108 (348)           | 23.01.1997 - 04.05.1998              | 105 |  |  |  |  |  |
| Марианн Аалда       | Лина Харт, #2                     | «Лагерь Сёрфинг Центра»                     | Кровная дочь*: Ванесса Харт. Муж: Дэвид Харт<                                                                 | Тяжело-больная                                                                             | Харт      | 01x105 (350) | 03x255 (755)           | 28.05.1997 - 31.12.1999              | 13  |  |  |  |  |  |
| Элизабет Элли       | Мелинда Фолл                      | «Лагерь Сёрфинг Центра» «Лагерь Бена и Мег» | Подруга, бывшая "лучшая подруга": Сара Каммингс. Возлюбленный: конгрессмен Роберт Блайт. Враг: Кейси Митчеум. | Конгресследи. Писательница. Скандалистка.                                                  | Фолл      | 02x104 (349) | 02x189; 249 (433; 494) | 27.05.1998 - 28.09.1998 (23.12.1998) | 086 |  |  |  |  |  |
| Брайан Патрик Кларк | Боб, Робберт Блайт                | «Лагерь Сёрфинг Центра» «Лагерь Ричардсов»  | Отношения, сексуальная связь: Сара Каммингс. Соперник: Кейси Митчеум                                          | Конгрессмен                                                                                | Блайты    | 02x172 (416) | 02x177 (421)           | 03.09.1998 - 12.09.1998              | 006 |  |  |  |  |  |

#### Регулярно приглашенные звёзды: «Окружение Рикардо Торреса/Полицейский участок»
| Дэвид Андриоле     | Сэм Спенсер      | «Полицейский участок: Окружение Рикардо»                    | Друзья: Рикардо Торрес, Кейси Митчеум                                           | Офицер Полиции                                                                         | Спенсеры   | 01x067 (067) | 03x249 (749) | 09.04.1997-23.12.1999 | 96  |  |  |  |  |  |  |
| Андреа Хаббази     | Оскар Руиз       | «Полицейский участок: окружение Рикардо»                    | Друзья: Рикардо Торрес, Пола Стивенс                                            | Офицер Полиции                                                                         | Руизы      | 01x010 (010) | 03x250 (750) | 17.01.1997-24.12.1999 | 080 |  |  |  |  |  |  |
| Аарон Спирс        | Офицер Вашингтон | «Полицейский участок: окружение Рикардо» «Лагерь Ричардсов» | Друзья: Рикардо Торрес, Пола Стивенс                                            | Офицер «Полицейского участка» Сансет Бич                                               | Вашингтоны | 01x007 (007) | 01x030 (030) | 20.04.1999-30.12.1999 | 010 |  |  |  |  |  |  |
| Фрэн Беннетт       | Джейн Харрис     | «Лагерь Ричардсов» «Полицейский участок: окружение Рикардо» | Подчиненные: Рикардо Торрес, Пола Стивенс, Габи Мартинес Спенсер и Эдди Коннорс | Начальник, шеф: «Полицейского участка» Сансет Бич                                      | Харрисы    | 01x001 (001) | 03x255 (754) | 06.01.1997-30.12.1999 | 006 |  |  |  |  |  |  |
| Сандра Тигпен      | Хелли Уильямс    | «Полицейский участок: окружение Рикардо» «Лагерь Ричардсов» | Друзья: Рикардо Торрес                                                          | Основной окружной прокурор «Полицейского в полицейском участке» Сансет Бич (1997-1998) | Уильямсы   | 01x081 (081) | 02x128(375)  | 29.04.1997-07.07.1998 | 011 |  |  |  |  |  |  |
| Сьюзан Сэфорт Хейс | Патрисия Стил    | «Полицейский участок: окружение Рикардо» «Лагерь Ричардсов» | Друзья: Рикардо Торрес                                                          | Основной окружной прокурор «Полицейского в полицейском участке» Сансет Бич (1999)      | Стиллы     | 03x075 (575) | 03x254 (754) | 20.04.1999-30.12.1999 | 179 |  |  |  |  |  |  |

## Список и описание некоторых персонажей, по различным причинам не заслуживающих отдельной статьи
В этом списке ниже представлены персонажи сериала и их описание, которые периодически мелькали в сериале, но те которые по различным причинам не дошли до его конца, или пробыли в сериале очень мало, или же не так много, персонажи средней важности, или просто — не заслуживающие внимание для отдельной статьи по различным причинам…

### «Лагерь Бена и Мег»

#### «Общий, основной лагерь»

##### Бен Эванс
Роль Бена Эванса исполнил: Клайв Робертсон  (постоянная, основная, главная: с 06.01.1997 - по 31.12.1999).
Бен Эванс — вспыльчивый затворник, который много лет назад потерял жену. Он целыми днями управляет бизнесом в Сансет-Бич и паралельно уже несколько месяцев ведёт задушевные беседы в сети с загадочной женщиной, о которой он знает лишь не ник: "Дороти". Его соседка Энни Дуглас Ричардс — избалованная женщина ("одинокая маленькая девочка" - по его мнению) 30 лет, пытающаяся привлечь к себе внимание, которая пытается его соблазнить. Так начинается история Бена Эванса. Несколько дней спустя Бен встречает Мег Каммингс и даёт ей работу официанткой в его ночном клубе: "Бездна". Мег и Бен начинают влюбляться друг в друга, но их счастью мешает Энни, которая не останавливается ни перед чем, чтобы добиться своего. Энни всегда строила козни, чтобы разлучить влюблённых, и использовала бывшего жениха Мэг Тима Трумэна, чтобы получить добиться желаемого. Также выяснилось, что таинственная "Дороти" Бена на самом деле была Мег. Энни подбросила Мег ключ от запертой и наглухозакрытой несколько лет в доме Бена со дня смерти Марии мастерской, где Мег, войдя туда была шокированна увидев кровавый беспорядок: окровавленные ножницы и простыни, порезанные портреты и побитые фотографии, а также другие свидетельства "виновности Бена" в "убийстве жены", также она подделала записи в дневнике и многое другое, чтобы убедить Мег в том, что Бен на самом деле убил свою жену Марию много лет назад, поэтому в конце концов Мег и решила уехать из города, но Бен не был готов отказаться от Мег, поэтому он отправился в Ладлоу, чтобы забрать её. Вскоре пара воссоединилась, и казалось, что их жизнь наконец-то налаживается.
Затем наступил декабрь 1997 года. Мэг и её друзья решили провести Новый год на таинственном острове, который купил Бен, и всё шло хорошо, пока кто-то не начал убивать людей на лодке и на подаренном Мег острове. Мег несколько раз сталкивалась с убийцей, который пытался также убить и ее на кухне кухонным топориком, но так и не узнала, кем он был. В то же время раненый и истекающий кровью Марк после удара рыбололовным крюком в результате драки с убийцы которого тоже убили, рассказал одному единственному, бывшему рядом с ним в тот момент Тиму что его убил Бен, но никто не знал, что на самом деле это был злой брат-близнец Бена Дерек Эванс. 2–3 месяца спустя выяснилось, что Дерек держал Бена в плену на складе и какое-то время притворялся Беном. Мег ничего не подозревала, но в конце концов она узнала правду, и Бен с Дереком столкнулись лицом к лицу. Дерек был убит (в то время).
Мег и Бен наконец-то воссоединились и решили пожениться. Они не знали, что вот-вот откроется ужасная правда. Мэг подружилась с Даной, странной женщиной из больницы, и спасла её, когда Сансет-Бич пострадал от землетрясения! Женщины сблизились. Тем временем Энни и Тим узнали, кто такая Дана на самом деле, и решили использовать это против Мэг. В день свадьбы Мэг и Бена всё шло хорошо. Бен и Мег поженились, и началось торжество. Затем вошла Дана и шокировала всех... Выяснилось, что Дана на самом деле Мария Торрес, жена Бена, которая считалась погибшей много лет назад. Следующие несколько месяцев были тяжёлыми для Бена, который не мог выбрать между своей любящей женой (у которой была амнезия) и Мэг. В конце концов Мэг и Бен расстались, и Мег нашла утешение в бывшем парне своей сестры Сары Кейси Митчуме. Позже Мег и Бен собирались помириться, когда Тесс Марин прибыла в город и заступила на порог их с Марией общего дома вместе с 5-летним Бенджи Эвансом. Тесс утверждала, что была раньше подругой Марии, а 5-летний Бенджи — родившимся сыном Марии и Бена. Все были в шоке.
Тем временем Бен снова начал вести себя странно. Выяснилось, что Дерек жив, и Бена снова держали в плену. Дерек сговорился с Тесс, чтобы разрушить жизнь Бена, и в итоге они убили Тима, бывшего жениха Мэг. В самый последний момент Дерек был убит, а Тесс посадили за решётку. Также выяснилось, что Бенджи на самом деле сын Дерека и Тесс. Бен и Мария, которые сблизились, решили позволить друг другу быть счастливыми, и тогда Мэг и Бен наконец-то снова стали счастливы. Они организовали двойную свадьбу со своими друзьями Ванессой и Майклом, и на этом сериал закончился. В финальной сцене Мэг и Бен лежали в постели. Мэг проснулась и поняла, что снова находится в Ладлоу. Она спустилась в гостиную и увидела всех своих друзей и врагов в новом свете. Она была убеждена, что всё, что произошло в Сансет-Бич, было лишь сном, но через минуту она снова проснулась и обнаружила, что находится с Беном в Сансет-Бич, и он заверил её, что всё это реально и что она действительно «миссис Бен Эванс».

##### Рикардо Торрес
Роль исполнил Хэнк Чейн (В постоянном контракте, регулярно появляющаяся роль: с 06 января 1997 — по 31 декабря 1999)
Рикардо Торрес на момент старта сериала только-только был повышен до звания детектива. Он вел свою прелестную жизнь с Полой Стивенс, которая также как и он и вместе с ним уже долгое время работала в Полицейском участке Сансет Бич, и которая была его девушко́й, и с которой он уже встречался около полгода на момент старта сериала, и, казалось, что все у него шло — хорошо и в гору. Однако, в хороших мыльных опер редко бывает, что действительно все идет на самом деле хорошо. Эдди Коннорс, сослуживец Полы и Рикардо, всегда хотел получить себе Полу, и определенное время пытался завоевать её и отбить её у Рикардо, также как и полученную недавно Рикардо должность детектива — отбить у своего давнего соперника по службе, однако вскоре выяснилось для него и для всех что Пола лишь играла с ним в «лже-флирт» и использовала его лишь в своих целях — лишь для, того чтобы вы́звать в Рикадо ревность, когда у ней были некоторые сложности и проблемы с Рикардо по поводу их будущей совместной жизни. В то же время мать Полы — Элейн Стивенс не одобряла их отношения из-за репутации Рикардо в качестве бабника, в качестве человека имеющего успех среди женщин, считая что Рикардо как и её отец — не способен к долгим и серьёзным переменам, некоторое время очень влияя на решительность, мнение и выбор своей дочери в отношениях с ним. Элейн была изумлена когда в конце концов Рикардо решился — на отчаянный для себя в прошлом шаг, и сделал Поле предложение, предложив ей бежать в Лас Вегас вместе, чтобы там — в одну прекрасную ночь — пожениться. Не меньшим изумлением это стало и для самой Полы, которая была окрылена, ошеломлена и обескуражена их предстоящими счастливыми свадебными планами. Но разозленный этаким и  неприятным для него разрывом с Полой Эдди, к сожалению для пары, не дал им так легко и быстро осуществиться… Когда Пола случайно увидела Эдди в ювелирном магазине он почему-то внезапно решил, что она пришла туда, чтобы втайне шпионить за ним и выследила втайне - как офицер полиции  его страшный секрет о том, что он пытался сбыть там - украденные им драгоценности с места убийства Дэла Дугласа, чтобы раз и навсегда затем покинуть на вырученные в результате деньги вместо них - приобретенное в результате целое состояние - маленький городок — Сансет Бич (не подозревая, что Пола и понятия не имела об этом и ни о чём таком не думала — о тайном преступном замысле Эдди с сокровищами, придя туда лишь просто для того, чтобы посмотреть и выбрать свадебные кольца для них с Рикардо перед предстоящей поездкой) и уехать за границу, поэтому он решил преподать ей урок, втайне и под видом неизвестного, проникнув в дом Рикардо похитив её, а затем заплатив Ральфу Майерсу, преступнику, чтобы тот втайне «похитил её ещё раз», изнасиловал и убил её. Рикардо пережил тяжелое время, пытаясь несколько тяжелых и мучительных для него недель найти свою любимую невесту и вырвать её из «лап» смертельно опасного капкана с маньяком-убийцей. Её едва в результате смогли спасти от смерти, вытащив её из фургона, заправленного выхлопными газами через подсоединенный к нему убийцей шланг. Следующие несколько недель после выздоровления и выхода из гиперкапнической комы она провела в состоянии посттравматического расстройства, пытаясь справиться с последствиями психологического насилия Ральфа над ней, а также с конечной смертью Ральфа в результате выстрела ворвавшегося на склад, где её держал Ральф — выстрела Эдди — в результате быстрого проникновения туда — Эдди вместе с Рикардо. Масло в огонь добавила также и татуировка на груди Полы, а также и то, что Ральф держал её долго на заброшенном складе, насильно переодев её в свадебное платье и все это надолго и на неопределённое время отодвинули мысли Рикардо — об их скорых и неимоверных счастливых свадебных планах, так и о его тайном желании интимной близости со своей любимой. В то же время тайна Эдди о его роли в похищении осталась при нём и Эдди удалось выйти сухим из воды: маньяк не успел передать имя сообщника Рикардо и ему даже удалось потихоньку позже восстановить дружественные отношения с Полой и Рикардо.
Но во время похищения своей невесты Рикардо встретил Габи Мартинес, молодую и привлекательную женщину, смуглянку которая провела ту ночь с Рикардо, и именно ту ночь и именно в те моменты, когда её похитили и похититель угрожал убить его невесту и Пола висела на волоске от смерти с ножом у горла, а потом выяснилось, что Габи - была на самом деле сводной - по отцу - сестрой Полы. Ещё больше смутило Рикардо, когда разжалобленная ею Пола, после "истории Габи" — о том, что "ей якобы негде было ночевать, кроме её авто", предложила ей переехать под одну крышу вместе с ними - под одной крышей в квартиру на чердаке к Рикардо и ей. Но практически сразу после переезда Габи к Поле и Рикардо — она изо всех сил старалась спутать Рикардо со стойкого ума и его стойкой непоколебимой выдержки и всеми силами соблазнить его и побудить его к неправильным и непростительным шагам и проступкам, в то время как Пола и Рикардо фактически помогли ей встать на ноги, подобрав ей место в Полицейском Участке.
В то же время, с самого начала Рикардо взял на себя обязанность по ведению расследования убийства Дэла Дугласа и он договорился с Полой о том, что их личные отношения не будут влиять на ход расследования, также как и расследование этого дела на их личные отношения, но меньше всего он мог ожидать, что это дело - затронет их «личное» — напрямую, и что оно станет их очередной непредсказуемой картой их последующего разлада в отношениях. Для успеха этой миссии в расследовании этого дела в поисках истинного убийцы Дэла — он даже заключил сделку со своим врагом со своим бывшим шуриным — Беном Эвансом, надеясь доказать невиновность Энни Дуглас — главной подозреваемой в убийстве своего собственного отца и некогда лучшей подруги юности его предполагаемо погибшей и утонувшей сестры. Когда Энни Дуглас предположительно заживо сгорела в крематории, Рикардо очень переживал по этому поводу, ведь Энни была давней лучшей подругой не только его утонувшей в море сестры, но и его тоже и даже некоторое время грозился уйти из полиции(из-за чувства вины за произошедшие события: ведь благодаря частично ему и давлению его начальства — Энни и была обвинена и арестована по подозрении в этом преступлении), но в конце концов, несмотря на это, несмотря на то, что он почти и едва уступил свою должность детектива в пользу Эдди Коннорса, он в конце концов решил этого не делать и вернулся к своей работе и должности в Полицейском участке… В конце концов, Пола выяснила, начав свое собственное расследование, что её мать Элейн - была истинным убийцей Дэла, а следом за ней это сумел раскрыть и докопать всеми способами и Рикардо. Пола пыталась отговорить Рикардо от неоправданного и неправильного с ее точки зрения - его решения в качестве порядочного полицейского, принципов которого был привержен ее жених — её ареста. Однако Рикардо был непреклонен и арестовал её, когда узнал правду; все это вызвало определённые трения и сложности между ним и Полой и едва не подвело их отношения к концу. Но к счастью для них, тогда все обошлось, и Элейн, получив условный срок, несмотря риски долговременного заключения в тюрьме за совершенное убийство, была освобождена из зала суда(благодаря вмешательству ее сына, ее адвоката — крупного игрока Грегори Ричардса и лучшей подруги Элейн — его жены Оливии). Он также узнал что его подруга Энни не погибла как все считали ранее в крематории, а была жива и пряталась в доме Бена Эванса и его девушки Мег Каммингс, притворившись мертвой некоторое. Узнав что Энни жива и увидев ее воочию он был также вовлечён в случай ее падения с вышки(к счастью, благополучного).
Когда Пола узнала о том, что Рикардо был с Габи в ночь её похищения, узнав об этом от Эдди, она была удручена версией прослезившейся Габи и решила порвать с Рикардо. А Рикардо, в конце концов поддался на попытки Габи соблазнить его после очередного из красочных вечеров в «Бездне» и переспал с ней, но Габи, коьорая была сбита с мыслей и запуталась после того, как они занялись сексом, в конце концов обвинила Рикардо в её изнасиловании. Для Полы это было то, через что она просто так и не смогла пройти. Хотя было доказано, что Рикардо не виновен, в отличие от общего отца Полы и Габи, Пола так и не смогла справиться с этим, а Рикардо и Пола(так как Пола была больше поддерживать свою младшую сестру и идти с ней до конца в тяжёлых для него моментах - вплоть до суда и была готова давать показания в суде против него, Рикардо не смог пережить этот удар и простить свою любимую невесту) благополучно разобраться в своих отношениях и она решила покинуть город — ближе к концу 1997 года.
В 1998 году Рикардо сблизился с Габи, и рано или поздно они поняли, что полюбили друг друга. Однако вскоре Габи - влюбилась в брата Рикардо, Антонио Торреса, но они оба долгое время старались продолжать отрицать этот взаимный интерес. Между тем мать Рикардо — гадалка Кармен Торрес — постоянно пыталась предупредить Рикардо, чтобы он оставил Габи, так как не одобряла их отношения из-за ложного обвинения Габи Рикардо в её изнасиловании в их непростом прошлом. Во время сюжетной линии «Шоковых волн» — Рикардо оказался в омуте тонущего океанского лайнера вместе с другими из Сансет Бич людьми и пытался вывести и спасти из смертельно опасной ловушки вместе с Габи, как и себя, так и других на этом тонущем корабле. Но в конце концов конец корабля был печален и пришел к такой же трагедии, которая была почти такой же что и у «Титаника», но к счастью для него и других, к счастью — всех людей вовремя успели спасти на подоспевшем вовремя спасательном вертолете. Несколько месяцев спустя Рикардо был задействован в двух других сюжетных линиях: когда его младшая сестра — Мария внезапно вернулась домой после того, как её сочли утонувшей в 1993 году, и он часто сталкивался с мужем Марии и со своим шуриным — Беном Э́вансом в постоянных конфронтациях из-за этого, не смотря на это, Рикардо в конце концов сумел преодолеть ненависть и злобу из за того, что он якобы сделал не все, чтобы спасти её — ненависть и злобу к Бену и помириться с ним, со своим шуриным — в начале 1999; также он был вовлечен в сюжетную линию проклятых драгоценностей Росарио и в охоту за ними в том числе и его брата Антонио и его девушки Габи для их конечного возвращения на их законное место в священную статую Мадонны в церковь в мексиканском городке Росарио в конце 1998 года.
В 1999 году Рикардо убедился, что все идет хорошо. Габи и он решили пожениться, но он не знал, что Габи спала с его собственным братом, в тот момент когда те оказались в ловушке - во взорвавшемся из-за теракта психопата задумавшего на почве преступной корпоративной тайны убить Габи — здании. Некоторое время Кармен, узнав об этом шантажировала Габи, чтобы помешать их свадьбе, и на какое-то время у неё это срабатывало, но Габи и Рикардо, преодолев эти сложности, в конце концов поженились. Несколько дней спустя Рикардо был шокирован, обнаружив видеозапись, на которой было видно, как Габи и Антонио спали вместе. Это ужасно потрясло его и повергло его в оцепенение и шок. Он перенёс инсульт и был госпитализирован, и после чего (после выхода из комы и постепенного восстановления от паралича) сделал все, что мог, чтобы жизнь Габи стала настоящей катастрофой. Различными уловками он также пытался сделать все, чтобы его брата Антонио перевели в другой святодской приход, посредством прибывшего в город начальника Антонио — архиепископа церкви округа, втайне позвонив ему и «исповедовавшись ему о проделке» брата, но в конечном итоге, ему это не удалось. Затем он инсценировал свою смерть, своё убийство, совершённое якобы их руками и подставил их, передав в конечном итоге их неумолимому преследованию Фемиды. Однако, в конце концов, спрятавшись в заранее обустроенной для него потайной хижине в горах, глубоко обдумывая детали своего плана и вспоминая их совместное детство с Антонио и Марией в руках их заботливой матери — Кармен, Рикардо понял что был не прав по отношению к брату и жене и что он очень сильно погорячился со своей местью, и в конце концов сумел простить их обоих, объявив им, а также своим шокированным родным, друзьям и коллегам, что он жив, прервав в конце концов конечную перевозку Габи и Антонио в окружную тюрьму, после того как они попытались сбежать из изолятора в полицейском отделении сансет бич, где их держали, по обвинению в убийстве, а их схватили, в результате — Рикардо вышел из своего, заранее продуманного убежища, а Габи, в конечном итоге, покинула город в самом последнем эпизоде — раз и навсегда, вернув ему подаренное им когда-то обручальное кольцо…

##### Джоан Каммингс
Роль исполнила: Кэрол Поттер (регулярно периодически повторяющаяся: с 6 января 1997 — по 11 декабря 1997 года, в постоянном контракте: с 5 февраля 1998 — по 31 декабря 1999)
Джоан — была типичной фермерской, канзаской домоседкой и домохозяйкой. Она жила на селе в Ладлоу в Канзасе вместе со своим мужем Хэнком — ещё с того времени, когда её дочь — Мэг сбежала в Сансет-Бич в день своей несостоявшейся свадьбы с Тимом, Джоан во всем поддерживала её и часто давала ей мудрые материнские советы. Изначально во время её первых и эпизодических появлений в этом городе — её роль сводилась также к тому, чтобы неодобрительно и настороженно себя вести — по отношению к Бену Эвансу — в качестве нового выбора её дочери, но в конце концов: Джоан смогла преодолеть свои страхи, как и её дочь и свою настороженность и смириться со своим будущим зятем. Её роль также сводилась и к тому, чтобы делиться со своей старшей дочерью — Мег — своими мудрыми материнскими советами и своими мечтами… Весной 1998 года — Каммингсы — навсегда потеряли свою ферму в Канзасе и она вместе со своей семьей окончательно переехала в Сансет Бич. Хотя Джоан всегда — была официально — завсегдатаем в городке, у них с мужем никогда не было особых историй, и они были там, в этом сериале — в основном — для того, чтобы всегда поддерживать и наставлять на мудрые пути по жизни своих детей: своих двух дочерей — Мэг, Сару(а также непоказанного в сериале — младшего брата Мег). После землетрясения, его ударных и шоковых волн обрушившихся на город — Джоан и её муж, восстанавливая «Кондитерскую Элейн», хозяйка которой — к тому времени — уехала из города, купили землю и права на неё, и на её месте
совместно создали ресторан под названием: «Ударная волна».

##### Хэнк Каммингс
Роль исполнил: Джон Мартин(регулярно периодически повторяющаяся: с 22 сентября 1997 — по 11 декабря 1997, постоянный контракт: с 5 февраля 1998 — по 31 декабря 1999)
Хэнк был типичным отцом-фермером, который поддерживал своих дочерей: Мег и Сару и свою дорогую и любимую жену — Джоан. У него никогда не было своей особенной истории (хотя Мартин был зачислен в сериал на постоянном контракте), и его основная история и сюжетная линия — в основном сводилась к внутри-семейным сценам. Хотя он едва не стал жертвой обрушившегося землетрясения в летнем миницикле серий 1998 года: «Шоковые волны». Его первые появления состоялись во время звонка Мег своему отцу незадолго до возвращения Мег в Канзас и когда Мег, наконец, всё-таки — вернулась в Канзас — в Ладлоу в конце сентября 1997 года и сводились к тому, чтобы во всем её поддерживать, как её любящий отец и наставлять её на путь истинный, и пытался делать все: своей крепкой мужской рукой, чтобы она избегала крупных ссор — со своей младшей сестрой — Сарой. Он также неодобрительно относился к своему будущему зятю — «Англичанину», из-за которого Мег вернулась обратно в Канзас, то есть — к Бену Эвансу, с осторожностью и предубеждением относясь к нему, так как из-за тех проблем которые принес в жизнь его дочери Бен — она часто страдала и находилась в слезах, прибегая к ним и к своему другу Кейси, чтобы плакаться на плече. Дело порой и едва не доходило до сильной драки между двумя мужчинами, и хотя затем позже, окончательно переехав в Сансет Бич, он некоторое время жил в его доме — только затем, чтобы в дальнейшем купить свой отдельный домик и чтобы жить там в дальнейшем вместе со своей женой после того как у него отобрали его ферму, в отличие от неё он не стремился примириться с Беном вплоть до последних недель шоу, больше делая ставку в качестве жениха его дочери на Тима(ее бывшего жениха), нежели на него, но у этой истории не получилось до конца хорошо развиться, так как в конце концов Тим в результате — был убит. Каммингсы очень переживали по этому поводу, ведь по сути они в какой-то степени заменили ему его пьющих родителей. Придя сам в себя после землетрясения лета 1998 года, он также всеми силами восстанавливал разрушенную землетрясением — кондитерскую Элейн и открыл в результате на её месте ресторан «Ударная волна», которым он заведовал и где он часто находился вместе со своей женой Джоан вплоть до конца сериала.

##### Дерек Эванс
Роль исполнил: Клайв Робертсон(регулярно периодически повторяющаяся: с 25 июня 1997 года (разовое и первичное появление, без показанного лица и опозновательных знаков) далее периодические появления с 1 ноября 1997 по 30 декабря 1997 и, далее, до 15 января 1998-го(без указательных и опознавательных знаков, с фактическим действием под видом неизвестного серийного убийцы) без указывающих знаков на его существующую личность, в постоянном контракте: с 16 января 1998(первое появление с открытым лицом) по 16 декабря 1999, а с опознавательными знаками, указывающими на его истинную личность: с 18 марта 1998 года по́ 6 июля 1998 и с 24 сентября 1999 по 16 декабря 1999-го, в перерывах в появлениях: с 7 июля 1998 — по 6 сентября 1999).
Дерек был представлен зрителям в качестве злобного однояйцевого брата-близнеца и главного антагониста в сериале — одного из главных героев в сериале — Бена Эванса. Дерек — впервые появился в дубле кадра 30 декабря 1997 года и именно тогда, когда его роль изначально исполнял — каскадер с непоказанным лицом, который изначально и исполнил роль таинственного убийцы в маске во время поездки Мег к её подарочному на Новый Год острову — поездки Мег, а также её других многих друзей из Сансет Бич… Тогда же, во время этой поездки: то есть с открытым лицом под сорванной маской убийцы, иначе говоря — 16 января 1998 года и состоялось и его первое фактическое появление, когда Клайв Робертсон решил наконец-таки приступить к своей роли. Тем не менее, этот персонаж умер в начале июля 1998 года, но его вновь «вернули к жизни» — в сентябре 1999 года — только затем, чтобы снова убить — в середине декабря 1999 года.
Дерек Эванс родился в семье бедных мистера и миссис Эванс, живших в Ист-Энде Лондона, Англия, в числе однояйцевых близнецов. У них был старший брат Тед. Дерек всегда ненавидел своего близнеца, Бена Эванса, и считал, что их мать любит Бена больше всех. В отместку Дерек в детстве бил Бена, ломал и крал его игрушки.
В школе Дерек был заслонен своим популярным и успешным близнецом и считал, что Бен виновен в том, что люди настраиваются против него, и что у них должен быть все поровну и все одинаковым, так как они идентичны. В какой-то момент юности родители и старший брат Дерека умерли, а Бен уехал из Англии в Америку.
Дерек познакомился с девушкой Тесс. Они стали парой, и вскоре Дерек увлек Тесс в свой план мести. В 1993 году они отправились в "Сансет-Бич", штат Калифорния, где проживал Бен - ныне состоятельный бизнесмен. Предыстория Дерека и его первоначального образа с первыми появлениями в сериале началась тогда, когда Дерек перевоплотился в "Бена", притворившись им пока Бен был в отьезде и втайне от него и неё — соблазнить жену своего брата Бена — Марию Торрес Эванса. Но все пошло не по его плану, когда в одну грозную и тёмную ночь Бен застал их вместе в одной постели в своём доме в её комнате наверху, а Мария поняла что перед ней не Бен, между прочим поведав о своих глубоких страхах и сомнениях по поводу странного поведения "Бена" до этого своему старшему брату Рикардо. Когда Дерек понял, что он был разоблачён, он пытался удержать её силой в её постели в её комнате мастерской, Мария же не желала оставаться в объятьях Дерека и хотела вырваться из них, чтобы объяснить все Бену — сбежавшему из комнаты вниз; желая удержать Марию силой, он попытался её изнасиловать, однако Мария не желала сдаваться и ударила Дерека в своей комнате — художественной студии ножницами Бена в его ногу, отстранив Дерека таким образом от себя и его попыток(оставив его таким образом истекающим кровью предположительно умирать) и побежала вскоре таким образом за Беном в камбуз их общей и совместной нажитой яхты, чтобы попытаться там разъяснить и объяснить Бену о том, что произошло на самом деле между ней и Дереком, но Бен будто бы не желал слышать возгласы объяснений и раскаяния своей жены - в те моменты когда вместе они внезапно начали отплывать от берега и сильно спорить. И во время сильнейшего шторма в море, в следствии урагана Эльнинио, во время их прогулки на яхте, яхту накренило так что она упала за борт, и хотя Бен пытался спасти её, Мария выскользнула из его рук, в результате чего ему показалось, что его жена бесследно скрылась под водой и утонула. К утру этой ночи Дерек сумел покинуть мастерскую, а Тесс сумела найти Марию той ночью последовав за Беном в шторм, будучи неподалеку на яхте своего отца, вытащив ее из воды, после чего они с Дереком, который успел перевязать свои раны на ноге к этому времени, похитили ее и на долгое время уехали из Сансет Бич, а Бен предполагал, что Дерек (от смертельного ранения ножницами) и Мария (от падения за борт в результате из спора на их яхте и обрушившейся волны сильнейшего шторма неподалеку от Сансет Бич) умерли в ту ночь, не подозревая очень долгое время, что Дерек тщательно и планомерно инсценировал обе смерти в ту ночь - как и Марии, так и свою...
После произошедшего пожара в 1997 году — поджога в доме Бена сделанного Беном в мастерской марии, когда он поджёг кровать своей «упокоенной жены», Дерек продолжал втайне наблюдать за жизнью брата, втайне прибыв в Сансет Бич и втайне зайдя от него и ото всех в мастерскую Марии в конце июня 1997 года.
Но незадолго до Нового, 1998 года, на этот раз уже на фактическом экране, убийства начали происходить на загадочном острове, принадлежащему Бену Эвансу и его новоявленной нынешней невесте — Мег Каммингс. Объявившийся таинственный психопат-убийца в маске, убив нескольких женщин рыболовным крюком, делал все чтобы разобщить друзей Мег, все чтобы добраться до своей главной жертвы — до Мег. Но в историю вмешались её лучшие друзья которые были там вместе с ней, в первую очередь, Кейси, Тим, Вирджиния и Марк, которые прибыли на помощь Мег, вырвав её из рук её безжалостного убийцы. Для Марка было настоящим ударом и ножом в спину когда он увидел лицо своего друга в его драке с убийцей в лесу — не на жизнь а на смерть, истекая в результате удара кровью — лицо своего друга и босса — Бена Эванса. Марк успел сообщить имя убийцы вовремя подбежавшему на помощь и находящемуся там рядом с ним на момент его смерти — бывшему жениху Мег — Тиму… Тим начал свое расследование, пытаясь доказать Мег, с большим рвением пытаясь доказать ей и Рикардо что убийца — это Бен, но Мег отказывалась верить словам Тима, считая что он просто обезумел от ревности и из-за этого попросту поливает грязью её жениха… Как было показано в дальнейшем, настоящим убийцей — был — Дерек, настоящий психопат, уже несколько раз втайне пытавшийся разрушить жизнь своего брата. Дерек несколько месяцев притворялся Беном, соблазнив и занимаясь любовью с его невестой — Мег, чтобы в конечном итоге убить Мег и Бена и втайне добраться до паролей к банковским счетам Бена, пока не выяснилось для неё и для всех, что Дерек — на самом деле держал Бена в потайном плену несколько месяцев, заковав его на заброшенном складе, надеясь в конечном итоге убить по-быстрому его и Мег, как он изначально и планировал. Однако, Дерек рано или поздно понял, что не может так легко и просто убить Мег, так как полюбил её и он понял что в один прекрасный момент, что развил к ней глубокие чувства, что заставляло его впадать иногда в крайние приступы ярости и лгать и оправдываться перед всеми, что порой замечали "несуразное поведение Бена" - её родные, Кейси, а также и сама Мег. Он решил дальше притворяться Беном, перед Мег, ее друзьями и родственниками. Дерек также убил шантажиста обнаружившим его тайну и похищенного Бена на складе - Эдди Коннорса и попытался убить Тима Трумэна, который из-за последних слов Марка о том, что это был Бен, пытавшегося доказать что Бен - настоящий убийца, втайне сумев выйти и обнаружив логово - его потайной склад увешанным под камеру пыток и тысячи разрезанных пополам и искромсанных рыбололовным крюком фотографий Бена и Мег, Тима Трумэна, которого Дерек после своего разоблачения в качестве убийцы под видом "Бена" — столкнул его со строительных лесов, оставив его таким образом в результате на несколько месяцев лежать в коме. Дерек, изначально думая, что убил и "похоронил" наконец своего брата, отправив его казалось бы полностью "отключённое" и "бездыханное тело" в больничный морг для дальнейшего скорого решения вопроса о его дальнейшей кремации (в результате - к работнице крематория - Даяне), накачав его смертельной дозой наркотиков в больнице перед этим под видом - в маскировке: с бородой и усами - под видом "лечащего врача Бена", после, казалось бы их, финальной битвы на складе: Дерека и вырвавшегося после нескольких месяцев заточения своим братом на складе из цепей - Бена (в результате чего выбившегося из сил Бена на складе у двери главной комнаты склада заметил случайно зашедший туда Кейси - его спасший, который вызвал скорую и помог доставить его в больницу, не подозревая что за полуоткрытой дверью в другой потайной комнате на том же складе лежал на полу также выбившийся из сил и нокаутированный своим братом после их казалось бы финальной битвы на складе, но сумевший в конце концов раньше своего брата прийти в себя и оставшийся целым в конечном итоге - Дерек) и после пожара на складе(который он и устроил чтобы скрыть улики и факт заточения там своего брата близнеца там). Дерек, после этих событий, который вновь стал притворяться Беном, вновь заняв место брата, после этих событий - отправился для скорейшего своего "выздоровления" после своего "избиения наркоманом" (во что благодаря манипуляциям Дерека поверила и Полиция, найдя выбившегося из сил Бена после склада в больнице, не подозревая что человеком избившим Бена до истощения на складе - был Дерек, который к тому же и также различными уловками опять занял место Бена и который к тому же убил до этого того несчастного наркомана, чтобы свалить на него всю вину за жестокое и "истощающие" избиение своего брата, перед тем как убить его отказавшись ему платить за внутривенные наркотики для дальнейшего убийства своего брата) вместе с Мег в их летнюю поездку "для отдыха" в загородный домик в горах, где Мег наконец нашла их старую детскую фотографию и расскрыла наконец страшный секрет о брате близнеце - серийном убийце, осознав что у Бена был близнец, его брат, о чем она раньше не была в курсе, который убивал многих людей как и на острове где она была, так и в Сансет Бич. Мег попыталась перехитрить и справиться с Дереком сама, солгав ему что согласна уехать с ним и жить на деньги Бена, якобы будучи благосклонна согласна и на его признание в любви и план Дерека: уехать из Сансет Бич - подальше вместе с ней, но он не подозревал, что, когда он обнял ее и захотел с ней заняться любовью, что она за спиной припрятала кувалду чтобы нанести стремительный удар по Дереку из-за его спины. Но у нее не вышло это в конечном итоге удачно это сделать и Дерек собрался уже убить Мег, в тот момент как к ней на помощь постучал в дверь и ворвался Бен в этот самый старый домик в горах. Но, в конце концов, казалось, что все это закончилось в казалось бы их финальной агрессивной конфронтацией: в смертельной битве Дерека (который вместе с Мег незадолго до этого решил отправиться в загородную летнюю поездку к домику в горах, где Мег наконец поняла и обнаружила правду о близнеце-убийце, найдя их старое детское фото - его и Бена) и сумевшего вырваться и бежать из своего долгого плена его брата — Бена — на краю утеса на глазах у Мег из-за нее, в смертельной битве за ее сердце двух близнецов, что в результате — завершилось в конечном итоге — тем, что Дерек предполагаемо скрылся в пучине ночи: упав на землю со скалы, разбившись насмерть. А Бен и Мег бросились на плечи друг к другу, вновь воссоединившись друг с другом и начали активно готовиться к своей долгожданной свадьбе.
Затем, в сериале произошло появление загадочной Даны — девушки в больничной палате, только еле пришедшей в себя после случившейся с нею автокатастрофы, с амнезией — которая как показало время, оказалась на самом деле "погибшей" женой Бена — Марией, которую считали утонувшей в течении 5 лет, и которая явилась в мир для многих жителей Сансет Бич — прямо во время несостоявшейся свадьбы Бена и Мег, сумев (хотя в принципе изначально не осознавая этого и изначально не рассчитывая на такой исход) расстроить её своим появлением. Мария вновь вернулась в свою студию-мастерскую в своём с Беном доме (доля которого принадлежала и ей как его законной жене на тот момент), частенько продолжая читать обрывки своего едва не засыпанного в пещере в июле 1997 года дневника, делая все чтобы вернуть себе память и свою любовь к нему и всколыхнуть вновь в себе и в нём свои давние к нему чувства.
Весной 1999 года — странная и таинственная женщина по имени — Тесс Марин прибыла в мир жителей Сансет-Бич на их порог — с Беном, Марией и Мег дома в марте, утверждая, что у Марии и Бена — был давно 5-летний сын по имени Бенджи, которого Мария якобы бросила - после того, как она потеряла память, и которого она вместе с ней растила в Сиэтле, после чего уехала, вернувшись в Сансет Бич, забыв обо всем, а Тесс взяла его под свою опеку. В результате Тесс и Бенджи решили жить под одной крышей с Мег, Беном и Марией, а последние и не подозревали до поры до времени, что Тесс делала все, чтобы разлучить Бена и Мег и соединить вновь Бена и Марию, и, кажется, сумела успешно добиться этого, в конце концов, объединив свои усилия для двоекратного успеха «этой миссии» — с бывшим женихом Мег - с Тимом Трумэном… В конце концов, Сара, Мария и Мег — стали подозревать, что в странном и загадочном поведении Тесс — было что-то не то и Бен — решил провести своё собственное расследование, отправившись в Сиэтл, откуда, по изначальным заверениям Тесс, она и приехала.
Бен вернулся через несколько недель и вскоре решил поведать Тесс, что же узнал он том: кем — она была раньше на самом деле. Затем, во внезапном «повороте сюжета» он оказался — не «Беном», а вернувшимся в город вместо Бена — злобным братом-близнецом Бена и её давним и тайным любовником — Дереком Эвансом — вновь сумевшим как и раньше благополучно «воскреснуть из мёртвых» и вернуться в Сансет Бич…
Дерек снова похитил Бена, заковав его в потайном доме, и держал его в пустынном подвале, сумев перехватить его по его пути в Сиэтл и решил вновь «поиграть в Бена» перед ничего не подозревающей Мег, Марией и перед всеми остальными. Вскоре, однако, была раскрыта правда, что он и Тесс на самом деле были давно тайными любовниками, которые и зачали на самом деле Бенджи - своего ребенка, который также был органичной частью их далеко идущего плана — убийства Бена, Мег и Марии и получения денег Бена в результате, чтобы Бенджи смог унаследовать их, а они втайне взяли и оформили над ним своё опекунство под чужими именами...
Затем Дерек - почти одновременно соблазнил Марию и Мег. Однажды его и Тесс застал в их тайном поцелуе в гроте бывший жених Мэг — Тим Трумэн. Дерек вновь пытался помешать Тиму донести истинную правду о нём Мег, и, в конце концов, задушил его до смерти после его многочисленных убить его(после того как Дерек уже пытался убить его в прошлом, 1998 году, в феврале, столкнув его со строительных лесов и чуть не задушив подушкой в больнице и доведя его до состояния комы таким образом на долгие месяц), а Тима — его разоблачить и практически прямо под носом у Мег — в доме у Кейси, где она уже жила с ним на тот момент. А затем устроил для Тима «пышные похороны», взбросив вместе с Тесс его тело в бетономешалку грузовика… Но именно тогда, наконец, когда после этого, как ему казалось, что его преступный план и любовный заговор с Тесс находились в строгой и секретной безопасности, но это было на самом деле лишь до тех пор пока и когда внезапно статуя нового мере не рухнула под напором разбившейся бутылки шампанского от руки Кейси, и его тело не выпало из памятника, заставив Дерека суетиться, чтобы скрыть следы своего ужасного преступления... 
Мария, наконец, обнаружила секрет Дерека и Тесс, открыв их тайную шкатулку и вспомнив таким образом, что она была в плену Дерека и Тесс, после того как Тесс спасла её из бушующего моря и заключила с Дереком тайный любовный и криминальный план и сделку, спрятав её ото всех, кто её знал, помнил и был с ней знаком и похитив её, и вкалывая ей периодические дозы транквилизаторов на протяжении 5 лет её «бесследного исчезновения» и, держа её связанной на протяжении этого времени, после чего ей, однако, удалось вырваться из плена и бежать от них из Сиэтла, угнав машину и попав в не менее ужасную автокатастрофу, очутившись в больнице «Дубовая Роща»; и именно тогда, в тот момент, когда Мария вспомнила обо всем, Дерек и Тесс вновь похитили её, её и Бена, спрятав их вместе в потайном подвале, а также немного позже — Кейси, Сару и Мег, привезя их в тот дом в конечном итоге, в тот же подвал. В конце концов, Бен и Мария смогли сбежать, вырваться из плена и вырвать у Дерека пистолет и приставить его к нему. Бен и Дерек вместе очень сильно боролись на полу подвала за право обладания этим пистолетом, и Дерек был застрелен из него на смерть — в результате — прямо в последних неделях шоу, а его сообщница и напарница — арестована и посажена в тюрьму на долгие годы…

##### Мария Торрес (Эванс)
Роль исполнила: Кристина Чэмберс (В постоянном контракте: с 30 июня 1998 — по 31 декабря 1999 года)
Одним из важнейших персонажей в истории сериала Сансет-Бич — была Мария Торрес Эванс. С самого начала сериала по сюжету упоминалось, что Мария Торрес Эванс, которая была художницей - импрессионистом, предположительно, утонула — в примерно середине 1993 года (по разным данным: в середине мая, в середине июня), и хотя версий её предполагаемой гибели и смерти было множество напротяжении первой половины сериала, и хотя она никогда не появлялась на экране вплоть до середины 1998 года, очень много главных героев было так или иначе связано с ней и с её загадочной личностью. Её история была тесно вплетена в историю её мужа — другого главного героя — Бена Эванса, который женился на Марии, когда они едва достигли совершеннолетия. Мария, учась в изобразительном колледже, была соседкой по комнате Энни Дуглас, которая знала Бена Эванса за долго до их знакомства, но несколько раз сходив с ним на свидание, Энни увидев зияющие искры любви в глазах Марии и Бена, была не в силах ей противостоять и отпустила Бена в пользу своей лучшей подруги. После её предполагаемой гибели во время их прогулки на яхте в шторм в середине 1993 года, когда Марию выбросило за борт с яхты Бена и рука Марии выскользнула из руки Бена и она якобы ушла под воду — он провёл долгие и мучительные для него годы в одиночестве, забвении, отшельничестве и в оцепенении, живя в своем роскошном двухэтажном доме на берегу моря, и многие из людей в городе считали, что именно Бен — на самом деле — убил её, или же был повинен в её бесследном исчезновении в ночь её предполагаемой гибели и боялись и сторонились его — по этой причине. Тем временем Бен — нашёл любовь в объятиях другой женщины, Мег Каммингс. Некогда лучшая подруга юности Марии и некогда ее соседка по комнате, когда они обе учились в колледже (которая некогда после того как, сходив несколько раз на свидание с Беном и познакомила будущих супругов) — Энни Дуглас — попыталась поиграть на страхах новой невесты Бена, подделав страницы дневника Марии в её тайных размышлениях якобы о том, что Бен способен на жестокое и хладнокровное убийство, а также подбросив ключ от её загадочной, запертой несколько лет Беном со дня её гибели комнаты, её студии-мастерской, где Мег обнаружила «кровавый беспорядок», заперев и Мег также там или же в загадочной пещере Марии, чтобы Мег окончательно разуверилась в Бене, подумав что это сделал Бен, попытавшийся убить её также как и Марию, но рано или поздно интриги и козни Энни пришли к краху и были разоблачены — самими Беном и Мег. На некоторое время «Марию» и её «тень» и «призрака» - сценаристы наконец-таки оставили в покое, за кадром. Тем не менее, летом 1998 года, Мег, во время сильных шоковых и ударных волн землетрясения обрушившихся на Сансет Бич, Мег случайно оказавшись в ловушке — с подопечной больницы — Даной — с пациенткой больницы «Дубовая Роща», которая не так давно прибыла в Сансет Бич и попала в автокатастрофу, очутившись там с амнезией и оказавшись с ней во время этих ужасных событий в одной больничной палате и, пытаясь справиться рядом и вместе с ней — с последствиями обрушившихся на город смертельных толчков от этой трагедии и выбраться из под смертельных завалов больницы, она стала её лучшей подругой… Так как «Дана» — страдала тяжёлой формой амнезии, она и понятия не имела кто она и кем она была раньше. В то же время чуть позже Энни и Тим Труман обнаружили, что некая безизвестная Дана была на самом деле некогда «погибшей женой Бена» — Марией. Двое вновь втайне планировали нанести сокрушительный удар по Бену и Мег, втайне решив организовать "внезапное прибытие Марии" и прямо на церемонию бракосочетания Бена и Мег.
После того, как Бен и Мег «поженились» и предположительно стали законными — мужем и женой, «Дана» внезапно ворвалась в свадебный зал банкета, шокировано удивив всех тех, кто знал её, в том числе и её мужа и родственников. Бен был шокирован снова увидеть Марию — живой, которая к тому же постфактум продолжала оставаться и его женой, не смотря на его формальную «свадьбу с Мег». Мария ничего не могла вспомнить и фактически и понятия не имела о своем прошлом, но на некоторое время она решила «поиграть» со всеми, притворившись перед оными, что все она вспомнила о своем прошлом для того чтобы в конечном итоге помочь своей подруге Мег и освободить ее путь на пути к свадьбе с Беном (для заявленного оформления быстрого развода в конечном итоге, на какое-то время ей это удавалось(и она даже для этого наняла частного детектива), но лишь вплоть до конца 1998 года, когда Мег и Бен раскусили ее обман.
Но с начала 1999 года Мария действительно постепенно начала восстанавливать свою память, особенно после внезапной стачки с Мег на краю лестницы и падения Марии с неё(после того как Сара рассказала Мег о поцелуе Марии с Беном в пещере, в их потайном давнем любовном местечке и их "страстных, утешительных обьятиях, когда она внезапно всё вспомнила о той ночи ее гибели, о всей своей жизни до ее гибели и после ее возвращения в Сансет Бич, а Бен обнимал и утешал ее по поводу нахлынувших на нее воспоминаниях о событиях с Дереком в ночь ее гибели), кажется что в результате этих событий Мария вспомнила все и все свои всколыхнувшиеся вновь чувства к Бену — все, но кроме тех пяти лет своего бесследного исчезновения. В конце концов, сама того не желая, изначально, первоначально обещая дать Бену развод как только она все вспомнит и восстановит свою дееспособность, Мария, тем не менее стала существенной причиной, по которой Бен не мог двигаться и идти дальше рука об руку с Мег, и от их первоначальной дружбы с Мег фактически вскоре мало что осталось, и хотя с самого начала они не планировали быть врагами, Мария не очень то охотно собиралась давать Бену развод, и даже почти умудрилась вернуть его себе во время их поцелуя на балконе в Палм Спрингс, но так казалось лишь Марии и она в конце концов была вынуждена уступить в пользу Бена и Мег — их запланированной свадьбы и её быстрого запланированного развода вместе с Беном в Доминиканской в начале марта 1999. Но в конечном результате, несмотря на это, Мег также была вынуждена сьехать от Бена в дом своего лучшего друга — Кейси, хотя Мария и не думала дальше быть с Беном - с человеком, который ее, как она думала, разлюбил.
Весной 1999 года Мария, Бен, Мег и другие были поражены, когда некая странная женщина по имени — Тесс Марин — прибыла в Сансет-Бич и заступила на порог их общего дома с Беном, утверждая, что ребёнок у неё на руках был на самом деле сыном Марии и Бена и что она была якобы няней Бенджи и лучшей подругой Марии, которая жила под псевдонимом Мария Родриггес — за годы, которые, по утверждениям Тесс, они жили в их общем доме в Сиэтле, но потом она якобы внезапно уехала и внезапно исчезла от них, а она, Тесс, взяла над ним временное опекунство. Тест на отцовство Бена — подтвердил слова Тесс, что он был отцом Бенджи и на некоторое время Бен, Мария и Мег — живущие на тот момент тоже там, решили чтобы Тесс и Бенджи жили вместе. Но никто до поры до времени не знал, что Тесс имела тайный план чтобы разлучить Бена и Мег и воссоединить Бена и Марию и плела интриги и козни для этого и в конце концов стала использовать в своих тайных и планах и целях и делать все для этого  — Тима Трумэна, якобы за миллион долларов обещанные Марией ей за эту "помощь" в прошлом. Бенджи лелеял втайне мысль маленького ребёнка о том, чтобы его родители были вместе и невольно помогал в этом своей "зловещей няне". В конце концов Тесс инсценировала похищение Бенджи взбросив все розги вины и ответственности на отошедшую на пляже в момент похищения Мег. И хотя Бенджи в результате не пострадал, это оттолкнуло Бена от Мег и подтолкнуло его в постель с Марией. Тем не менее, ни Бен, ни Мег, ни Мария, ни их родственники и друзья, ни Тим до поры до времени не подозревали, что этот ребёнок был на самом сыном Тесс и Дерека Эванса - злого брата-близнеца Бена. Дерек вернулся в Сансет Бич в сентябре 1999 года, якобы вернувшимся из Сиэтла — Беном, но никто не знал и не подозревал до поры до времени, что Дерек перехватил и похитил вновь своего брата близнеца Бена пока тот ехал в Сиэтл, чтобы вновь притворяться Беном, заковав Бена в потайном подвале в плену и проводя ночи тем временем в постели с Марией. В конце концов Мария вспомнила и осознала правду — что Тесс вытащила её из бушующего моря в ту ночь, но это было — не просто так. Она заключила сделку со своим любовником Дереком Эвансом, спрятав её на долгие ото всех и мучительные для Марии годы и держа её в плену связанную в их потайном доме в Сиэтле, в плену едва отошедшую от шока и утопления после случая в море выжившую Марию, вкалывая ей периодические дозы транквилизаторов на протяжении 5 лет её бесследного исчезновения. Мария вспомнила и осознала эту жестокую правду, найдя и сумев открыть потайную шкатулку Тесс в её комнате и найдя её фото где она была беременна в обнимку вместе с Дереком, поняв и осознав к тому же и то, что она занималась любовью последние недели — не с Беном а с его братом, притворявшимся им вновь его близнецом — Дереком. Но все это произошло перед тем как Тесс и Дерек поняв и почуяв что Мария все вспомнила, вновь похитили её и привезли её в заброшенный дом, бросив её в тот же подвал, где был закован почти бездыханный Бен. В конце концов, секрет Дерека и Тесс — был обнаружен и он был убит в последних неделях сериала, в то время как Тесс осталась томиться за решеткой. Во время последних нескольких серий Мария решила позволить Бену и Мег быть счастливыми вместе, встретившись со своим новым мужчиной в своей жизни, по имени Росс Инглиш (как и предсказала ей ее мать гадалка Кармен в последний день в сериале перед свадьбой Бена и Мег), и освободив дорогу для Бена и Мег таким образом к алтарю в тот же день. Она также смогла убедить Тесс отказаться от прав на материнство, чтобы она смогла усыновить Бенджи и сделать его официально "своим сыном".

##### Кармен Торрес
Роль исполнила: Маргарита Кордова (В постоянном контракте: с 23 декабря 1997 — по 31 декабря 1999 года)
Кармен Торрес — была тем человеком, которая никогда не доверяла людям вокруг себя. Она — была гадалкой и экстрассенсом, очень эксцентричным человеком, которая верила к тому же и в Бога и делала все возможное для своих родных детей, где-то чрезмерно опекая и заботясь о них и периодически вмешиваясь в их жизнь. Её первое появление на экране — состоялось в конце декабря 1997 года, когда лучшие подруги — Габи Мартинес, Ванесса Харт и Мег Каммингс пришли немного повеселиться перед Рождеством, выиграв билет на сеанс гадания к ней, придя к ней, чтобы узнать что же их ждет в ближайшем будущем. Она же своими туманными намеками намекнула им на то, что же им предстоит в ближайшее время, невольно предсказав предстоящие девушкам ужасные события на острове и их последствия. Позже выяснилось, что Кармен — знала Бена Эванса, который был её зятем, мужем её предполагаемо погибшей и утонувшей дочери — Марии, а также то что что она обвиняла Бена в событиях связанных с её дочерью и в исчезновении Марии(и постоянно пыталась «предупредить» о грозящей опасности от него — его невесте — Мег и не веря, что её дочь — на самом деле погибла, обвиняя во всем Бена в своих предчувствиях во всех «смертных грехах», однако, не подозревая что убийцей с острова, ужасные события которого она отчасти предсказала — был на самом деле его злой брат-близнец Бена, Дерек, а не Бен), и что Рикардо Торрес — был её старшим сыном среди её детей, с которым после загадочного исчезновения Марии, изначально у них были не совсем теплые и дружественные отношения в городе. К тому же в отличие от других Торресов, она не верила, что её дочь Мария Торрес — таинственно утонула в море, считая по своим картам, что Бен по-просту был виновен в её бесследном исчезновении, а не в её убийстве(как ее старший сын - Рикардо)…
Когда Рикардо и Габи снова сблизились после произошедшего суда по поводу предполагаемого изнасилования Габи — Рикардо (хотя Габи не подозревала и не помнила до поры до времени, что настоящим её насильником был её отец, а не Рикардо), Кармен, решив собственно вновь сблизиться со своими детьми, и с Рикардо в том числе, после несчастного случая с её дочерью, не особо доверяла ей и постоянно пыталась убедить Рикардо — разорвать свои отношения с Габи, главным образом потому, что именно так ей подсказывали её карты Таро. Её дочь Мария считалась погибшей и утонувшей в море в середине 1993 года, а другой её — младший сын Антонио — был священником, который находился на момент начала сериала — далеко от Сансет Бич. Жизнь Кармен перевернулась, когда её сын — Антонио — вернулся в «Сансет Бич» из Мексики в феврале 1998 и почти сразу же влюбился в Габи, с которой он переспал, в конце концов, и именно в ту ночь в феврале 1999, когда они думали, что должны умереть (после обвала взорвавшегося здания, когда они оба оказались в ловушке на некоторое время под разорвавшимися обломками многоэтажки). Кармен знала об этом романе и о произошедшей связи, потому что так ей говорили её карты и хрустальный шар, но она не знала именно имени этого человека - любовника Габи и поначалу она пыталась предупредить Рикардо, не разбивая ему сердце. Но потом все больше настаивала на своей версии, особенно когда она услышала телефонный разговор Габи с кем-то, предполагая, что Габи звонила своему любовнику, с которым спала. И своими настойчивыми предсказаниями и убеждениями очень часто отталкивала от себя многих людей в городе от их мыслей о том даже, что её предсказания могли быть правдой и скоро сбыться. Например, она предсказала невольно за день предстоящие события землетрясения в Сансет Бич в июле 1998 года и последующий "круиз Титаника" несчастный случай с океанским лайнером Нептун 2, который был опрокинут вверх дном, гигантской волной цунами(в следствии землетрясения), на котором среди прочих были и Рикардо и Габи. Кроме того, её дочь Мария решила «воскреснуть из мертвых» — в сентябре 1998 года и появилась на свадебной церемонии в честь Бена и Мег в начале октября. Кармен никогда не одобряла свадьбы Бена и Мег, своими действиями пытаясь её сорвать, например придя туда с пистолетом, предчувствуя предстоящую беду для всех трех жизнейя кого эта свадьба затронет напрямую, но никто ей не верил, считая её сумасшедшей, однако её предчувствие стало ещё более явным и правдивым, когда воскресшая Мария все таки явилась на свадьбу Бена и Мег, ошарашив этим поступком всю свою семью. Изначально неодобрительно относясь к Бену, Кармен всё-таки также всеми силами поддерживала свою дочь и её попытки восстановить себе память после ее долговременной амнезии, её попытки вернуть себе Бена, всколыхнуть в ней и в нем вновь забытые чувства и вернуться к нему различными способами, стремясь сделать включая все сама все для того, чтобы Бен остался её зятем…
Кармен — идя по жизни по своей трудной и скользкой дороге отказывалась не доверять в принципе своим картам Таро. В конце концов она убедилась по своим картам и хрустальному шару, что у Габи был роман с кем-то из Сансет Бич, но она не знала, с кем она же переспала. После того как они выбрались живыми из ловушки взорванного здания и после того как на свет «родилась» видеопленнка с их половой связью, которая была записана скрытой видеокамерой пока они были под обломками, Габи и Антонио надеялись сделать все, чтобы найти и уничтожить, в конце концов, видеокассету — с их половым актом — только для того, чтобы в результате позже обнаружить, что они уничтожили именно — не ту запись. Кармен, украв её из сумочки Габи — посмотрела это видео и поняла, что у её собственного сына — был роман и любовная связь с Габи, которую он тщательно скрывал. Тем временем Габи и Рикардо — начали активно готовиться к собственной долгожданной свадьбе и Кармен решила сделать все возможное, чтобы не допустить свадьбы и шантажом — убедить Габи оставить Рикардо у алтаря, и все для того, чтобы та уехала из жизни Рикардо и из жизни Сансет Бич — раз навсегда. Свадьба не состоялась и Габи уехала из Сансет Бич, вернувшись и бежав оттуда в свой родной Эль Пасо в Техасе, но Рикардо отказывался сдаваться и втайне выследил её (впрочем как и Антонио: в тайне от него) и втайне ото всех последовал следом за ней... И в конце концов, ему удалось убедить её, что несмотря на их проблемы (даже не догадываясь об истинных причинах её побега) они должны вернуться в Сансет Бич вместе, чтобы попытаться преодолеть их трудности и он вместе Габи вернулись вместе в Сансет Бич и начались готовиться ко второму «раунду» своей свадьбы, особенно когда Кармен решила смягчиться и примириться по отношению к Габи(отчасти благодаря убеждению и давлению её детей — Антонио и Марии, которые убедили Кармен в её более правильных поступках и в её более правильном поведении в отношении Габи) и Кармен вернула Габи и Антонио похищенную у них ранее видеопленнку, а Антонио и Габи, казалось, раз и навсегда уничтожили её в результате, как впрочем и все зафиксированные следы своей былой любовной и сексуальной связи, не подозревая, однако, что Кармен втайне ото всех сделала копии этой видеокассеты, которую она, устав в конце концов от своих же постоянных угроз в отношении Габи - показать ее Рикардо если она вернется, решила бросить её наконец в мусорку в своей квартире. Все шло хорошо и Рикардо и Габи вновь начали готовиться к своей свадьбе, пока Рикардо, который вернулся в Сансет Бич вместе с Габи, внезапно не обнаружил правду о злополучной копии, найдя её среди мусора в ведре в доме в квартире своей матери. Рикардо был в шоке от увиденного и прибежал в церковь, чтобы потребовать объяснений от брата и невесты, но вбежав, не успел сказать не слова, так как с ним случился инсульт, который привел его к долговременной коме и параличу...
Кармен очень переживала по этому поводу, как и все члены его семьи всегда поддерживала своих сыновей и дочь и всегда старалась сделать все возможное для своей семьи. В конце концов, думая что он должен венчать их чтобы искупить свои грехи, Антонио — поженил Габи и Рикардо в больнице, несмотря на то что Рикардо испытывал к Габи на тот момент противоречивые и где-то очень смешанные чувства. Разрываясь изначально между любовью и ненавистью к своей жене и брату из-за обнаруженной «правды о них», придя в себя постепенно после комы и паралича он решил и окончательно: сделать все, чтобы «уничтожить их жизни». Поняв, что его близкие знали о романе Габи и Антонио, он понял что больше никому не мог доверять из своей семьи и некоторое время был зол на мать и сестру, но в конце концов в своем сердце смягчился с ними. Тем не менее он инсценировал свою гибель, сделав главными обвиняемыми и подозреваемыми в своем «убийстве» Габи и Антонио, сам спрятавшись, тем временем, в далёкой от Сансет Бич — в горной деревянной хижине, но Кармен, похоже, по своим картам видела эту странную и скрытую аферу сына, как и то, что он был на самом деле жив, но к счастью для него и для них все кончилась благополучно, сумев опять убедиться в этом, поскольку так сказали ей её карты. В истории со вторичным возвращением злого брата — близнеца — Дерека Эванса, Кармен была одной из первых, кто поняла что перед ней лицом к лицу в ее салоне стоял рядом — не Бен, а его злобный брат близнец при одной из встреч с ним, взяв его за руку. Не смотря на риски в связи с этим для своей жизни, Кармен упала в обморок и все забыла об этом моменте со своими ощущениями, а Дерек потом передумал убивать её, после того как она пришла в себя… Кармен простила своего сына за его «аферу с лжегибелью», а Мария, наконец, нашла своего «Англичанина» — мужчину своей дочери, которого она увидела по своим картам в своих предсказаниях. В последних сериях Антонио и Рикардо простили друг друга, а Кармен, пожелав ей всего наилучшего, помирившись с Габи — отпустила её со спокойной душой из Сансет Бич, особенно когда та наконец-таки решила уехать.

##### Габи Мартинес
Роль исполнила: Присцилла Гарита (В постоянном контракте: с 17 февраля 1997 года до 31 декабря 1999 года).
Хотя персонаж Присциллы Гариты, впервые появился лишь спустя полтора месяца от премьеры шоу, она была указана с самого начала в списке среди актёров в изначальных титрах шоу.
Когда Габи впервые появилась в городе Сансет Бич в феврале 1997 года и сразу же после переезда туда Габи, с самых первых дней своего пребывания в Сансет Бич она начала делать попытки соблазнить Рикардо Торреса - помолвленного офицера полиции, попытавшись начать флиртовать с ним в интернет-кафе: «Jawa Web» и за стойкой бара клуба: «Бездна», а также попытавшись затащить его в постель в своем гостиничном номере в мотеле: "Сибрис" ("Ветерок"), где она жила на тот момент. Несколько дней спустя Габи узнала, что невестой Рикардо - была Пола Стивенс - её сводная сестра (по их общему отцу - Лоренцо Мартинесу). Она также немного узнала что ей довелось приехать и встретиться в своем номере с Рикардо - ее женихом в ту ночь, когда Полу похитили. Спустя несколько недель после случая похищения и освобождения Полы - Габи была очень хорошо принята своей выздоровевший сводной сестрой на пороге их общего дома с Рикардо, но Рикардо не испытывал такой взаимной любезности к ней. Пола предложила Габи остаться с ними жить в их общей квартире с Рикардо в их доме на чердаке и Габи согласилась, но Пола не подозревала, что Габи втайне продолжила делать все, чтобы соблазнить Рикардо и разлучить его с Полой, отбив его у своей сводной сестры для себя самой. Например, она вышла "случайно" голой из душа, когда Рикардо "случайно" увидел ее у себя дома подностью обнаженной(что по словам Габи Поле позже было подстроено специально им же, что он якобы "украл" ее исчезнувшее полотенце), в результате этих событий вынудив Рикардо оправдываться перед Полой и лгать ей. В дальнейшем Габи пыталась сделать все чтобы выставить Рикардо, гнусным бабником, который якобы ее домогался и домогается до сих пор с ее самого первого дня приезда в Сансет Бич - ее и других женщин, используя для этой цели всех и вся, например, Марка Уолпера, с которым она крутила "тайный роман" точнее лже-флирт, чтобы заставить Рикардо ревновать, а также благодаря ему убедить Полу, что он якобы клеелся к ней и до сих пор клеется к ней, а также Эдди Коннорса, который тоже стал подневольной пешкой в ее хитроумной игре, например, расскрыв тайну Поле о том, что в ночь ее похищения Рикардо был с Габи в ее номере(хотя сам он и не планировал этого изначально). Все осложнилось после того, как Рикардо и Габи наконец-таки переспали вместе, и огорченная, "пораненная" Габи словами Рикардо, что ей никогда не заменить в его сердце Полу, после секса с ним обвинила Рикардо в её изнасиловании в глазах вошедшей почти сразу "после случая" в квартиру Полы, а также в глазах всех остальных в городе. В конце концов — эта история привела к суду над Рикардо. Защитником Рикардо — на суде — выступил Грегори Ричардс — крупный адвокат в городе. Пола была убеждена, что Габи говорит ей правду, и в результате покинула Рикардо. И хотя было доказано что Рикардо не насиловал Габи и под пристальным допросом Грегори Габи призналась, что её изнасиловал не Рикардо, а что её не раз в детстве насиловал их общий с Полой отец, Пола — не смогла справиться со всем случившимся, а Рикардо был не в силах простить своей некогда любимой невесте Поле, что вплоть до суда она готова была идти вместе и за Габи и до конца и пошла в результате против него, и она в конечном итоге — решила покинуть город вместе со своей матерью — Элейн Стивенс.
На пути к искуплению за свои грехи и вину и исцелению своей души, поняв, что её беспокоит свое прошлое из-за того что её изнасиловал в детстве и не раз отец, Габи решила провести новогоднюю ночь в привлекательном отдыхе на таинственном острове, купленным Беном Эвансом для своей невесты и ее лучшей подруги - Мег Каммингс, а заодно для её приглашенных туда друзей; но к несчастью для всей компании молодых людей, на острове начал зверствовать смертельно опасный психопат и серийный убийца. И хотя Габи выжила после этой истории, но было также и кое-что, что она и потеряла. В то время, незадолго до этих событий, Габи начала сближаться с Марком Волпером, молодым диджеем и барменом-официантом «Бездны» и «Интернет-кафе», который всегда ее поддерживал - как и до событий суда и после, но у них не было возможности развить эти отношения немножечко дальше, поскольку Марк был убит во время этого сюжетного миницикла.
В 1998 году Габи и Рикардо сблизились, хотя мать Рикардо — гадалка — Кармен Торрес — весьма неодобрительно смотрела на их отношения, считая по своим картам и хрустальному шару что Габи любит другого и имеет свою связь с другим мужчиной. Затем Габи — встретила Антонио Торреса, брата Рикардо и священника местной церкви, недавно вернувшегося из Мексики. Габи и Антонио обнаружили, что их влечет друг к другу, но они долгое время продолжали отрицать перед друг другом этот взаимный интерес. В конце концов Антонио и Габи полюбили друг друга, но Антонио был священником, он не хотел портить свой сан из за любви и из-за связи с девушкой, которую к несчастью для него также и одновременно любил и его брат и поклялся сделать все чтобы уехать из Сансет Бич. Вскоре, однако Рикардо и Габи обручились… Тем не менее, чуть незадолго до этого, Габи, Антонио и Рикардо — были вовлечены в историю с проклятыми драгоценностями Росарио, где Габи и Антонио не раз попадали в различные «запертые ловушки», и скрывать это влечение и их взаимный интерес становилось все труднее и труднее… Когда Габи и Антонио оказались в ловушке под обломками взорвавшейся многоэтажки — в результате теракта психопата и тайного корпоративного вора в компании задумавшего убить Габи, куда Габи устроилась - в результате заложенной бомбы и подрыва Джерарда на почве корпоративной тайны, которую Габи втайне расскрыла и планировала передать Эй Джею и в полицию, как тайный веб информатор из полиции и то что Антонио — незадолго до своего отъезда выслушивал казалось бы свою последнюю исповедь в Сансет Бич — жены преступника, которая исповедовалась ему о преступных планах своего мужа, думая что эта его последняя исповедь в этом городе перед отъездом. И хотя Антонио побежал следом за Габи в её офис, где была заложена бомба, пытаясь предупредить Габи и вывести её оттуда до взрыва, но здание и офис в котором они были, взорвались из-за бомбы под ногами их обоих. Думая, что они умрут, они уступили своей любви друг к другу и решили не сдерживать теперь свои чувства, переспав друг с другом, думая что они занимаются любовью в свой первый и в последний раз, но они не знали, что после взрыва их снимала чудом уцелевшая, впрочем — как и они сами — скрытая видеокамера, и что Рикардо и его команда приложат все усилия, чтобы найти и вытащить их оттуда и в конце концов сумел сделать это. И то что в результате этих событий — вышла видеопленка, которая немного позже — была обнаружена злодейкой и воровкой драгоценностей и давней знакомой Антонио из Росарио — бедной мексиканской деревни — Франческой Варгас, которая в результате найденного — решила попытать удачу и деньги на этой пленке в этом городе, чтобы шантажом выудить деньги из Габи и Антонио, предназначенные на её предполагаемый отъезд вместе с Коулом. Когда Франческа была застрелена, Габи и Антонио были одними из возможных подозреваемыми, но на самом деле они не имели никакого отношения к её убийству. Но перед свадьбой Габи и Рикардо, Кармен нашла эту видеопленку и сделала с неё скриншоты и копии этой видеокасеты. Во время свадьбы Габи и Рикардо Кармен решила использовать эти скриншоты с видеопленки - принесенные фотографии на свадьбу Габи и Рикардо, дабы шантажировать Габи, чтобы та оставила Рикардо у алтаря и уехала из города, но в конце концов (не без участия Антонио и Марии) — Кармен решила примириться с будущей невесткой и Габи вернулась обратно в город и она вернула похищенную у них пленку и скриншоты, и Габи и Антонио предположительно навсегда уничтожили её. Все начало идти в гору и хорошо и Рикардо и Габи вновь начали планировать свою свадьбу и все шло хорошо, пока Рикардо не нашел случайно копию этой видеозаписи, сделанную Кармен, которую она забыла уничтожить и выкинуть или вернуть её Габи и Антонио, и его не парализовало в результате от увиденного на экране и у него не случился инсульт приводящий к долговременной коме и параличу. И несмотря на то что Рикардо и Габи в результате поженились в больнице, в то время как их венчал его брат — Антонио — который счёл это своим братским долгом — обвенчать их. Придя в себя после комы и отойдя после неё от своего паралича и восстановив свою подвижность конечностях, Рикардо решил и поклялся сделать все, чтобы разрушить и «уничтожить» жизни Габи и Антонио. Организовав жестокий план мести: инсценировав свою гибель и подставив их в его убийстве, он ловко подбросил следователю "улики по его делу", а затем сам спрятался в потайной хижине - в то время как Габи и Антонио были на одном шаге от окружной тюрьмы по обвинению в его убийстве. В конце концов, Рикардо, много думая один в этой хижине над своим поведением, вспоминая своё детство со своим братом и сестрой и матерью, решил простить их, остановив транспортировку в машине Габи и Антонио в окружную тюрьму, внезапно объявив своим шокированным друзьям, родным и коллегам, что он был жив, и что он не был ими убит. А Габи решила покинуть город, чтобы впредь искать "правильные и хорошие вещи" где-нибудь еще, отказавшись от своей настоящей любви — к Антонио, дав надежды на воссоединение и примерение двух братьев...

##### Бенджи Эванс
Роль исполнил: Чейз Паркер (В постоянном контракте: с 9 марта 1999 — по 31 декабря 1999 года)
Бенджи Эванс прибыл на порог во вселенную мира: «Сансет Бич» в марте 1999 года вместе с его молодой няней — Тесс Марин — прямо в дом Бена и Мег, которая утверждала перед всеми, что он был на самом деле — 5-летним ребёнком Марии Торрес Эванс и Бена Эванса, которого Мария, к несчастью не могла вспомнить, как и то 5-летие «ее бесследного исчезновения» из города после несчастного случая в море. Тест на отцовство подтвердил слова Тесс, и на какое-то время Бен и Мария согласились чтобы его няня - Тесс жила вместе с ними, Бенджи и Мег пол одной крышей, что также часто становилось большой причиной ссор между ними, особенно между Беном и Мег…
Тесс инсценировала похищение Бенджи взбросив все розги вины и ответственности на отошедшую на пляже в «момент похищения» Мег — во всех остальных глазах… Бенджи также невольно помогал своей «зловещей няне» — разлучить «своего отца» — с Мег, доставляя той изрядные проблемы и порой доводя её до слез, втайне лелея в себе — мысль маленького ребёнка, чтобы его предполагаемые «родители» — были вместе. В конце концов, выяснилось, что Бенджи — был на самом деле — тайным сыном Тесс Марин и Дерека Эванса, но после того, как Дерек был убит, а Тесс арестована и была за решеткой, она позволила всё-таки Марии усыновить его и отдала его ей в последних сериях, отказавшись от прав на материнство в её пользу.

##### Тесс Марин
Роль исполнила Трейси Мельхиор (В постоянном контракте: с 9 марта 1999 года — по 31 декабря 1999 года)
Тесс Марин приехала в мир «Сансет Бич» в марте 1999 года вместе с 5-летним мальчиком — Бенджи Эвансом с весны 1999 года, который, как она утверждала, был сыном Марии Торрес и Бена Эванса. Тесс утверждала, что была лучшей подругой Марии и няней Бенджи за те годы "ее бесследного исчезновения" - ещё с тех пор, когда Мария — неизвестно и как — после случая в море в середине 1993 — пропала без вести - за те "бесследные годы", которые Мария так и не могла вспомнить, страдая остаточной амнезией (1993—1998) на момент ее прибытия в город...
Тесс начала потихоньку развивать отношения с Тимом Трумэном, чтобы втайне вместе разлучить Бена и Мег и вновь воссоединить Бена и Марию, кажется у них сработало, дело доходило даже до секса между ними, и Тесс даже признавалась что полюбила его, но позже, вскоре также выяснилось, что она втайне была заодно, участвовала в его планах — была романтически связана и была давно тайной любовницей и довольно долгое время — тайной любовницей злобного брата — близнеца — Бена, Дерека Эванса, и использовала Тима для реализации их дальнейших, далеко идущих потайных планов. Это привело к тому, что Дерек убил Тима, когда тот узнал и понял истинную личность Дерека, и что он вновь решил выдавать себя за Бена, из-за чего Тесс — чувствовала себя крайне виноватой (вплоть до того, что её преследовал несколько недель «восставший из могилы — призрак Тима»)… Также вскоре выяснилось для — оцепеневшей от ужаса из-за внезапно раскрывшихся фактов о своем долгое время забытом прошлом — вспомнившей о себе правду Марии по поводу того: что она не помнила происходящее за последние 5 лет, так как Тесс и Дерек спасли Марию в ту ночь во время шторма 6 лет назад, а затем похитили её и втайне спрятали её ото всех и все это время держали её у себя в плену в городе Сиэтл, спрятав её там и держа её там связанной и под постоянными дозами транквилизаторов, но в конце концов Марии удалось втайне от них освободиться и сбежать от них подальше, и на подходе в машине город в Сансет Бич — она попала в автокатастрофу, очутившись в Сансет Бич в больнице «Дубовая Роща» в долговременном беспамятстве и с посттравматической/транквилизирующей амнезией о прошлых событиях. В последние недели шоу также выяснилось также, что Тесс — была настоящей матерью Бенджи (когда как Дерек — был на самом деле его отцом) и они с Дереком похитили вновь Бена, Марию, а также Сару, Кейси и Мег, что привело в результате к тому, что при попытке их бегства из плена, Дерек — был застрелен — в результате их финальной драки с освободившимся их оков плена — Беном, а Тесс, после её финальной драки с освободившейся также из плена Марии, была нокаутирована ею, после чего, в конечном итоге, была арестована, и оказалась и на долгое время за решёткой. В финальных сериях: Тесс наконец согласилась позволить Марии — усыновить Бенджи, подписав бумаги на отказ от материнства и передачу всех соответствующих прав ей.

#### Дополнительные персонажи основного и общего лагеря

##### Квинт
Роль исполнил: Кин Кертис (В периодическом постоянном контракте: с 1 декабря 1997 года — по 28 сентября 1998 года)
Квинт — был представлен в сериале в конце ноября 1997 года в качестве старого рыбака, опекающего и докучающего своими сомнениями и наставлениями относительно Бена Эванса — его новую невесту — Мег Каммингс.
Предыстория Квинта сводилась к дружелюбным и опекающим по-дедовски отношениям с Марией Торрес Эванс — предполагаемо погибшей после одной ночи середины 1993 года теперь, которая считалась утонувшей женой Бена. Квинт всегда неодобрительно, с пренебрежением и с опаской смотрел на Бена Эванса — некогда жениха, а затем и мужа Марии. После того как Мария не вернулась с яхты Бена и предполагаемо погибла из-за сильного шторма в одну из ночей 1993 — по рассказу и утверждениям Бена после этого события, Квинт был одним из тех людей, кто не поверил Бену и его версии событий и был склонен считать, что он либо убил её либо что-то с ней сделал, так как Квинт, по его собственным словам и убеждениям «не видел Марию на яхте в ту ночь» — её, предполагаемой гибели, когда они предположительно отплывали, о чём он рассказал позже и новой невесте Бена — Мег. Несколько раз он сталкивался в агрессивной конфронтации якобы с Беном Эвансом, замечая также некоторые странности за ним о чём он докладывал Марии, а затем и Мег — в конфронтации с человеком, который пытался его "до смерти припугнуть" (как выяснилось позже — этим человеком — был злобный брат близнец Бена — Дерек). После неуспешных попыток посеять порох сомнений в сердце Мег: а мог ли Бен убить погибшую при неизвестных обстоятельствах свою жену в ночь её предполагаемой гибели, он на некоторое время исчез из сериала в декабре 1997 года. Однако в конце сентября — в начале октября 1998 года он вновь появился когда увидел якобы живую Марию на борту его яхты(это и вправду была Мария, но ей удалось быстро убежать с неё, в то время как Энни и Тим остались там чтобы попытаться продолжать искать её там), о чём он рассказал Бену в его доме; Бен не поверил словам Квинта и мигом побежал к своей яхте на причале, чтобы проверить его рассказ, считая поначалу, что он кого-то спутал с ней, потому что слишком много выпил. Он был взбешен тем, когда увидел что вместо описанной Квинтом - "живой Марии" с его яхты выходила Энни — очень и так похожая на Марию: Энни и её напарник Тим, и сделал им пару грозных предупреждений: держаться от него и Мег в день их свадьбы подальше и не появляться там сегодня, чего естественно Энни и Тим не сделали и не послушали его угроз. После этого события Квинт не появлялся в сериале и вплоть до его конца и остался с неизвестным финалом…

##### Эллисон Макрейн
Роль исполнила Кэтрин Дэйли (Роль периодически повторяющуюся регулярная среднезначимая: с 5 сентября 1997 года — по 26 мая 1998 года)
Хотя доктор, психотерапевт — Элисон Луиза Макрейн была второстепенным персонажем в сериале, второстепенным персонажем и в лагере, на протяжении 1997-1998 года очень много главных героев были так или иначе связанны с ней и она часто по волею случая становилась тем человеком кто волей или неволей разоблачал интриги центральной злодейки сериала — Энни Дуглас Ричардс — своими профессиональными действиями.
Элисон Макрейн впервые была представлена зрителям в 160-х сериях в сериале в качестве доктора-психотерапевта и гипнотезерши в своей клинике, когда к ней за помощью обратился Бен Эванс, чтобы вылечить свою кратковременную амнезию после произошедшего не так давно с ним случая в пещере. Втайне влюбленная в него — Энни Дуглас, вместе со своим напарником Тимом Трумэном решили использовать её и проводимый ею в её кабинете гипносеанс над Беном Эвансом, сумев обманом отвлечь её и вывести её из кабинета во время проводимого ею сеанса над своим пациентом, представившись вместе перед ней журналисткой Энни Стар и фотографом из местной газеты, а потом Тим позвонил к ее медсестре на стойке, притворившись "сумасшедшим пациентом по телефону". Но доктор Макрейн до поры до времени не знала, что пока Тим Трумэн отвлекал её и окутывал её пристальное внимание, сумев выманить её из кабинета, Энни втайне пробралась в её кабинет и сделала Бену тайную установку под гипнозом, в надежде оттолкнуть Мег от Бена, и все для того, чтобы он называл её Марией каждый раз когда она назовет его по имени. На какое то время план Энни удался на ура и огорченная и расстроенная последовавшими за этим событием — словами Бена Мег — в адрес неё — даже уехала вместе с Тимом обратно в Канзас, не в силах переносить своего расстройства из-за всего этого. Однако в конце концов Элисон обнаружила шокирующую правду о незаконной и втайне от неё сделанной установке под гипнозом, посредством спрятанного втайне в кабинете диктофона и получившейся в результате аудиопленки, о чём Энни и не догадывалась, когда её делала. Энни попыталась помешать доктору Макрейн рассказать правду об её интригах против него и Мег — Бену, встретив её в его доме на пороге, а затем накачав её наркотиками, под предлогом выпить с нею немного чаю и якобы остаться и посидеть с ней, чтобы она помогла ей рассказать ему правду. А затем раздела её, нарядила её в эротические сексуальные кружева — в сексуальное нижнее белье в своей спальне в своем доме по соседству с Беном и сделала полуголые снимки вместе их обнимающихся с её давним другом Эдди, в надежде что они пригодятся ей в будущем. И хотя доза снотворного, которое дала Энни — была большой, оно оказалось не на столько сильным, чтобы помешать Элисон рассказать правду об интригах Энни, о сделанной Энни установке под гипнозом — Бену, когда она вышла полуголой в гостиную Энни — перед Энни и присутствующим там Беном, чтобы рассказать ему всю правду о последней проделке Энни. Все это привело к разрыву её дружелюбных отношений с Беном. После этого случая доктор Макрейн на протяжении года на некоторое время исчезла из сериала. Однако, в конце мая 1998, она вновь появилась на экране, когда Оливия Ричардс — убитая горем и забвением из-за потери собственного ребёнка, из-за выкидыша, обратилась к ней за помощью, чтобы та с помощью гипноза помогла ей все вспомнить. Энни поняла что она была на грани разоблачения перед Оливией по поводу того, что она некогда похитила её ребёнка, а затем смогла убедить Оливию с помощью врача, которого она шантажировала, что её ребёнок родился мёртвым, и пришла к ней в клинику во время её очередного гипносеанса теперь уже над Оливией, чтобы помешать Оливии все вспомнить о сделанном Энни преступлении, и помешать Макрейн — проводимому ею сеансу гипноза над Оливией. Энни решила использовать сделанные против воли Макрейн её фотографии в полуголом виде, где якобы было запечатлено как она — замужняя женщина якобы занималась любовью с ним, с незнакомым мужчиной, то есть Эдди — в обстановке её дома. Энни удалось убедить и заставить Макрейн прервать гипносеанс Оливии и заставить её забыть обо всем, что она вспомнила во время сеанса, обо всем что она сделала. Макрейн так и поступила, после чего она исчезла из сериала, и похоже, навсегда.

##### Луиза Эстрада
Роль исполнила: Анна Отер.
Доктор, врач-психиатр, по большей степени с генетическим уклоном — Луиза Эстрада — по большей части сериала на протяжении 1998—1999 года была лечащим врачом страдающей амнезией — Марии Торрес Эванс и Ванессы Харт, которая страдала от наследственного Синдрома Мартина, а также и её матери — Лины, а также намного позже - вышедшей из ума — психопатки — Вирджинии Харрисон. На протяжении своего пребывания в сериале она работала в госпитальной клинике: «Дубовая Роща», также поддерживая тесное сотрудничество с врачом из другой клиники Сансет Бич — «Саос Бэй» — Тайусом Робинсоном.

##### Даяна Вудд
Роль исполнила: Джессика Так (В периодическом постоянном контракте: со 2 июня 1998 года — по 26 июня 1998 года)
Персонаж, исполненный Джессикой Иннес Так — сыграл ключевую роль в первой истории с Дереком в «Лагере Бена и Мег». Она была показана впервые — как работница прибольничного подразделения морга, работница прибольничного крематория больницы Саос Бэй, в то время именно тогда как туда доставили предположительно мертвого Бена Эванса(после того как злобный брат-близнец Бена — Дерек попытался убить его в больнице, накачав его смертельной дозой наркотиков). Сразу было видно что она была слегка не в себе и была помешана на своем любимом любовном романе, а также была «по уши влюблена» в своего любимого героя этого романа — во Стилла. Даяна собиралась делать вскрытие «доставленного трупа» чтобы отправить в дальнейшем его на похороны, но не решилась втыкать в него заготовленный заранее профессиональный нож прежде чем она не поцелует его перед этим. Будучи ошарашенной тем, что её поцелуй «вернул его к жизни» -«ее возлюбленного Стилла» (то есть Бена), она решила никому не сообщать выше неё в больнице, что это произошло, и решила взять его втайне к себе под свою опеку, чтобы втайне ото всех, спрятав его, в дальнейшем выхаживать его, «своего любимого героя своего романа». Желая никому не отдавать его, она, приняв его за ожившего Стилла, решила, в дальнейшем, привязать его к себе и не отпускать его, втайне ото всех положив его в гроб, и долгое время держа его там, вкалывая ему периодические дозы бальзамирующей обездвиживающей жидкости для трупов, пока она выхаживала его. Хотя постепенно пришедший в себя Бен после попытки убийства своим братом Бен пытался объяснить Даяне, что он не персонаж любовного романа, что он — не её возлюбленный Стилл, не персонаж её любовного романа, а всего лишь Бен Эванс, Даяна не сильно то собиралась принимать на веру его версию событий, что его брат-близнец пытался убить его и что он был Беном Эвансом, который помолвлен со своей невестой Мег, которого доставили к ней после его попытки его убийства в больнице. Считая что её «Стилл» все это выдумывает, чтобы дурачить её и лгать ей, Она собиралась разыграть с ним свадьбу с конечным двойным самоубийством, прямо как и было рассказано в её готическом любовном романе, переодев себя и Бена в соответствующие темные готические наряды, во «смертельные фраки» с «убитыми гвоздиками и розами». Но к счастью Бену удалось справиться с ней и вырубить её во время их «предсмертного готического танца», и вызвав Полицию, убежать от неё, в конечном итоге, на свои поиски своей любимой Мег в целях своих дальнейших попыток - вытащить её из западни с Дереком. Последнее её появление было замечано в сериале в полицейском участке в 370-м эпизоде по поводу её расспросов Рикардо в полицейском участке в отношении Бена, его детального местонахождения, когда его злобный брат близнец увез Мег в катедж…

##### Капитан Грогган
Роль исполнил: Майкл Мелвин (с 23 декабря 1997 года по 18 января 1998-го)
Капитан Грогган был нанят Беном Эвансом в 240-й серии для предстоящей поездки Бена, Мег и её друзей к её подареному им острову с домом. Так как капитан вел себя порой грубо и порой видимо неадекватно, и был сам заодно помимо в качестве опытного яхстмена и опытным рыбаком — с жестоким обращением с рыбололовным крюком, его поведение сразу же вызвало подозрения и некоторые сомнения в его адекватности у невесты Бена Мег, описавшей его ему как «Грозного и сумасшедшего капитана из Мобби Дика», однако выслушавший её у себя дома — Бен не придал им особых значений. В результате поездка на его яхте к её острову началась и состоялась, но к началу поездки Бен не сумел успеть или не смог суметь вовремя. Когда на яхте, а затем и на острове — произошла — серия загадочных убийств Мег и её прибывшие туда вместе с ней друзья почему-то подумали на него, особенно когда они нашли его труп после его предполагаемой драки с Марком Уолпером, и после того как истекающий кровью — Марк — предполагаемо убил его до того как погибнуть от его рук, когда друзья Мег нашли его труп и его оставленную им без присмотра яхту на дальнем конце этого острова(которая к несчастью взорвалась для них, но к счастью для друзей Мег им удалось вовремя спасти и выбраться оттуда). В конечном итоге было показано, что Дерек Эванс был настоящим убийцей, а все улики в произошедшем на острове сбросил в отношении убитого Гроггана, чтобы скрыть тот факт, что он выжил после давнего случая в середине 1993, что он был на самом деле на острове и убивал на самом деле людей…

##### Архиепископ Джон Дамиен
Роль архиепископа Джона Дамиена исполнил: Майкл Фэйрмен на протяжении 13 эпизодов в сериале с 670-по 682 серию.
Архиепископ Джон Дамиен был "окружным начальником" Антонио Торреса - приходского священника в Сансет Бич, главным священнослужителем, который прибыл в Сансет Бич чтобы наградить Антонио за его достижения на его ответственной многолетней службе священника. К несчастью (и сам этого осознавая) он был вовлечён в эпицентр интриг с его озлобленным старшим братом полицейским в результате паралича с Рикардо Торресом, который исповедовался о своих тайных причинах о том что на самом деле повергло его в шок и парализовало. Что Антонио спал с его женой в начале 1999, намеренно приукрасив все так перед ним, чтобы Антонио выглядил на сто процентов виноватым. Архиепископ был поражен историей Рикардо и планировал перевести Антонио в закрытый монастырь, передумав о запланированной им раньше награде для Антонио - как лучшему священнику. В последних представленных с ним сериях архиепископ очень много думал об Антонио, Габи и Рикардо, будучи погружен в свои мысли что не заметил со скоростью мчащийся на него автомобиль, когда он переходил дорогу в неположенном месте, за рулём которого сидела не успевшая притормозить мать Рикардо и Антонио - Кармен... В результате планы архиепископа по его переводу - не были выполнены и Антонио остался в Сансет Бич.

#### «Под-лагерь Сары Каммингс(и Кейси Митчема)»

##### Сара Каммингс
(Роль исполнили: Лорен Вудленд — с 29 апреля 1998 года по 10 мая 1998, постоянная, контрактная и Шоун Баттен — с 11 мая 1998 года — по 31 декабря 1999 года, постоянная, контрактная)
В конце апреля 1998 года Сара Каммингс решила приехать и переехать в Сансет Бич, изначально затем, чтобы навестить свою старшую сестру — Мег Каммингс, которая уже жила там почти уже полтора года, а также своих родителей — Джоан и Хэнка Каммингса, недавно переехавших туда также сразу после потери их общей фермы в Ладлоу в Канзасе. Сара была в бегах от преследования прессы: заядлых журналистов, которые обвиняли её в скандальной сексуальной связи с женатым политиком. (В отсылках на случай с Моникой Левински) Последние несколько месяцев до того как приехать в город она была стажеркой у конгрессмена Блайта — уважаемого человека, который был - крупной политической фигурой, с которым у неё был тайный роман, и поэтому пресса, которая «пронюхала» обо всем этом — пыталась найти её, чтобы подтвердить или опровергнуть эти ходящие вокруг и про него и неё слухи. Сара утверждала, что у неё не было с ним романа, но, в конце концов, она призналась, что их претензии к ней и обвинения против неё — были на самом деле — правдой. Её старшая подруга из Вашингтона — Мелинда Фолл — очень поддерживала её во всем, начиная с того дня как это произошло, но на самом деле, оказалось, в конечном итоге что она лишь разыгрывала из себя «понимающую» и «милую подругу» Сары, втайне собирая на неё компромат, и записывая её признания о её романе на диктофон, чтобы потом продать их журналистам за крупный чек и сделать большие деньги на её громкой истории, втайне напечатав свою сенсационную книгу про неё и о её похождениях с конгрессменом. На какое-то время она доставляла Саре и Кейси серьёзные неприятности, однако в конце концов Мелинда попала в свою собственную ловушку, когда Сара(и Кейси, который ей помогал в этом) втайне записала компромат на неё на диктофон и отдала её признание своим знакомым журналистам в Сансет Бич…
Когда она только приехала в Сансет-Бич, Сара нашла любовь в конце концов и утешение
от своих навалившихся на неё проблем — в объятиях крепкого, молодого и белокурого спасателя — Кейси Митчема, а когда история с конгрессменом Блайтом, в конце концов, закончилась, они продолжили свои начавшиеся романтические отношения, которые, однако, закончились уже через несколько месяцев. Сара боялась потерять Кейси навсегда, потому что Кейси все чаще утешал её старшую сестру Мег, которая — только что бросила своего жениха Бена Эванса и часто находилась из-за этого в тяжком горе и в горьких слезах. Затем Сара заключила тайный план — с Тимом Трумэном — с бывшим женихом Мег(на которого Сара имела виды в далеком прошлом, ещё живя в Канзасе, также как и её сестра — Мег) и договор с ним — о том, чтобы разлучить пару Бена и Мег и не допустить дальнейшего сближения Кейси и Мег, испортив колеса автомобилей Мег и Кейси перед их поездкой в Палм Спрингс - в феврале 1999… Однако её тайный план с Тимом в прошлом, как только Кейси обнаружил наконец правду о нём, лишь ещё больше оттолкнул Кейси от неё.
Затем Сара решила изменить свою прежнюю тактику. Она решила начать противоборствовать — Марии Торрес Эванс — по поводу её предполагаемых попыток — разрыва Мег и Бена, которую она обвиняла в этом, как и в свалившихся на неё проблемах, и их ссоры порой едва не доходили до сильной женской драки… Несмотря на то, что в конце концов Мег и Кейси решили расстаться, Сара и Кейси, однако, были далеки от воссоединения. Когда Кейси был похищен Дереком Эвансом, который вновь вернулся в город, чтобы притворяться «Беном» — во всех остальных глазах и его сообщницей Тесс Марин, к которой Сара всегда относилась с подозрением, она решила попробовать найти способ вытащить из смертельного капкана Кейси и свою сестру. После этого Кейси и Сара воссоединились… И обручились — в последних сериях…

##### Меллинда Фолл
(Роль исполнила: Элизабет Элли с 1 мая — с 11 мая 1998 года — по 24 декабря 1998 года, среднезначимая, эпизодически-постоянная, контрактная)
Мелинда Фолл — была брошена в сериал, как подруга младшей сестры Мег — Сары Каммингс, её тайная предательница и скандалистка, организаторша политического и сексуального скандала — в конце мая — в начале лета 1998 года и оставалась в нём — вплоть до Рождества 1998 года. Персонаж Мелинды — имел реально печально известного прототипа (в отсылках на сексуальный скандал Левински и Клинтона в конце 90-х) — Линду Трип.
Впервые она была представлена в 348-м эпизоде, во время звонка по телефону Сары к своей таинственной взрослой подруге из Вашингтона — перед тем как она намеревалась приехать в Сансет Бич из Вашингтона и все для того чтобы как «лучшая подруга Сары» — получить от неё компрометирующее признание о её скандальной сексуальной связи с конгрессменом Бобом Блайтом, в которого, как она призналась немного позже — Саре — она была в тайне по уши влюблена…
Она надеялась сделать компрометирующую запись признания Сары на диктофон, а потом, записав её, продала её журналистам, которые позже требовали от неё подтверждения признания в скандальной связи, что она спала с конгрессменом Блайтом, толпой набросившись на Сару. Мелинда надеялась «сделать книгу» из «тайных слухов, сплетен и домыслов» про Сару Каммингс, а также деньги на её громкой истории с конгрессменом. В сюжетной линии: «Шоковые волны: „Цунами“» во время летней прогулки Сары, Кейси, её и других — в прибрежном океанском круизе на росскошном океанском лайнере, казалось, что она искренне расскаивалась в своих поступках, и просила извинения у своей некогда «подруги» за то что своими выходками втянула её в этот скандал в Вашингтоне. Но Сара не подозревала, что её оператор тем временем все снимал на видеокамеру, то есть попытки разгневанной и ошеломленной Сары: ударить её за все что она ей сделала и спровоцировать её на очередную ссору. А также и то, что, когда, казалось, что она искренне извинилась за все перед ними — Мелинда втайне подмешала снотворные таблетки в тост для Сары и Кейси во время их сцены в честь их якобы «примирения», после чего сфотографировала её в полуголом виде вместе с Кейси, когда они уснули, раздев их. Но все пошло не так, как она планировала в целом, когда огромная волна — обрушилась на не менее большой корабль и начала заливать нижнюю каюту, где были заперты ею в то время — Сара и Кейси. Тем не менее, сумев преодолеть эти трудности, вместе и сообща, она, Сара и Кейси — делали все чтобы «выйти» с тонущего корабля живыми. Однако, несмотря на казалось бы их было чудесное спасение, то есть: Сары и Кейси, Мелинде — в результате, казалось в общем — что не повезло, так как плывущая рядом с нею акула, когда они все трое оказались в воде, казалось бы навсегда утащила её за ногу — глубоко под воду толщи океана. И это: несмотря на то, что Сара и Кейси остались целыми, живыми и относительно не вредимымм, и их потом подобрал спасательный вертолет, живыми, после кораблекрушения выбрались к сожалению для них — не только они, но и Мелинда, у которой теперь была одна нога — после встречи с акулой, которую также по волею счастливого случая подобрали на проезжающей мимо рыбацкой шхуне, и которая теперь перед окружным прокурором обвиняла Сару и Кейси в произошедших с нею событиях, в покушении на её убийство. Казалось, несмотря на это, а возможно благодаря давлению Сары, Мелинде улалось уговорить Сару начать сотрудничать, чтобы вместе заработать деньги на её готовящейся книге, поделив их поровну, с условием: что Сара навсегда вычеркнет Кейси из своей жизни. Но это казалось только одной Мелинде, так как она не знала, что Кейси, после того как Сара якобы согласилась на её предложение в интернет-кафе, втайне подложил мини-диктофон в стакан Мелинды с мороженым, чтобы записать её компрометирующе признание против них в лжесвидетельстве перед правительством и журналистами и отдать его в конце концов своим знакомым журналистам. Саре под видом примирившейся с нею подруги удалось добиться компрометирующего признания Мелинды в преступлениях против неё и Кейси и записать его на диктофон. Для Мелинды — оказалось все кончено, когда толпа журналистов набросилась на неё, требуя от неё подтверждения её шокирующего признания в её преступлениях. Тем не менее Мелинда появилась в сериале ещё раз в качестве одного из элементов во время шокирующей фантазии Сары о ней, Кейси и Мег — «на их свадьбе» — незадолго до начала Рождества 1998.

##### (Конгрессмен Боб) Роберт Блайт
(Роль исполнил: Брайан Патрик Кларк с 11 сентября 1998 года — по 18 сентября 1998 года, среднезначимая, эпизодически-постоянная, контрактная)
Роль Брайана Кларка в качестве юриста, политика и конгрессмена Блайта — была в основном эпизодической и была связана в первую очередь с сестрой Мег Каммингс — Сарой, с её предысторией в Вашингтоне.
Его история с ней началась, когда молодая стажерка в конгрессе — Сара Каммингс, которая хотела всеми силами быть не похожей на свою примерную и правильную сестру — Мег, стать этаким её эталонным, ярким и не таким примерным как её сестра, то есть её противовесом, приехавши в Вашингтон, решила закрутить роман со своим боссом и куратором — конгрессменом Робертом Блайтом. Боб, который был старше её и женат и с детьми, делал все, чтобы это не стало достоянием общественности, их связь, однако старшая по возрасту подруга Сары — Мелинда(которая была также втайне влюблена в него) — с которой Сара поделилась о подробностях своей связи с ним и её романа, решила расставить все по-своему, втайне записав её признание на диктофон и продав слухи об их связи, а затем и записанное подтверждение её связи — то есть признание Сары — журналистам…
Ошеломлённая Сара, из-за того что толпа журналистов набросилась на неё, требуя подтверждения её шокирующего признания, бежала в Сансет Бич, и нашла счастье, любовь и утешение в объятиях молодого спасателя — Кейси Митчема (который был спасателем не то́лько её, но и её сестры), который делал все чтобы защитить её от них и спрятать её от них за своими крепкими плечами, удержав её к тому же от попытки самоубийства в море и в которого она к тому же чуть позже влюбилась, но и здесь толпы преследующих её журналистов и козни её бывшей подруги Мелинды — не оставляли её в покое.
Первое фактическое появление Роберта Блайта в городе Сансет Бич — произошло спустя некоторое время после скандала, когда Сара и Кейси явились вместе на светскую вечеринку в Сансет Бич, заказанную у себя дома «местным светским бароном» — Берни Нильсоном. На вечеринке также было показано что несмотря на его формальную защиту Сары в качестве её адвоката — Грегори Ричардс — был давним и близким другом Блайта, принявший неформально его сторону и его версию событий в этой истории. Когда они с Сарой увиделись там — впервые и за долгое время после скандала — Боб Блайт оказался настойчивым, надеясь продолжить их давние отношения, и снова соблазнить Сару, склонив её к сексу, однако Сара к тому времени имела устойчивые виды и симпатии на Кейси, и отвергла его настойчивые ухаживания и домогательства у себя на веранде в доме своих родителей ближе к вечеру, когда он втайне решил проследить за ней… Кейси был взбешён увиденным и его попыткой изнасилования Сары и вышвырнул его с веранды Сары и её родителей… Больше Сара никогда не возвращалась к Бобу, а он навсегда уехал из Сансет Бич, вернувшись к своей жене и к своей политической карьере в Вашингтоне…

### «Лагерь Серфинг центра»

#### «Основной, общий лагерь»

##### Кейси Митчем
Роль исполнил: Тимоти Адамс (В постоянном контракте: c 06 января 1997 года по 31 декабря 1999 года.)
Кейси — был чутким и мускулистым пляжным спасателем — храбрецом и просто хорошим человеком, которого знали и уважали многие в городе, а также борцом за свои идеалы, борцом «зеленых» — за сохранение окружающей среды, некоторое время он воевал с компанией Грегори Ричардса, которая часто нарушала «зеленые нормативы», но в конце концов был все таки нанят им в свою корпорацию «Либерти» — как «специалист по связям с общественностью». Было очень не много девушек в городе — которые бы не захотели бы знать его и встречаться с ним и когда юная девушка Мег Каммингс приехала внезапно в Сансет-Бич, переехав туда и сбежав туда после измены своего жениха — Тима Трумэна — он приветствовал её там с распростёртыми объятиями, предложив ей комнату для ночлега вместе с ним, после того как он спас её в первый день приезда, вытащив её из воды, спас в результате её ограбления… Его лучшим другом — был также Майкл Борн — афроамериканец и ещё один спасатель, а также его близкий коллега. В самом начале шоу Кейси впервые повстречал Рэй Чанг, молодого доктора из «Медицинского Центра» Сансет Бич, от которой у него почти сразу же перехватило дыхание, но поначалу она свиду не проявила такого же взаимного интереса и симпатий к Кейси. Они оба решили поиграть на розыгрыше аукциона на прибрежные дешёвые дома в складчину, чтобы позже случайно обнаружить, что они выиграли и купили один и тот же дом на двоих, решив заплатить за него поровну. Решив вместе в нём жить, они назвали его: «Серфинг Центр», а заодно они пригласили туда жить всех своих друзей — квартирантов, чтобы медленно и сообща делать там ремонт своими силами — прежде чем окончательно расселиться там — по своим комнатам. Когда Рэй должна была вынужденно выйти замуж за молодого человека по имени — Вей-Ли - молодого и респектабельного бизнесмена, которого для неё подобрали её родители, Кейси помог Рэй, притворившись её мужем, решив поучаствовать в её обмане ее родителей. Это привело также к чему-то вроде легкого соперничества между Кейси и Вей-Ли, когда он прибыл в Сансет-Бич, чтобы увидеть Рэй, но это так и не переросло во что-то более серьёзное, поскольку Рэй и Кейси действительно, в конце концов, полюбили друг друга. В конце концов совместный обман Кейси и Рэй раскрыт её родителями, и Рэй в конце концов поняла (не без участия манипуляций и давления Вей-Ли и её родителей), что все-таки — она всегда испытывала чувства лишь к Вей-Ли, в конце концов: покинув Сансет Бич навсегда и выйдя, в конце концов, за него замуж…
Кейси — был очень расстроен из-за этого совершившегося факта, но его жизнь должна была течь дальше и он должен был идти вперед, преодолев все трудности и не перед чем не останавливаясь… Когда Алекс Митчем, его мать — известный фотожурнальный репортер с мировым именем — приехала в Сансет-Бич — вместе со своей тяжелой болезнью, о которой она впервые услышала от Тайуса Робинсона, только-только — приехав туда, она все-таки решила скрыть этот смертельный недуг — рак на 4-й стадии — от своего родного сына, но рано или поздно Кейси осознал правду и понял что к чему. Следующие несколько месяцев Кейси заботился о ней, уехав с ней из Сансет Бич в поисках экспериментального для неё лечения. До конца 1997 года Кейси тратил время на заботу о своих друзьях и о своей матери, и фактически отказываясь от своей собственной личной жизни. Он также был одним из переживших сюжетный миницикл «Острова Ужасов», на котором орудовал психопат и серийный убийца в маске и едва не стал там его жертвой…
В 1998 году, в апреле, Кейси внезапно повстречал Сару Каммингс, младшую сестру Мэг, которая приехала из Вашингтона, убегая от своих проблем, и вскоре они вскоре поняли, что полюбили друг друга. Кейси помог Саре порвать с «призраками» своего скандального прошлого с женатым политиком, которые некоторое время не оставляли её и в Сансет Бич, и она была счастлива тем, что её спас, укрыл и утешил от её проблем такой сильный, мужественный и "прекрасный белый рыцарь". Поначалу Сара утверждала перед Кейси, семьёй и всеми что все эти слухи про неё и конгрессмена были сплетнями - намеренно раздутыми журналистами в свою угоду, но потом однажды чуть не доведённая до отчаяния и самоубийства, когда она попыталась покончить с собой, чуть не утопившись в океане, Сара призналась Кейси, который вовремя успел подоспеть к ней на помощь и вытащить ее из воды, что эти слухи были правдой, что она действительно спала с этим конгрессменом. В тот момент он наконец понял и почувствовал, что полюбил Сару. Затем он и она, они оба попытались справляться с бывшей подругой Сары — Мелиндой Фолл — и тем же «оружием», что она использовала некогда против них, чтобы отплатить ей теми же серьёзными проблемами, которые она доставляла им некоторое время и смогли добиться этого в коннце, втайне записав шокирующий компромат на неё и отдав его своим знакомым журналистам… Таким образом их связь стала ещё более серьезной и крепкой… В то же время у ее старшей сестры Мег внезапно начали возникать частые проблемы с Беном, жена которого только что «вернулась из мёртвых» и поселилась у него дома, составив постепенно серьёзное противостояние Мег. Сара боялась, что дружба Кейси и Мег может обернуться в конце концов чем-то большим, поэтому вместе с Тимом Трумэном она попыталась разлучить Бена и Мег, пойдя с ним на совместный тайный план с ним против Бена и Мег и Мег и Кейси, чтобы не допустить в результате сближения последних и разлучить первых. Сара продолжала быть и вести себя, как очень неуверенная в себе, и, в конце концов, Кейси узнал о тайном совместном плане, который был несколько месяцев назад — о тайном плане Сары и Тима, и узнав об этом летом 1999 он на некоторое время расстался с Сарой. Затем Кейси все время утешал Мег — которая очень часто находилась у него на его плече и в слезах — из-за проблем который доставил ей её жених Бен и его вернувшаяся в город «воскресшая жена» Мария, также как и их предполагаемый сын — Бенджи и его злобная няня — Тесс Марин, и они оказались в недолгих отношениях, и казалось что между ними развилась романтическая привязанность, особенно когда Мег снова переехала к нему после разрыва с Беном, но их любовь никогда в принципе и не выходила за рамки хорошей и крепкой дружбы.
В самом конце Кейси был одним из первых персонажей после Бена и Марии, кто был похищен Дереком Эвансом - вновь вернувшимся в город и вновь выдававшим, как и прежде, себя - за своего брата-близнеца Бена: начиная с осени 1999. Но в конечном итоге, оказавшись в одной ловушке вместе в одном подвале вместе с Сарой, Беном, Мег и Марией в декабре 1999, им удалось справиться со своими похитителями и выбраться из плена. После всего пережитого — Сара и Кейси обручились и оказались снова вместе в конце сериала, наконец, по-настоящему воссоединившись.

##### Марк Уолпер
Ник Стэбайл(В постоянном контракте: с 6 января 1997 года — по 20 января 1998 года)»
Молодой и эннергичный диджей, официант и просто приятный и общительный молодой человек — вот что из себя представлял Марк. Он был веселым, энергичным, добрым ко всем и лучшим другом для многих людей в Сансет Бич. Он переехал в «Серфинг Центр» — в небольшой деревянный домик на берегу дома вместе со всеми остальными своими друзьями — Кейси, Рэй, Мэг, Ванессой, Вирджинией, Джимми, Габи и Майклом — ещё сразу после того как он был куплен. И они всеми силами его ремонтировали сообща, прежде чем окончательно расселиться там по своим комнатам. Он влюбился в Тиффани Торн и с самого начала: с самого первого дня её приезда в Сансет Бич — он заботился о ней, устроив ей временное жилье в виде заброшенного детского сада, когда она ночевала на пляже и ей негде было жить, он втайне рассчитывал на интимную близость с ней за эту помощь, но этому, как и их любви никогда не суждено было развиться дальше, так как она смотрела лишь — на Шона Ричардса — как на свою будущую опору и парня. Он даже подрался с ним из-за неё в особняке своего босса — Бена Эванса, выясняя с ним отношения, в результате чего — Шон получил почти смертельный удар головой об камин. А впоследствии — Шон едва не умер в процессе опасной для его жизни операции, с смертельно опасным риском дальнейшего исхода и возможными долгими дальнейшими проблемами со зрением, но к счастью для Шона и Марка — все обошлось, и эти проблемы вскоре сошли на нет. Но все это фактически свело на нет его любовный треугольник с Шоном, так как Тиффани окончательно выбрала Шона, поселившись у него. А позже Тиффани уехала из Сансет Бич, написав в прощальной записке Шону, что всегда любила Марка, а не Шона (как оказалось — в результате продиктованной и написанной под давлением матери Шона — Оливии). Он также дружил с Мег Каммингс и позже незадолго до своей смерти признавшись также ей, что полюбил её. Они всегда были близки, но она была влюблена только лишь в его босса и его давнего друга — в Бена Эванса, а его воспринимала просто как хорошего друга и советчика. Сценаристы решили убить его во время сюжетной линии «Острова ужасов» в конце января 1998 года. Во второй половине 1997 года он также проявлял интерес — к Габи Мартинес, но Габи была изнасилована своим собственным отцом, как выяснилось немного позже, и он никогда не настаивал на большей близости, он простил её, узнав что она солгала, что Рикардо её изнасиловал, хотя и сам хотел её, но его жизнь была внезапно прервана серийным убийцей на острове и у них не получилось возможности развить эту историю немного дальше…

##### Ванесса Харт
Роль исполнила: Шерри Сом (В постоянном контракте: с 6 января 1997 года — по 31 декабря 1999 года. Сом выиграла Emmy Daytime за свою игру)»
Молодая, привлекательная, красивая журналистка с агрессивными манерами по имени — Ванесса — вошла в мир Сансет-Бич, когда пяжный спасатель - афроамериканец - Майкл Борн спас её от смерти из-за проезжавшего возле ее дома и чуть не наехавшего на неё лиммузина, а затем чуть позже он спас её также и от грабителя. У Ванессы было очень много неприятностей и проблем из-за статьи, которую она втайне ото всех готовила, в то же время пытаясь спасти Лашенду и Джалин Маххаммед от её мужа и отца девочки — Джо-Джо/Джаммаля Маххаммеда(про которого она втайне собирала материалы для своей будущей статьи) и который оказался близким и давним другом Майкла и который некоторое время на них охотился. Казалось что Майкл всегда был рядом и прибегал на помощь к ней, чтобы спасти её и вытащить из беды - её и девочку, которую она прятала у него от сумасшедшего папочки. Надеясь спрятаться от преследования, Ванесса поселилась у него. Но когда эта ситуация с Джо-Джо в конце концов разрешилась, Ванесса решила ненадолго уехать в Гонконг, надеясь пойти вверх по своей карьерной лестинице, по секретному заданию её нового босса — Грегори Ричардса, но обещала хранить свою любовь и верность своему возлюбленному — Майклу. Спустя несколько дней Ванесса вернулась домой, но шанс на любовь к Майклу стал немного затруднительным. Подруга Майкла из прошлого, Вирджиния Харрисон - переехала к нему жить, в его вместе с Кейси дом, и отвоевала комнату над гаражом, по соседству с его; Вирджиния была давно втайне влюблена в Майкла и она часто использовала своего сына Джимми Харрисона, чтобы получить то, что она хотела. Вирджиния решила сделать все, чтобы разрушить отношения счастливой пары. Также вскоре для всех обнаружилось, что Майкл убил её мужа.
До сведения Ванессы наконец постепенно начало доходить, что Вирджиния была на самом деле была больше, чем та, за которую себя выдавала. Вирджиния начала пытаться привлечь внимание Майкла и Ванессе это не понравилось. Когда Ванесса и Майкл уехали на романтический уникенд в загородный домик в горах, Вирджиния последовала втайне за ними на временно угнанной машине своей подруги и подожгла его, чтобы помешать им заняться там любовью в первый раз. Позже Ванесса поняла, что это сделала она, но Майкл отказывался верить ей — в то что Вирджиния на это способна. Все это становилось очень весело, потому что Ванесса начала постоянно следить за жизнью Вирджинии. Вирджиния же в свою очередь тоже начала тщательно втайне исследовать прошлое Ванессы и поняла в конце концов, что у Ванессы была мать, которая страдала от генетического Синдрома Мартина и уже долгие годы находилась на лечении в больнице, и она решила использовать эту полученную информацию в своих тайных интересах и в своих корыстных планах, чтобы избавиться от неё раз и навсегда.
Она решила воспользоваться помощью Миссис Моро, чтобы получить зелье, которое может заставить Ванессу думать, что она тоже заболела Синдромом Мартина. Ванесса испугалась и решила покинуть Сансет-Бич, чтобы огородить Майкла проблем которые бы последовали если бы она открылась ему в этом. Майкл был в отчаянии, когда подумал, что Ванесса решила покинуть город, убежав от него. Тем временем Ванесса пряталась втайне на квартире в его старом пригородном квартале у своего врача — Тайуса Робинсона, который убедил её не покидать город, пока он не отыщет для неё лекарство от её болезни. Тайус влюбился в Ванессу, но у неё не было к нему таких же любовных чувств. Тайус работал над лечением Ванессы, и все были ошарашены, когда симптомы болезни Ванессы «расстворились» сами собой. Ванесса и Майкл наконец вновь объединились, но их счастье длилось недолго. Тем не менее Вирджиния придумала ещё один шокирующий план.
В вечер свадьбы её подруги Мэг Каммингс и Бена Эванса, она использовал наметку для поливания индейки и сперму Тайуса (которую она украла из местного банка спермы), чтобы «влить её в Ванессу», проведя этими действиями: — «операцию по искусственному оплодотворению». Ванесса вскоре узнала, что была беременна. Для того чтобы Майкл поверил что она изменила ему пока жила с Тайусом, она также решила использовать и другой «трюк». Она сделала шокирующие и «компрометирующие фото Ванессы и Тайуса» вместе в обнимку на кровати предварительно раздев их, и поэтому они подумали, что они могли вместе переспать, пока они жили вместе. Вскоре Майкл узнал правду о беременности Ванессы и был счастлив, пока не узнал, что Тайус мог быть на самом деле отцом ребёнка Ванессы.
Ванесса и Майкл расстались, но Тайус был готов стать хорошим отцом для ребёнка Ванессы. Но несколько недель спустя, в результате, после очередноного спора с Вирджинией, Вирджиния толкнула её ночью под пирсом и Ванесса потеряла ребёнка. Когда казалось, что Ванесса и Майкл снова сближаются, но это было далеко не так, так как Ванесса и Майкл были далеки от полного воссоединения из-за лжи Ванессы ему в прошлом, Вирджиния же окончательно потеряла его после этого случая, а Тайус — своего ребёнка и Ванессу. Вирджиниях попала в психушку, так как была вынуждена была раскрыть свои злодеяния и преступления до этого. Затем, Майкл попытался предложить Ванессе выйти за него замуж а Тайусом быть шафером на их свадьбе, через несколько месяцев, после их долгих отношений основанных на лжи и их расставания, и в финальном эпизоде, Ванесса и Майкл, наконец, поженились.

##### Майкл Борн
Роль исполнил: Джейсон Уинстон Джордж (В постоянном контракте: с 06 января 1997 года по 31 декабря 1999)
Майкл был местным пляжным спасателем, часто патрулируя городские пляжи со своим другом и коллегой - Кейси Митчемом, вместе с ним он заехал в его новый дом - Серфинг Центр - сообща вместе с ним, а также со многими другими его друзьями. История Майкла в сериале началась тогда, когда он спас молодую журналистку Ванесса Харт от стремительно надвигающейся смерти из-за проезжавшего лимузина. Ванесса сназу очаровала сердце Майкла и они начали встречаться. У Ванессы было много неприятностей из-за статьи, которую она писала, пытаясь спасти Лашенду вместе с Джалин Маххаммед от ее сумасшедшего мужа, а также отца ее дочери криминального воротилы Джо-Джо (Джаммаля) Махаммеда, который очень внезапно для нее - оказался другом Майкла. Ванесса обнаружила, что прячется от них, а Майкл всегда был рядом, чтобы спасти ее. Когда данная ситуация с ДжоДжо разрешилась сама собой и у Джо-Джо не получилось их убить, Ванесса решила уехать в Гонконг по секретному заданию ее нового босса - Грегори Ричардса для освещения важных событий, как журналистка. Майкл был опечален этим. Пару недель спустя Ванесса все таки вернулась обратно домой, но шансы на любовь и счастье с Майклом были немного подорваны. Подруга Майкла из прошлого, Вирджиния Харрисон, была влюблена в Майкла и часто использовала своего сына Джимми Харрисона, чтобы получить то, что она хотела. Вирджиния сделала все, что могла, чтобы разрушить жизнь счастливой пары. Позже выяснилось, что Майкл случайно убил мужа Вирджинии во время бандитских разборок в его далёком криминальном прошлом, а ДжоДжо помог Майклу взяв всю вину в произошедших событиях на себя(И все для того, чтобы потом заставить Майкла "платить за эту помощь")
Во время сюжетной линии "Острова ужасов", когда Мег и ее друзья отправились на загадочный остров со старинным домом, Вирджиния несколько раз пыталась убить Ванессу, но в результате она так этого и не сделала, так как им(и ей в том числе) гораздо больше пришлось беспокоиться об объявившемся серийном убийце-психопате в маске,  сеющему настоящий террор и ужас по ночному острову. Вирджиния начала свое расследование о  прошлом Ванессы и поняла, что у Ванессы была мать, страдавшая синдромом Мартина, и она решила использовать это в своих тайных и корыстных целях и интересах. Она воспользовалась помощью миссис Моро, чтобы достать зелье, которое могло заставить Ванессу думать бы, что ей передался от ее матери. Ванесса испугалась и решила покинуть "Сансет Бич", чтобы избежать встречи и объяснений с Майклом. Майкл был в отчаянии, когда Ванесса внезапно исчезла из его жизни. Тем временем Ванесса пряталась у Tyus Robinson дома. Тайус влюбился в Ванессу, но она не испытывала к нему таких же чувств. Тайус работал над лекарством для Ванессы, и все были удивлены, когда симптомы болезни Ванессы "расстворились" сами собой. Ванесса и Майкл наконец воссоединились, но их счастье длилось недолго. Вирджиния придумала еще один тайный заговор, более больной и безумный план.
В ночь свадьбы Мег Каммингс и Бен Эванс Вирджиния использовала наметку для поливания индейки, чтобы ввести сперму Тайуса (которую она украла оставленную им в местном банке спермы) в Ванессу и оплодотворить ее. Ванесса вскоре узнала, что беременна. Вирджиния также инсценировала еще одну сцену. Она сфотографировала Ванессу и Тайуса вместе на кровати, чтобы все подумали, что они занимались сексом, пока они жили вместе. Майкл вскоре узнал правду о беременности Ванессы и был определенно шокирован. Ванесса и Майкл расстались, и Тайус утешал Ванессу. Несколько недель спустя, будучи на гране разоблачения, Вирджиния толкнула Ванессу на пляже под пирсом и той случился выкидыш. Когда, казалось, что Ванесса и Майкл снова начали сближаться, Вирджиния окончательно сошла с ума. Признавшись в своих преступлениях против пары перед всеми, она попала в психиатрическую больницу. Ванесса и Майкл оба были шокированы. Несколько месяцев спустя, после примирения и расставания, в финальном эпизоде Ванесса и Майкл наконец поженились.
По задумке сценаристов сюжетная линия же Майкла и Ванессы в сериале была часто изолирована от других персонажей, фокусируясь в основном либо на них двоих, либо на Вирджинии, но никогда не выходя далеко за грани линии этих персонажей и все ради того чтобы сильно не смешиваться с другими.
Джейсон Уинстон Джордж так прокоментировал о наступающих трендах своей сюжетной линии в мыльной опере:
Я в замешательстве. С одной стороны, я рад, что история представляет хорошее, плохое и уродливое. Какое-то время афроамериканцы всегда проявляли себя как головорезы и "плохие парни", а затем какое-то время они проявлялись только как совершенно хорошие люди, которые не совершают ничего плохого. Теперь у нас есть веяния по всем направлениям. Это круто. Но в то же время мы потеряли всякое взаимодействие с кем-либо еще на шоу. Но ситуация меняется, и я рад этому, потому что считаю, что взаимодействие должно быть.
— Джейсон Джордж (об изолированной сюжетной линии)

#### «Азиатский под-лагерь Кейси Митчема-1»

##### Рэй Чанг
Роль исполнила: Келли Ху (В постоянном контракте: с 7 января 1997 года по 5 июня 1997 года)
Доктор Рэй Чанг — была представлена в сериале с самого начала — со второй серии, как врач и молодой доктор «Медицинского Центра» Сансет Бич, который осматривал Мег после её несчастного случая в море, когда Кейси привез её к ней. Рэй решила поиграть на аукционе, чтобы купить и выиграть дешёвые прибрежные деревянные дома в складчину со скидкой, и оказалось вскоре, что она хочет купить один из выигранных ею домов, также как и молодой, её недавно знакомый спасатель — Кейси Митчем, и они решили купить его вместе, назвав его «Серфинг Центр». Они быстро поняли, что очень нравятся друг другу и что они полюбили друг друга, но Рэй всегда откладывала свои симпатии к Кейси в сторону, хорошенько боявшись своих чувств к нему из-за её старообрядческого консервативного азиатского воспитания со стороны её родителей, так как её родители надеялись заставить её выйти замуж за человека - жениха, которого они ей подобрали и за которого она внутренне не хотела выходить - за Вей-Ли Янга. Рэй притворилась, что она замужем за Кейси перед своими родителями в те минуты, когда они внезапно к ней нагрянули в гости в Серфинг Центр, в котором они с Кейси во всю жили на тот момент и в тот момент делали совместный ремонт в гостинной, надеясь внутренне отвадить их от этой идеи и сказала им что она полюбила Кейси и они поженились и о том что она бы хотела чтобы "они полюбили его также как любит она", но в конце концов вынуждена была рассказать им правду во время их очередного визита к ним спустя три месяца. Её родители были очень огорчены ложью Рэй: не силах простить свою дочь, если она не выполнит их поставленный ей ультиматум. И хотя на какое-то время, казалось, что Кейси удается повернуть ситуацию в свою пользу со стороны Рэй: они открылись друг другу о своих внутренних проблемах связанных с их семьями, Кейси несколько раз целовал ее и они даже занялись один раз любовью, ситуация, тем не менее стала более сложной вместе с приездом самого бывшего жениха Вей-Ли. Вей-Ли делал все, чтобы очаровать Рэй и повернуть ситуацию с обманом её родителей в свою пользу, и в конце концов она поддалась давлению родителей, уехала из города и вышла замуж за Вей-Ли, согласившись на новую, более престижную работу врачом в Сан-Франциско по условиям прощения ее родителей. Её персонаж был списан всего через несколько месяцев спустя после того как сериал начался.

##### Вэй-Ли Янг
Роль исполнил: Стивен Винсент Ли (В постоянном контракте: с 19 марта 1997 года по 20 июня 1997 года)
Вей-Ли Янг был — был представлен в сериале с 52-й по 118-ю серию — в качестве бывшего нерадивого жениха Рэй Чанг, и приехал в Сансет Бич в то время в качестве руководителя компании, одним из дел которой было поиски редких лекарств от рака, когда Рэй начала строить отношения, жить и встречаться с Кейси Митчемом. Его предыстория была таковой, что свадьба Рэй и Вэй-Ли сделала бы их семьи деловыми партнёрами, однако изначально Рэй не хотела выходить за него замуж и поддаваться давлению её родителей, оставив их отношения в сторону и переехав в Сансет Бич. Когда её родители приехали в город, чтобы её они отказались от идеи выдать её за него замуж, она сказала им что они с Кейси теперь женаты, обманув их и попытавшись за тем, когда он прибыл в Сансет Бич, обмануть и его тоже. Но Вэй Ли первым понял эту «удочку», поняв, что с «браком Кейси и Рэй» — было что-то не чисто и что то не то, осознав, в конце концов, первым и поняв правду. Различными хитростями, уловками и манипуляциями он пытался вернуть свою невесту и для этого часто использовал обман Рэй своих родителей, которые были разозлены на дочь узнав, что Рэй солгала им и обыграть в битве за неё Кейси Митчема, однако мускулистый спасатель — Кейси тоже не собирался так легко сдаваться, и однажды они даже занялись любовью с Рэй в конце мая 1997. К сожалению все это произошло незадолго до отъезда Рэй из Сансет Бич, так как Вэй-Ли все таки удалось поменять ситуацию с Рэй и её родителями — в свою пользу и Рэй уехала вместе с ним в Сан-Франциско, выйдя за него замуж и поддавшись их давлению в конечном итоге.

##### Мистер Чанг
Роль исполнил: Джордж Чунг (Роль постоянно эпизодически появляющаяся с 17 января 1997 года по 05 июня 1997 года)
Мистер Чанг — был консервативным отцом главной героини первой сотни серий — доктора Рэй Чанг, отцом и бизнесменом из китайской диаспоры в Сан Франциско. Он приехал в Сансет Бич вместе с женой, когда Рэй купила новый дом с молодым спасателем Кейси Митчемом, чтобы узнать внезапно что их дочь втайне от них вышла за него замуж. Как оказалось, Рэй солгала им, так как она не хотела чтобы он вместе с женой выдал замуж за человека, за которого она внутренне и изначально не хотела выходить, человека на которого мистер Чанг имел виды — как на будущего зятя его дочери и его делового партнёра — Вэй Ли Янга. Родители Рэй были не очень обрадованы этой новостью, но в конце концов поддержали начинания Кейси в качестве юриста и его светлый и хоррший образ, в качестве мужа их дочери и их зятя. Приехав к дочери во второй раз, он вместе со своей женой решили завещать Кейси все свое состояние и прислали подарки от его деда. Рэй была в шоке и была вынуждена рассказать отцу и матери правду. Мистер Чанг был зол на свою дочь, и для того чтобы её родители простили свою дочь, она должна была следовать четким условиям их ультиматума… Она должна и вынуждена была согласиться на брак с Вэй Ли и уехать в Сан Франциско вместе с ним и с ними и согласиться там на новую престижную работу — врача — там… Он и его жена были настойчивыми, и никакие убеждения и мольбы Рэй и Кейси не помогали им отказаться от их предъявленного ей ультиматума, чтобы они простили её. В конце концов Рэй была вынуждена поддаться их давлению — своих родителей и Вэй Ли и уехать с ними из Сансет Бич, согласившись на их условия, чтобы они простили её…

##### Миссис Чанг
Роль исполнил: Ирен йя-линг сан (Роль регулярно эпизодически появляющаяся : с 17 января 1997 года по 05 июня 1997 года)
Была матерью Рэй и женой мистера Чанга, которые приехали навестить дочь в Сансет Бич в январе 1997, чтобы узнать вместе с ним что она пошла против их воли и вышла замуж за Кейси.После нескольких недель прибытия в Сансет Бич, они на время уехали, чтобы через некоторое время вернуться и узнать что свадьба Кейси и Рэй была фикция от своей дочери. Миссис Чанг не была столь категорична в отношении дочери узнав о ее лжи и даже встретилась с ней один раз без него в Сан Франциско во время ее визитак ней,но во всем всегда поддерживала своего мужа и была на его стороне, что бы он не решил. А Мистер Чанг был более жесток в отношении поставленного дочери ультиматума по отношении к Рэй, для того чтобы они простили ее.

#### «Под-лагерь Кейси Митчема-2»

##### Алекс Митчем
Роль исполнила: Барбара Мандрелл (регулярно, периодически повторяющаяся: с 05 июня 1997 — по 14 июля 1997 года, с 09 декабря 1997 года по 15 января 1998 года)
Алекс была представлена нам почти сразу после уезда из города подружки её сына Кейси — Рэй Чанг, когда он испытывал боль в связи со своей утратой и находился в Сансет Бич со своим разбитым сердцем. Алекс не хотела наваливаться на сына со своими внезапными проблемам, которые на неё обрушились, так как он ещё не оправился от предыдущих, больше доверившись в них — его близкому чёрному другу — коллеге-спасателю — Майклу Борну, узнав внезапно вместе с ним что заболела раком и находится на последней стадии, и что она умирает. Некоторое время она скрывала правду, сумев убедить поклясться Майкла, что он не скажет ничего Кейси, но потом внезапно, когда Алекс потеряла сознание и оказалась в больнице — вся "злосчастная правда" — внезапно "выплыла" и "вылилась" наружу для шокированного Кейси. Кейси был взбешён на своего друга, некоторое время не в силах простить его ложь, но в конце концов они с ним помирились, как впрочем и Кейси и Алекс, особенно после того как Кейси и Алекс уехали в Осло — в поисках экспериментального для неё лечения. В дальнейшем Кейси во всем её поддерживал и решал в основном её проблемы и проблемы своих друзей, так что у него оставалось мало времени на свою личную жизнь. В конце концов было показано, что Алекс в начале декабря сумела излечиться от рака и что рак был в стадии ремиссии, в то же время она начала на-какое то время начала завязывать весьма теплые отношения — с Грегори Ричардсом, вместе с которым она после своего развода — состояла в деловом партнёрстве в качестве очередного держателя крупного пакета акций в «Либерти корпорейшн» — казавшиеся ей чем-то большим, чем просто простая дружба и совместная работа, и именно тогда, когда тот — был близок к разводу — с её давней и ближайшей подругой Оливией, но в отличие от других персонажей (от Энни Дуглас), Алекс — не стала мешать дальше их браку и ещё больше расшатывать его отношения с Оливией своим романтическим интересом к Грегори(к которому её сын — Кейси относился весьма неодобрительно и настороженно), убеждая их сделать уверенные шаги на пути к своему примирению и покинула Сансет Бич — с неизвестным финалом, чтобы никогда не возвращаться туда на протяжении оставшегося времени пробега шоу…

#### «Афроамериканский под-лагерь Майкла Борна»

##### Джаммаль Маххамед (Джо-Джо Морган)
Роль исполнил: Масхонд Ли (В постоянном контракте, среднезначимая фоновая роль: с 16 января 1997 года — по 29 февраля 1997 года)
Джаммаль Маххамед был представлен в сериале с 8-го эпизода как давний друг Майкла, на которого Майкл рассчитывал в беде с его новой знакомой подругой — Ванессой Харт. На Ванессу была объявлена охота криминальными шишками из-за статьи которую она втайне готовила. И некоторое время она втайне держала у себя дочку её информатора для её материалов для статьи дочку — Лашенды Маххамед — Джаллин Маххамед, надеясь опубликовать громкую сенсацию о якобы филлантропе — её муже Джаммалле Маххамеде, а на самом-то деле — мизантропе — главном киллере — убийце и бандите, проворачивающего крупные махинации с недвижимостью. Несколько раз она была вынуждена была спасаться от вооруженных до зубов наемных убийц, а Майкл был вынужден спасать и прятать её с девочкой у себя до тех пор, пока не была показана правда — что некий таинственный и давний друг Майкла, на которого Майкл — рассчитывал в помощи, чтобы втайне спрятать Ванессу, Лашенду и девочку от «сумасшедшего папаши» и был этим человеком, то есть: и был тем человеком, про которого Ванесса втайне готовила свои материалы для её будущей статьи и именно тем человеком, который хотел её убить и присылал к ней наемных убийц для этого. Также выяснилось что он втайне связан был с Грегори Ричардсом, и что будущая статья Ванессы могла навсегда погубить их обоих. Грегори приказал Джо-Джо избавиться от Ванессы и просто убить её. Ванесса решила спрятаться от Майкла, но потом была вынуждена рассказать ему все, что узнала о нём и «его друге». Майкл был в шоке и не поверил Ванессе, пока сам не понял то что говорила про него Ванесса от своего старого друга — Джо-Джо при очередной встрече с ним: что он и был тем бандитом и головорезом, и все то что говорила о нём Ванесса, было на самом деле правдой. Майкл был в шоке и надеялся прекратить со своим теперь уже бывшим другом всякие связи. Но в то же время: надеясь перехватить материалы для готовящейся сенсации Ванессы, он захватил Майкла в заложники, угрожая Ванессе его убить, если она не принесет ему и не передаст ему компрометирующие его материалы для статьи — до тех пор пока они не смогли выбраться из расставленной ловушки "Джо-Джо" убежать от него с его потайного портового склада — вырубив и нокаутировав его. Его последнее появление было замечано в 38-39 сериях, когда он отправился на Доминиканские Острова по указанию его таинственного босса — Грегори Ричардса, после его неудачного «дела» с Майклом и Ванессой.

##### Тайус Робинсон
Роль исполнил: Рассел Кэрри (В постоянном контракте, среднезначимая фоновая роль: с 19 июня 1997 года по 31 декабря 1999 года)»
Тайус Робинсон был ещё одним типичным врачом мыльных опер. Он был назначен дежурным врачом местной больницы «Саос Бэй» — после ухода из сериала другого молодого доктора — «Медицинского Центра» Сансет Бич — Рэй Чанг, которая не так давно — уехала навсегда из города в Сан Франциско. У него никогда не было особой собственной сюжетной линии, но он был вовлечён в различные истории связанные с пребыванием героев сериала в больницах и в различные медицинские случаи связанные с врачами. Будучи введен, изначально, как наблюдающий врач-акушер Оливию Ричардс — во время её начавшейся беременности, особенно когда та планировала сделать аборт, так как не была уверенна, кто же отец вынашиваемого ею ребёнка — её муж или её бывший любовник — Коул Дешанел, но благодаря его убеждениям и убеждениям её семьи, в конце концов, решила отказаться от этой затеи, желая вначале пройти ранний тест на отцовство будущего ребёнка до его рождения; затем он был вовлечен (хотя в принципе и не догадываясь об этом) в историю о похищении её ребёнка и передаче его в руки её дочери Кейтлин… Затем он был вовлечён также в историю с злобным братом близнецом-убийцей, будучи врачём Бена Эванса, после того как его родной брат похитил его и держал несколько месяцев на безлюдном складе и затем под видом неизвестного наркомана избил его. Тайус едва не стал очередной жертвой Дерека, но к счастью все обошлось, так как брат Бена передумал убивать его. Вскоре также оказалось, что он был давно знаком с Вирджинией и Джимми Харрисоном — ещё с тех времён, когда он жил и работал в их старом криминальном пригородном районе Лос-Анджелеса — Южном Централе, констатируя также смерть застреленного мужа Вирджинии на скорой помощи. И что он развил романтические чувства к Ванессе Харт, которая несколько раз брала у него интервью. Его следующая сюжетная линия — была связана Ванессой, которую надеялась погубить её тайная и жестокая соперница — Вирджиния Харрисон, заставив поверить, что у неё был Синдром Мартина — страшное генетическое заболевание, которое было и у её матери, втайне опрыскав её платья и лосьоны для тела и для лица колдовским зельем Вуду — от специалиста по тёмной магии — его давней соседки Миссис Моро, чтобы отравить её, отправив надолго в больницу и убедить её, что ей на самом деле передалась по наследству — эта страшная болезнь её матери.
Тайус всеми силами пытался вылечить Ванессу и в конце концов он сумел справиться с её болезнью. Затем, он влюбился в неё, но она всегда любила лишь Майкла Борна, и он — не делал сильных, решительных и разрушительных шагов, чтобы «отвоевать» её у него, в отличие от агрессивно настроенной против Ванессы — Вирджинии, будучи всегда загружен своей работой в госпитале. Тем временем следующий план Вирджинии — стал по истине — ещё более душераздирающим и отвратительным…
Она сумела выкрасть сперму Тайуса из местного отделения «Банка Спермы — Сансет Бич», зная что Майкл был бесплоден в результате прошлой истории, а Тайус заморозил свою сперму, а затем сумела также «влить» её в Ванессу при помощи наметки для поливания индейки, предварительно усыпив её, дав ей торт со снотворным на торжестве несостоявшейся первой свадьбы Бена и Мег.
Немного позже — Ванесса забеременела и Ванесса, сама предполагая, но боясь истинной правды, скрывала истинные сроки своей беременности и тот факт что они могли переспать с Тайусом, когда они жили вместе в его старой квартире во время истории Синдрома Мартина, и были под галлюцинациями, экспериментируя с новым лекарством для неё, и могли невольно стать «жертвами» «его побочных эффектов», а позже всё-таки выяснилось, в начале 1999 года, что ребёнок был и вправду от Тайуса. Майкл был зол и они с Ванессой на некоторое время расстались — до тех пор пока козни и ложь Вирджинии — не пришли к окончательному краху и разоблачению. Тайус был готов стать отличным и хорошим отцом для её будущего ребёнка, но прежде чем это могло случиться, Ванесса потеряла своего ребёнка в последних неделях своей беременности, после того как — Вирджиния, которая была на гране разоблачения перед Ванессой, в порыве своей злобы толкнула её ночью на пляже, чтобы заставить её молчать об этом случае с беременностью, которую она и сделала, после чего в том числе благодаря, в основном, ему, Вирджиния была заперта и надолго в стенах местной психиатрической клиники: «Дубовая Роща» (там же, где она навещала в прошлом как переодетая медсестра больную мать Ванессы), сознавшись перед этим в своих преступлениях перед ним, Майклом и Ванессой, а Джимми отправили на воспитание к его родной тёте. В Истории об убийстве Франчески Варгас, он сфальсифицировал результаты вскрытия трупа Франчески, как врач якобы констатировавший её смерть — в качестве шага помощи и надежды, чтобы помочь Коулу и Энни найти истинного убийцу — мисс Варгас. Во время оставшегося пробега — последней части шоу в 1999-м году Тайус сумел восстановить отношения и вновь «подружиться», сблизившись как и с Ванессой, вылечив также её больную синдромом мать — Лину — ближе к концу и подружиться с Майклом и был, в конце-концов, шафером на их долгожданной свадьбе в паре вместе с Беном и Мег.

##### Стейси
Роль исполнила: Бонни Хелман (В постоянном контракте, среднезначимая фоновая роль: с 19 июня 1997 года по 31 декабря 1999 года)»
Стейси была - евроамериканкой белой медсестрой у афроамериканского врача - доктора Тайуса Робинсона и работала в его клинике Саос Бэй и была вовлечена почти во все его запланированные им дела и медицинские случаи, начиная с приема и наблюдения забеременевшей Оливии Ричардс, ее попыток сделать аборт, наблюдением за выдачей результатов анализов Коулу и Кейтлин на СПИД, и выдачей результатов ультразвуковых исследований им в процессе их прохождения в течении беременностей Оливии и Кейтлин. Она была также вовлечена в аферу Майкла Борна - направленную на его поиск Ванессы, в его попытках незаконного исследования прошлого Ванессы и незаконного раскрытия врачебной тайны Тайуса - чем же больна мать Ванессы, когда он втайне ото всех проник в кабинет Тайуса, надеясь раздобыть нужную ему информацию, чтобы в конце концов узнать где же прячется от него Ванесса и куда же она уехала?

##### Джимми Харрисон
Роль исполнили: Ви. Пи. Оливер (В постоянном контракте: с 19 марта 1997 года — по 26 декабря 1997) и Джеффри Вуд (В постоянном контракте: с 23 января 1998 — по 23 марта 1999 года)»
Джимми Харрисон — был представлен в середине марта 1997 года — как сын Вирджинии Харрисон, злодейки в «Сансет Бич» и «главной суки пляжа». Во время своего пребывания на шоу Джимми — был вовлечен в различные сюжетные линии, но у него не было своей собственной сюжетной линии.  Ему пришлось смириться с тем фактом, из-за свалившегося удара после того, как он узнал о том, что один из его кумиров — Майкл Борн, по сути - очень хороший, ответственный и порядочный человек — который по сути заменил ему — его родного отца(научив его играть в баскетбол и наставив его на "путь истинный", сумев уберечь по жизни его от различных неприятностей, такие как наркотики на улицах и в его школе или случайное и неосторожное вступление в банды) — и был тем человеком, кто на самом деле застрелил его родного отца — Джексона Харрисона во время разборок бандитских группировок в не таком давнем криминальном прошлом Майкла. Некоторое время — он не мог простить его, доставляя изрядные проблемы Майклу и его новой пассии — Ванессе Харт своим неугомонным протестным подростковым нравом, несколько раз его даже ловили на краже в магазине и некоторое время он также угрожал своей матери сдать Майкла в Полицию за совершенное убийство и даже был готов решиться на этот фактический шаг, придя туда, не в силах некоторое время примириться с обрушившейся болью из-за свершившегося факта об убийстве своего отца. Но в конце концов сумел побороть свою злобу и ненависть к нему и простить его, в конце концов, особенно когда он чуть не потерял его во время «Пещерного спасательного случая с Беном и Мег» - в этом сюжетном миницикле. Джимми — также предстояло смириться с тем фактом, что его мать давно мечтала и планировала выйти за него замуж и заполучить его любыми способами. Но в конце концов, простил его и помирился с ним и объединил, с ней в результате на некоторое время усилия, чтобы помешать Майклу и Ванессе в первый раз заняться любовью и их разлучить любыми способами... Он начал поддерживать свою мать(изначально не одобряя её виды на него), которая мечтала отвоевать сердце Майкла Борна у агрессивной карьеристки — журналистки Ванессы Харт для себя самой. В начале 1998 года персонаж был переделан и пересмотрен сценаристами и продюсерами — под участие с более молодым актёром(Джеффри Вудом). В истории «Ударных волн», он едва не попал в смертельную ловушку мощного, обрушившегося на город и проломившее многие пола и крыши старых домов — землетрясения. Казалось, что его мать Вирджиния действительно раскаивалась в своих грехах, когда они с Ванессой объединили на время усилия, чтобы вытащить его из под смертельных завалов обрушившейся старой много этажке в южном старинном квартале города, чтобы найти его, думая изначально, что он погиб, особенно когда Вирджиния нашла его окровавленную кепку. Но Вирджиния - мигом забыла о своем раскаивающемся и унылом тоне правды перед Ванессой, когда оказалось, что Джимми на самом деле выжил и попросту был слегка ранен и застрял в подполе между этажами, и далее, сумев вытащить его целым и относительно невредимым, его мать — продолжила свою жестокую линию борьбы с Ванессой из-за Майкла. В истории проклятых драгоценностей Росарио в конце 1998 года — он едва также не стал жертвой роковой цепочки течения страшного проклятия заколдованных драгоценностей, когда его едва не атаковал опасный для жизни скорпион, который выполз в следствии обрушившегося  проклятия из загадочной и некогда священной статуи, но к счастью для него и его матери — все обошлось, и проклятие драгоценностей и этой статуи завершилось с возвращением их на законное место в церковь к Рождеству 1998 года. Персонаж Джимми Харрисона — был выписан в марте 1999 года, после того, как его мать Вирджинию Харрисон — отправили в психиатрическую лечебницу для душевно-больных преступников и над ним начали смеяться из-за этого в школе. Его тетя забрала его и он отправился в далекий путь - надолго из Сансет Бич — на воспитание к ней, попрощавшись с Майклом и Ванессой в конце этого месяца…

##### Селита Джонс
Роль исполнили: Лиэнн Хамильтон (В периодически повторяющейся второстепенной роли: с 03 августа 1997 по 31 января 1998 года)"
Была соседкой Вирджинии Харрисон по квартире - ещё с тех пор когда она жила в своей старой квартире в своем старом доме - в гетто для афроамериканцев в пригороде Сансет Бич Саос Централ (в Южном Централе) до того как Вирджиния переехала окончательно в Сансет Бич в дом Майкла Борна и Кейси Митчема - в Серфинг Центр. Впервые была представлена в дубле кадра в 140-й серии, когда соперница по Майклу Вирджинии - Ванесса, начала свое журналистское расследование и пришла к ней за ответами о прошлом Вирджинии по поводу убийства ее мужа и ограбления ее квартиры. Селита рассказала Ванессе, что не было никакого ограбления в доме в котором Вирджиния раньше с ней жила за последние несколько месяцев ни в одной из квартир (в чем ложно убедила всех до этого Вирджиния). Также Селита стала невольной пешкой в деле Вирджинии, когда Вирджиния втайне усыпила ее, когда Селита временно приболела - для того чтобы втайне навремя взять и угнать ее машину и все для того, чтобы втайне последовать за Майклом и Ванессой к домику в горах и поджечь его, помешав им там заняться любовью в первый раз таким образом.
Селита Джонс была представлена также как здоровая пенсионерка, которая "всегда ходит пешком и никогда не ездит на автобусе", которая всегда "знала все обо всех", как сплетница(как ее описала Вирджиния). Также Селита стала пешкой в манипуляциях Вирджинии и в другом ее преступном деле и замысле. Например, когда Вирджиния украла ее больничный халат, форму и удостоверение медсестры, чтобы незаконно устроиться на работу в больницу "Дубовая Роща" в процессе плана Вирджинии по исследованию прошлого Ванессы и ее больной матери, в попытках обмануть Ванессу и заставить ее поверить что у нее наследственный инфекционный Синдром Мартина, присвоив к тому же и ее "имя" по удостоверению в больнице, устроившись там медсестрой, где Вирджиния изображала из себя "Селиту Джонс" перед всем персоналом, работая там очень долгое время.

##### Лина Ха́рт
Роль исполнили: Лилиан Леман (В периодически повторяющейся второстепенной роли: с 23 декабря 1998 по 23 марта 1998 года) и Мариан Аалда (В периодически повторяющейся второстепенной роли: с 25 марта 1998 года — по 31 декабря 1997)
Впервые Лина Харт — была представлена в эпизоде от 23 декабря 1997 года, когда Вирджиния Харрисон под видом своей соперницы Ванессы Харт, в процессе исследования прошлого Ванессы, решила выяснить что же Ванесса скрывает и чем больна её мать и решила навестить её вместо неё, вместо её дочери, которая уже долго по настоянию Лины — не навещала её в больнице, украв удостоверение личности Ванессы и сумев проникнуть в палату её уже давно больной матери. Вирджиния пыталась выяснить чем же больна мать Ванессы? Однако, мать Ванессы явно не была настроена на теплый прием по отношению к своей дочери, спрятавшись за занавеской больничной палаты и резко прогнала её, подозвав к себе свою медсестру-сиделку.
Но Вирджиния не собиралась так просто отступать от своих коварных планов, в следующий раз она проникла в палату другим способом, украв удостоверение медсестры, больничный халат и парик у своей старой больной подруги, решив таким образом выяснить чем же больна мать Ванессы. И вскоре она выяснила что она была больна Синдромом Мартина — наследственным генетическим кожным нейродегенеративным заболеванием, атрофирующий сначала кожу затем нервную систему, и наносящее серьёзный урон психике больного, прогрессирующим результатом которого является появление на всем теле крупных морщинистых волдырей на теле. Получив эту информацию в больнице о матери Ванессы, Вирджиния решила использовать её чтобы избавиться от Ванессы раз и навсегда и вычеркнуть её из жизни Майкла, из своей жизни и из жизни этого города, она пошла к Миссис Моро, отнеся ей фото её матери, которое она сделала предварительно работая медсестрой в больнице. И попросила гадалку, чтобы та изобрела для неё зелье, которое бы немедленно превратило бы Ванессу в точную копию своей матери и осуществило бы в реальность все её ночные страхи и кошмары. В следующий раз Вирджиния вернулась в больницу, чтобы обстричь ей ногти и взять кусочки её кожи, которые она подложила втайне, будучи медсестрой, в лоток для проб, подменив сдатый 
образец анализа Ванессы, когда она решила сдать тест, чтобы проверить больна ли она синдромом Мартина или нет. Сумев обстричь ей ногти и волосы, Вирджиния отправилась к Миссис Моро, чтобы та приготовила ей более сильное снадобье, которое она бы смогла бы использовать против Ванессы, и чтобы все тело Ванессы — покрылось такими же крупными волдырями и надолго как у её больной и одержимой матери. Несколько раз несмотря на болезнь в прогрессирующей и запущенной стадии, мать Ванессы приходила в себя и даже узнавала её - свою дочь, особенно когда Ванесса, думая, что заболела себя стала чаще навещать её в больнице, и они даже разговаривали вместе по душам, но потом как обычно снова впала в неистовое забытье, особенно когда Лина узнала, что Ванесса заболела болезнью её болезни и болезнью ее матери. После чего, на некоторое время исчезла из сериала. В конце концов, врач Ванессы — Тайус Робинсон сумел справиться с предполагаемой прогрессирующей болезнью Ванессы, вылечив болезнь Ванессы, а затем и её матери с помощью экспериментального лечения. И мать Ванесса — Лина Харт — приветствовала свою дочь в церкви перед свадьбой Майкла и Ванессы в последних сериях.

##### Миссис Моро
Роль исполнила: Джойс Гай
Миссис Моро была брошена в сериал в различные истории начиная с середины февраля 1998 года и оставалась в сериале вплоть до его официальной отмены, хотя она на время пропадала из него между 400-ми и 500-ми сериями - и всё для того, чтобы вернуться в него с 582-й серии…
Она была представлена в качестве: „высококлассного специалиста по темной магии“, „Жрицы Вуду“, „Колдуньи“, „Ведьмы“ и молодой афроамериканки средних лет и была показана впервые, после того, как Вирджиния Харрисон — обратилась к ней за помощью, принеся ей фото больной матери оной, чтобы „уничтожить“ свою соперницу по её любовному интересу — Ванессу Харт и добиться — в результате — любви Майкла Борна. Вирджиния хотела, чтобы Ванесса — подумала и поверила, что она внезапно заболела генетической наследственной ужасной болезнью своей матери под названием — Синдром Мартина, оставляющий крупные волдыри на коже и уродующей и поражающей в результате тело, мозг и лицо, и унаследовала её от неё. Она попросила её о том, чтобы Моро — приготовила ей такое страшное зелье, которое бы сымитировало бы страшные симптомы болезни. Поначалу Моро отказывалась от многих сделанных ей заказов, но в конце концов, зачастую соглашалась за хорошую и крупную, выплаченную ей сумму. Ванесса была поражена, предварительно готовившись и наряжаясь к своей свадебной помолвке: увидеть в зеркале у себя на теле крупные волдыри на коже, и на какое-то время сбежала от Майкла прочь, даже несмотря на то, что Майкл в ту ночь уже готов был сделать ей предложение, некоторое время она пряталась от Майкла будучи убеждена что заболела, попросив о помощи своего старого друга — доктора Тайуса Робинсона, который был влюблён в неё и предложил ей втайне пожить в его старой квартире, пока он не найдет лекарство. Однако до того как на город обрушилось землетрясение, Майкл все таки выяснил и раскопал правду где Ванесса, придя к Тайусу за объяснениями. Когда Тайус хотел испытать на себе предполагаемо чудодейственное исцеляющее лекарство для Ванессы, Майкл выхватил шприц с вирусом этой смертельно опасной болезни и вколол его себе, чтобы Тайус испытал новую чудодейственную сыворотку лекарства и его побочные эффекты — на нём, а не на себе самом. Но не сумел произнести ни слова, так как на город обрушилось мощное землетрясение, которое разрушило лабораторию и едва не убило их и не уничтожило лекарство. Майкл побежал в квартиру Тайуса чтобы вытащить Ванессу оттуда, но не успел, так как их присыпало обрушившейся на них крышей в результате ещё одной волны землетрясения, но только именно там они наконец оказались вместе поле долгих месяцев разлуки, где думая что умрут, в страхе за себя и за свою жизнь, они занялись любовью. Вскоре также выяснилось, что старая квартира Тайуса Робинсона, где пряталась Ванесса также находилась по соседству с квартирой и одновременно с лабораторией „по производству“ зелий по чёрной магии — Миссис Моро. Несколько раз Миссис Моро — пыталась „открыть глаза“ девушке на происходящее: на истинные истоки её „болезни“ и на тайные и коварный козни её соперницы — Вирджинии, однако так и не решилась сказать ей правду и на некоторое время — „исчезла“ из сериала, особенно когда последствия землетрясения сумели благополучно разрешиться, и Тайус в комплексе вместе с Ванессой и Майклом сумели справиться с остаточными симптомами её злосчастной болезни.
Она вернулась в сериал в конце весны 1999 года и оставалась в нём вплоть до его отмены, когда Мария Торрес решила обратиться к ней за помощью, чтобы с помощью чёрной магии — Моро помогла восстановить ей память и вылечить её 5-летнюю амнезию. Однако, её муж Бен узнал, что Мария пошла к ней, и будучи сам — против этого, не дал Моро завершить серию её „колдовских сеансов“ над его женой — под её колдовскими варевами. Следующее её появление — произошло, после того, как Эми Нильсон, которая мечтала заполучить Шона Ричардса и отбить его у её соперницы — Эмили Дэвис, пришла к ней за помощью, за зельем многократно усиливающее сексуальное влечение. И Миссис Моро — продала ей зелье, которое бы заставляло желать парней любую девушку. В результате несколько раз в течение лета 1999 года Шон спал с Эми, не подозревая, что он делает это на самом деле из-за подлитого Эми зелья в его сок. Несколько месяцев Шон лгал Эмили об этих случаях с Эми, но потом все же набрался смелости и рассказал ей правду. Эмили была в слезах, не в силах простить любимого за обман. История с зельем завершилась, когда Шон внезапно уехал из Сансет Бич и потом внезапно вернулся — под Новый, 2000, Год в последней серии, а друг Эми — Брэд решил рассказать Эмили правду, нарушив данный обет своей подруге… Следующая история с колдуньей произошла, когда её подруга Энни пришла к ней в квартиру, чтобы оплатить ей приготовленное зелье Эми и получить своё.
Энни смогла убедить её приготовить ей и продать — такое зелье, которое бы заставило бы Оливию — снова пить. Различными махинациями и уловками Энни удалось подлить
своей сопернице по оставленному наследству — Оливии — это зелье и дать его ей в конце концов. Семья Оливии — была поражена и разочарованна, когда все увидели что Оливия снова изрядно напилась на свой день рождения. Казалось, что все под Рождество оставили её одну, все — кроме „доброго дядюшки Тобайса“ и казалось, что Энни наконец одержала „победу“ за свое наследство — над своей соперницей. Однако, в процессе — она начала сомневаться: не зашла ли она слишком далеко чтобы уничтожить свою соперницу? Вскоре также выяснилось, что Грегори, которого считали погибшим был жив, который начал свое тайное расследование о делах Моро и его новой жены Энни. И под угрозами Миссис Моро — вынудил её рассказать ему всю правду и приготовить противоядие для его бывшей жены. Миссис Моро была также как и многие напугана и ошеломлена неким воскрешением Грегори и вскоре — навсегда покинула Сансет Бич.
Несколько раз к ней обращались и другие женщины — её подруги и соседки, надеясь вернуть своих мужей — также и при помощи „тёмной магии“…

##### Доктор Эрик Грин
Роль исполнил: Том Джордан (временная, среднезначимая, полурегулярная в 10 эпизодах: с 01.11.1998 – по 05.02.1999).
Доктор Эрик Грин - был порекомендован журналистке Ванессе Харт, после того как та сделала ручной аптечный тест на беременность перед днем благодарения в Сансет бич в 1988 году предполагаемо ее лучшей заботящейся подругой Вирджинией Харрисон, который некогда принимал у ней роды. Но Ванесса не знала, что Грин был умелой пешкой в руках Вирджини в ее плане: как разлучить Майкла и Ванессу и сблизить ее с Тайусом. Но Никто не знал что она втайне шантажировала его, чтобы он документально при осмотре изменил протокол осмотра, сделав умышленно документально гораздо больший срок наступившей беременности при обращении Ванессы к ней, чем он был на самом деле. Чтобы Ванесса вспомнила то утро когда они проснулись с Тайусом накаченные одурманивающими препаратами, чтобы Ванесса подумала что они могли переспать именно в ту ночь, и чтобы она (и в последствии Майкл) решили, что Ванесса забеременела от него. Доктор, Грин появился в сериале тогда чтобы сообщить Ванессе печальную новость что она забеременела не 2.5 месяца назад как думала а 4.5 месяца. 
Он также стал тем человеком кто раскрыл Майклу и Ванессе неприглядную правдуя после того как Майкл слышал на записи автоответчика как Вирджиния втайне угрожала ему. Грин не стал отпираться и под давлением Майкла рассказал о шантаже Вирджинии против него, чтобы он документально поменял сроки беременности у Ванессы.

##### Доктор Меркс
Роль доктора Маркса исполнил: Энди Маркс

### „Лагерь Ричардсов“

#### „Общий, основной лагерь“

##### Кейтлин Ричардс Дешанел
Роль исполнила: Ванесса Дорман(В постоянном контракте: с 9 января 1997 года — по 18 июня 1998 года) и Кэм Хескин (С 24 июня 1998 года — по до 31 декабря 1999)
Кейтлин Ричардс Дешанел — вымышленный персонаж американской мыльной оперы „Сансет Бич“, роли которой исполняли две разные актрисы. Первая актриса исполняла эту роль вплоть до 18 июня 1998 года, когда у неё возникли проблемы по поводу контракта и продюсеры решили её уволить, вторая же актриса — играла эту роль с 24 юиня 1998 года и до конца
Кейтлин — была представлена нам как старшая дочь богатого адвоката Грегори Ричардса и Оливии Блейк. Она влюбилась в Коула Дешанела в молодого юношу и загадочного похитителя драгоценностей, но их любви постоянно угрожал её чрезмерно заботливый и опекающий отец. В то же время Коул, после их первой ссоры, переспал с матерью Кейтлин — Оливией, но он и сам того не ведал и не подозревал до поры до времени, что Оливия — на самом деле была матерью его девушки. Несколько раз Грегори пытался избавиться от Коула, даже несколько раз нанимая киллеров, чтобы те убили или похитили его, но в результате каждый раз ему это не удавалось, и Коулу практически всегда удавалось „выйти сухим из воды“. Все стало ещё сложнее, когда и Кейтлин и Оливия забеременели почти одновременно. После автомобильной аварии Кейтлин потеряла своего ребёнка и оказалась бесплодной в конечном результате, но в конце концов она решила притворяться беременной вплоть до их свадьбы и „предполагаемых родов“ в глазах всех остальных, боясь потерять Коула и свою семью. Тем временем ее мать Оливия наконец-то снова обрела счастье со своим мужем Грегори. Кейтлин обратилась за помощью к Энни Дуглас, чтобы найти ребёнка, которого Кейтлин могла бы представить во всех остальных глазах как своего собственного. В то же время Энни замышляла завоевать расположение Грегори, поэтому задумала — „огромный переворот“. Когда Оливия родила, Энни похитила её ребёнка и отдала мальчика в руки Кейтлин — потерявшей своего и убитой горем из-за собственного бесплодия. Оливия думала, что её ребёнок умер, а Кейтлин и понятия не имела, что она начала растить ребёнка вместе с Коулом — ребёнка от её матери. Это же, конечно, стало причиной развода Грегори и Оливии.
Кейтлин и Коул наконец-то были счастливы. У них родился ребёнок, и они поженились. Казалось, что все было идеально. Летом 1998 года Коул и Кейтлин также были вовлечены в сюжетную линию „Цунами“. Коул встретил свою бывшую возлюбленную Франческу Варгас, и Франческа пыталась завоевать его расположение, но он любил только Кейтлин. Когда Франческу убили, они тоже были подозреваемыми, но никто из них её не убивал. Не меньшим шоком стало для всех, когда ложь Энни вскоре вышла наружу. Оливия была потрясена — вспомнить и осознать правду, что ребёнок Кейтлин на самом деле её собственным сыном. Кейтлин было также трудно смириться с этой правдой, и это вызвало большую ссору между Коулом и Кейтлин…
В следующем повороте сюжета — Кейтлин и Грегори были потрясены, узнав, что у Оливии и Коула много лет назад был роман. Затем выяснилось, что Коул на самом деле является отцом Трея, но Грегори долгое время отрицал это, сделав видимость по поддельным документам(при помощи подкупленноно глав-врача — генетика), что он отец Трея, а не Коул, отобрав у него его и забрав его себе. Затем Коул и Энни вывели Грегори на чистую воду в качестве убийцы Франчески. Грегори надеялся бежать из страны, втайне взяв с собой и похитив Трея и Кейтлин. Это привело к конечной драке между Грегори и Коулом, после чего Грегори пропал без вести, и все сочли его мертвым, утонувшим в море, в отличие от Коула, которого удалось спасти из воды в резульате их драки на краю спасательной вышки. Кейтлин пришлось смириться с тем фактом, что Трей на самом деле не её сын, а её матери и Коула(что было в общем поначалу непросто и она даже приводила в дом своей матери служащую соц.защиты), и она была ещё больше шокирована, когда Коул был пойман лондонскими властями, арестован интерполом и после этого на долгое время пропал без вести. В самом конце сериала он все таки вернулся в Сансет-Бич, сумев уладить свои проблемы, в том числе и благодаря Джуду Кавано, ей, Энни и Шону и воссоединился со своей единственной и неповторимой любовью — Кейтлин. Кейтлин окончательно отдала Трея на воспитание в руки Оливии.

##### Шон Ричардс
Роли исполнил: Рэнди Спеллинг (Роль постоянная, эпизодически постоянная: с 6 января по 10 января 1997 года — по 31 декабря 1999 года)
Шон Ричардс (англ. Sean Richards, pri rowdenii как: «Шон Ричардс») 
В 1997 году было объявлено, что Рэнди Спеллинг был выбран на роль Шона Ричардса. Спеллинг был сыном одного из главных создателей и продюсеров: «Сансет Бич» — Аарона Спеллинга. Шон был представлен впервые в образе: «опарафинившегося и непослушного подростка из богатой семьи, недавно исключённого из частной богатой школы».
Шон — был также показан в нашумевшей сюжетной линии: «Шоковые волны», в которой несколько ударных волн землетрясения, а также цунами внезапно обрушились на маленький прибрежный городок — Сансет Бич. Сюжетная линия была создана в попытке всколыхнуть неуклонно падающие рейтинги. Спеллинг оказывается в ловушке вместе и под водой — с экранным романтическим интересом -;его персонажа — с Эмили Дэвис (Кристи Харрис). Хотя Спеллинг и Харрис должны были выполнять сложные последовательности трюков во время съёмок их сцен с: «перевернувшимся кораблём», Спеллинг сказал, что это было: «-Очень весело: участвовать в этих съёмках..». «Экранные герои» сериала — должны были быть выброшены вниз в воду с перевёрнутого океанского лайнера из-за опрокинувшей его волны, в то время как Спеллинг был сброшен по наклонной стене под восемьдесят градусов в резервуар с водой. А затем, ему и ей: пришлось внезапно топтаться на воде, пока они с Харрис не нырнули в специальной водозащитной одежде — в безопасную для них — вентиляционную шахту. Спеллинг сказал, что для них этот опыт был «действительно дезориентирующим и дезорганизующим».
Шон — был представлен впервые в качестве: беспокойного и непослушного сына-подростка — Грегори Ричардса(Сэма Беренса) и Оливии Блейк Ричардс(Лесли-Энн Даун), который только-только пытался «нащупать» и найти свой жизненный путь. Он решил закрутить страстный роман — с Тиффани Торн (Эдриэнн Франц) и оказался «острой» частью любовного треугольника — с Тиффани и Марком Уолпером (Ником Стэбайлом). Он всеми силами пытался бороться за её любовь, и даже получил почти смертельный удар об камин, в результате драки с Марком(в результате чего рисковал своей жизнью, инвалидностью в дальнейшем и имел риски с возможными проблемами со зрением, в результате опасной и смертельно рискованной операции на голову, но к счастью всё обошлось лёгкими и относительно быстро проходящими последствиями) из-за неё, но в результате оказалось, что она была — «золотоискательницей»(Что не без труда, но было организованно и спланировано его родителями, в частности его матерью Оливией — продиктовавшей Тиффани написанную прощальную записку — Шону — за выданный ей чек, в конечном итоге). В то же самое время, с начала Шон был замешан в дело о загадочном убийстве — Дэла Дугласа (Джона Рейли), когда втайне надеясь провести ночь в гостиничном номере отеля: «Sunset Beach» — с девушкой на деньги её отца, которая впоследствии — оказалась несовершеннолетней дочерью директора его школы, он втайне увидел странную женщину в чёрном плаще, выходящую — из его гостиничного номера — в ночь его убийства. Ему показалось, что той женщиной — могла быть его мать — Оливия, которую он видел позже в вестибюле отеля в том же плаще, но, надеясь защитить её в полиции, под давлением родителей — он указал на другого человека, на Энни Дуглас. В конце концов, было показано, что этим человеком была на самом деле — Элейн Стивенс (Ли Тейлор-Янг). Тиффани Торн — некогда бездомная девчонка, бежавшая из своего родного дома и города из-за злоупотребления насилием своим родным отцом и Шон Ричардс — тот парень, что узнав о её беде, что её — временный «дом» (Сарай одолжённый ей на время её давним другом — Марком Уолпером) собираются сносить, проявил благородство и предложил пожить у него — изначально втайне — под крышей его родителей: казалось, они, что действительно — сблизились, и казалось что изначально корыстный мотив Тиффани: выбраться из нищеты и быстро разбогатеть за счёт Шона — перерос в нечто большее, но до тех пор пока его родители не узнали правду обо всём, кем была она, ибо когда — Оливия — предложила Тиффани денег, чтобы та уехала из города, Тиффани приняла их и уехала навсегда, написав Шону в прощальной записке и солгав ему при этом, что любит и всегда любила только Марка, а не его — под её угрожающую диктовку.
Следующие несколько месяцев: Шон был вовлечён в основную сюжетную линию: «Лагеря Ричардсов», в которой — он помогал своему отцу — Грегори Ричардсу — избавиться от его злейшего врага — бойфренда и любовника его дочери(старшей сестры Шона) Кейтлин — Коула Дешанела, но в конце концов понял, что в его плане было всё не так просто, как тот говорил и решил втайне проследить за ним. Внезапно обнаружив, что его отец всё это время лгал ему, он решил уйти от него из его дома, найдя работу официантом и, вернув ему: подаренный ему им в прошлом, «за помощь семье», — подарок, чтобы жить своей «независимой» жизнью, и решив, что больше он — не будет похожим на отца. Тем не менее Шон и Кейтлин всегда продолжали обвинять его: «за все печали в их жизни»…
Тем не менее, Шон всегда старался быть хорошим братом для своей родной и старшей сестры — Кейтлин Ричардс (Ванесса Дорман). Он поддерживал Кейтлин, когда она не была уверенна в том, что Коул не использует её и её семью ради денег и драгоценностей(По настоянию его отца).
Он также сообщил Кейтлин — по телефону о плане их родителей, записанный на аудиоплёнку: украсть её ребёнка и сказать ей что он умер, чтобы потом воспитывать его как своего, дабы в конечном итоге разлучить Коула и Кейтлин… (И в результате чего: разгневанная Кейтлин — попала аварию, чуть не погибла и лишилась своего ребёнка.)
В дальнейшем, Шон старался быть надёжной опорой и другом в отношениях своей сестры с бывшим вором драгоценностей — Коулом Дешанелом, которому он помог бежать из тюрьмы и от полицейского преследования, после автомобильной аварии Кейтлин: в его тайной надежде найти её живой.
Шон также помог Кейтлин — принять ребёнка на руки от Энни Дуглас (став невольным соучастником в её плане в похищении ребёнка своей матери) — её «лучшей подруги» — на её свадебное новоселье с Коулом, когда узнал — что та лишилась своего, и страдала от выкидыша, и приобретённого бесплодия — в результате и решила выдать чужого, «неизвестного ребёнка» за ребёнка -  своего и Коула.
В то же примерное время: в конце декабря 1997 года — Шон пригласил свою бывшую девушку Элизабет посетить новогоднюю вечеринку на острове — подаренном Мег вместе с его друзьями, вместо Эми, которая планировала поехать, но потом внезапно сказала ему, что не может, и она согласилась. Но объявившийся таинственный маньяк-убийца в маске зверски убил её во время поездки к острову на судне, когда они плыли, а тело сбросил в океан на корм акулам, засняв при этом всё на видеокамеру. Тем временем Шон подумал, что Элизабет решила дать отбой их поездке на остров и просто ушла, поэтому он вновь послал приглашение своей первой девушке Эми Нильсон (Крисси Карлсон). Для Эми(которую должны были списать изначально в качестве очередной жертвы убийцы) и остальных было настоящим ударом — узнать с обнаруженной видеозаписи на острове о существовании этого ужасного убийцы в маске с крюком, и что Элизабет была втайне им убита по дороге на остров. Хотя и Эми, и Шон смогли вернуться живыми с острова и пережить сюжетный миницикл: «Острова ужасов», но Эми потребовалось очень много времени, чтобы пережить те кошмары, что она увидела во время их поездки, и из-за тех проблем что она доставила им на острове, Шон, в конце концов, её бросил, как и из-за её — изрядно капризного и лживого характера.
В июне 1998 года — Шон повстречал — случайно на пляже — Эмили Дэвис — во время летнего соревнования и отбора юных стажёров — новобранцев — во спасатели; и они полюбили друг друга, но их любовь постоянно испытывала на прочность — Эми Нильсон, и начиная с истории «Шоковых Волн» — она всегда искала различные способы: разлучить их, дабы заполучить Шона — обратно себе в конечном итоге, используя к тому же и Бреда Николоса (Майкла Стрикланда) в своих целях. Справляться с этими проблемами паре помогал — до поры до времени — также приехавший и повстречавший во время землетрясения своего отца — его лучший друг — Лео Дешанел, в то же самое время во время линии «Шоковых волн» — Шон был поражён обнаружить будучи на корабле — что близкая подруга его матери и его семьи — Бетти Катценказракхи — была на самом деле — матерью Эмили. Тем временем все подростки позже были вовлечены в основной сюжетный ход линии «Ударных и шоковых волн», в ходе которого им предстояло преодолеть и пережить разрушительные последствия обрушившегося на Сансет Бич нескольких разрушительных волн ударных толчков землетрясения и мощного цунами, перевернувшего океанский лайнер - в их летней поездке, на котором был и Шон, по возвращении в город, после всего этого, они были также были втянуты в: «Историю проклятых драгоценностей мексиканской деревушки Росарио», где многие герои(хозяева проклятых драгоценностей) — прикасавшиеся к ним — рисковали умереть и превратиться во внезапно состарившихся, поседевших высохших мумий(в частности — отец Эми — Берни Нильсон), а Эмили — приобрела «скоронадвигающуюся слепоту» и старость — в результате её прикосновения к подаренному медальону — Эми(камня — украденного из коллекции внезапно и загадочно исчезнувшего отца Эми). Не смотря на все смертельно рискованные несчастья - связанные с этим драгоценностями, Ричардсам, объединив усилия, удалось избавиться от чар этого чудовищного проклятия, вернув и положив некогда украденные оттуда драгоценности — в лоно и сердце священной статуи Мадонны Росарио — в считанные секунды до Рождества Христова, в результате чего Эмили, к которой вернулось зрение и все подростки избавились от колдовских чар. В то же примерно самое время у Шона и Эмили возникли трения, когда она узнала что он втайне ото всех читает рэп и заведует своей музыкальной группой, Эмили мечтала раскрыть и показать его музыкальный талант другим, а Шон же — не хотел этого делать, и убедил её поклясться чтобы она держала всё в секрете, что естественно Эмили нарушила, рассказав всё своей матери. Несмотря на разногласия и временный разрыв по этому поводу и угрозу разрыва — навсегда, Шону и Эмили удалось в конце концов преодолеть их и воссоединиться…
Между прочем Шон и Кейтлин были поражены открыть правду о том: чей же был на самом деле этот ребёнок, которая отдала Кейтлин Энни??? Что на самом деле — он был похищенным ребёнком их матери Энни Дуглас — который мог быть к тому же — и от Коула. Для Шона и Кейтлин — это было очень тяжёлым временем: иметь дело с правдой, и они оба даже на этой почве обвиняли Оливию в убийстве — ещё одной злодейки — Франчески, но в конце концов сумели смириться с ней и простить мать, и себя тоже…
Несмотря на то, что этот случай — с медальоном и со слепотой, когда он узнал правду что Эми нанесла тяжёлое проклятие его девушке при помощи заклинания — лишь отдалил Шона от Эми и только крепче — сблизил Шона и Эмили — которые начали спать вместе, Эми пыталась доказать ему что она изменилась: даже — устроившись на работу. Не смотря на всё былое, тем не менее к началу лета 1999 она смогла добиться дружбы с Эмили и стала — «её лучшей подругой». Между прочем все подростки были вовлечены в очередной детективный цикл — в «Дело об убийстве Франчески Варгас», помогая Рикардо — найти свидетельства детективной головоломки. Всё это привело — к разоблачению его отца Грегори - в качестве — убийцы Франчески, и он был поражён, как и все подростки, и все остальные из: «Лагеря Ричардсов», наблюдая за тем, как — Коул и Грегори — на краю высокой спасательной башни над морем в их тяжёлой и, казалось, в финальной драке — сорвали бордюры вышки, и в результате чего: они оба упали в бушующее море. На какое-то время Шон боялся подходить к воде — во время очередных молодёжных спортивных летних пляжных соревнований, но в конце концов сумел преодолеть свой страх. В то же время Эми и Шон — скорбя по поводу «внезапных и шокирующих потерь» — их отцов, и по поводу того, что после того, как Грегори умер, «предполагаемо утонул», он не оставил ему ничего, вычеркнув его из своего завещания — очень сильно сблизились... Тем не менее, дело дошло до того, что они оба снова решили и начали жить в Особняке Ричардсов, вместе с Оливией…
Интриги Эми, связанные с «чёрной магией», — стали более масштабными и «продвинутыми», и окупили себя и ещё лучше, чем она ожидала, когда она решила использовать привораживающее зелье — усиливающее сексуальное влечение, которое купила — у «ведьмы Вуду» — миссис Моро, которое — привело Шона — в его постель вместе с ней… Шон и Эмили расстались — после того, как Эмили узнала правду о том что, он переспал, и несколько раз, с Эми, позже Шон также бросил и Эми. Тем не менее Эми продолжала делать попытки вернуть его себе. Неожиданно для Шона и Эми — Эмили начала утешаться на плече с лучшим другом Эми и некогда недоброжелателем Эмили — с Бредом Николосом, что побуждало порой устраивать Шона с ним — серьёзные потасовки и драки. В самом конце Шон вынужден был — расстаться со своей настоящей любовью — Эмили в результате плана Эми, и на некоторое время уехал из Сансет Бич, чтобы помочь своей сестре бежать из Сансет Бич — вместе с Треем и разыскать её мужа — Коула, арестованного Интерполом в Лондоне — за его воровские дела в прошлом, но в конце концов воссоединился с ней, после его отъезда и возвращения в город, когда ложь Эми о зелье — больше не была секретом(После того как Бред решил пойти по пути правды, нарушив обет своей подруге, и раскрыл Эмили, а затем и Шону — её секрет о зелье), а Эми — решила в конце концов: найти любовь с Брэдом.
Чарли Кэтчпоул из газеты: «Daily Mirror» сказал, что единственная причина, по которой Спеллинг-Младший — был выбран на роль Шона — заключалась в том, что его отец — был главным продюсером и создателем сериала. Эстер Джи. Дипасоупил из газеты: Manila Standard — сказал, что серия про Грегори, который нашёл своего сына и который узнал о том, что Шон вступился за Коула Дешанела и подменил его (Эдди Сибриана) — в тюрьме, была: «очень воодушевляющей и откровенной», пояснив, что это было: «- самым большим, всеобъемлющим и захватывающим эпизодом сериала!». Джулия Ши из газеты: «The Michigan Daily» — после, изначально, резко критических отзывов в адрес Спеллинга — отметила, что Шон хорошо, правильно и верно — начал идти по сценарию: «Spelling Television», как истинный Спеллинг — и сын своего отца.

##### Дэл Дуглас
Роль исполнил: Джон Рейлли (В постоянном контракте: с 06 января 1997 года — по 13 января 1997 года, далее, эпизодически периодически повторяющаяся роль — вплоть до 31 декабря 1999 года)
Хотя персонаж Джона Рейлли — был в целом второстепенным, его характер и образ был важен вначале, особенно после того как он был застрелен в 6-м эпизоде сериала и много главных героев было так или иначе связаны с ним, как и с его загадочной личностью или же с его смертью.
Дэл Дуглас — был представлен зрителям с первых серий как богатый бизнесмен, недавно вернувшийся из командировки из Хьюстона — обратно в Сансет Бич, в качестве разъяренного отца „прожигающей жизнь злодейки“ и любящей шумные вечеринки своей несчастной и "бедной" дочери — Энни Дуглас, которая различными способами, всеми правдами и неправдами старалась „выкачать“ из него деньги под различными предлогами на ее новые "бизнес идеи", например на яхту и который по этой причине решил проучить её, решив отобрать у неё все, что она втайне от него вместо платы за учёбу накупила пока его не было в городе (ее новую виллу — по соседству с Беном Эвансом и машину). Вскоре также было обнаружено, что он был давно тайным любовником — Оливии Ричардс, и к тому же имел с ней общую тайну, которая изменяла своему мужу и его другу, который был его и бизнес-партнером — в комплексе — Грегори Ричардсу вместе с ним и в тайне от него в своем доме; когда Дэл предложил Оливии втайне ото всех бежать ей вместе с ним за границу, а также выдать воочию и подставить её и их связь — Грегори, если она не согласится — Оливия была ошеломлена и находилась в некоторой напряженной нерешительности. А также вскоре выяснилось к тому же, что он владел загадочной коллекцией проклятых драгоценностей Дешанела. Этот персонаж был застрелен в 6-й серии сериала, и как оказалось, очень много людей в городе, помимо Оливии, которой он завещал все свое состояние и Энни — которую он оставил без ничего, желали его смерти, но в конце концов, конечные улики привели к лучшей подруге Оливии — Элейн Стивенс, которая убила его из своего понимания: „возмездие“… Её история, связанная с ним, исчислялась их давним и далёким прошлым, что некогда, давным-давно, он был нанят бабушкой Коула Дешанела — Мадам Джулианой Дешанел/„Дамой в Чёрном“, чтобы похитить ребёнка Элейн Стивенс (матери Коула Дешанела) и её сына — Армандо Дешанела Младшего(ЭйДжея Дешанела) и сказать — при помощи других подручных ему людей ей(его сестры — Бетти, Оливии — молоденькой медсестры акушерки и мужа Бетти — акушера Элейн), что её ребёнок родился мертвым в результате, а потом — своими манипуляциями и давлением — заставил хранить всех участвовавших в похищении секрет в долговременной и в мучительной в плане прожитых лет их общей тайне…
Спустя годы, некая странная женщина(как оказалось позже этим человеком — была расскаивающаяся в содеянном и испытывающая чувство вины — бабушка Коула — Мадам Джулиана Дешанел) втайне позвонила Элейн и сказала, что Дэл Дуглас — знает о смерти её ребёнка — больше чем говорит и то, что ей не было известно. Когда Элейн — пришла к нему за ответами, он рассказал, как похитил из больницы и якобы „убил“ её ребёнка во младенчестве(как оказалось, этой странной женщиной — была позже изрядно постаревшая и испытывающая чувство вины — бабушка Коула) — после родов. И пригрозил ей втайне „подставить под обстрел“ её дочь — полицейского — Полу, если она кому-то хоть что-то расскажет…
Сердце ошеломлённой Элейн не выдержало этого удара, и будучи в состоянии аффекта, она надела плащ с капюшоном, вошла в его номер, взяв с собой свой старый пистолет и застрелила его из него… Вскоре также было обнаружено, что Дэл солгал, что убил его, когда на самом деле он, то есть ребёнок Элейн — Коул Дешанел — был похищен им и был передан на воспитание его бабушке а в качестве платы ему за совершеный поступок Драгоценностями Дешанела(но он не знал как и многие в городе, что на них висело проклятие) и деньгами… Тем не менее, несмотря на то, что она чуть не оказалась с пожизненным сроком в тюрьме, Элейн никогда не сожалела о своем проступке. Тем не менее, дочь Дэла — Энни Дуглас — очень часто любила „общаться с ним“ — после его смерти — в своих снах и фантазиях, где он „поучал её“ и „наставлял её на путь истинный“, а также высмеивал её планы и „неправильные поступки“, а её тетя — его сестра Бетти, очень часто любила „ругать и отчитывать“ его „неправильные поступки“ по поводу его гронзных, плохих и "неправильных" отношений с его собственной дочерью — то есть с её любимой племянницей.
Это же касалось также и других персонажей, которые любили фантазировать и „представлять“ свои сцены с ним — на протяжении оставшейся части периода сериала…

##### Мадам Джуллиана Дешанел („Дама в Чёрном“)
Роль исполнила: Костанс Тауэрс (В постоянном контракте: с 01 июня 1997 года — по 16 июня 1997 года)
Мадам Джуллиана Дешанел — была бабушкой Коула Дешанела и экс-первой леди и женой основателя города Сансет Бич — его первого мэра — Армандо Дешанела и её имя под псевдонимом „Дама в Чёрном“ не раз упоминалось в „Легендах об истории города Сансет Бич“ на протяжении 1997 года, которые в мир и в свет жителям Сансет Бич несла хозяйка местной кондитерской, а на деле домоправительница местного исторического общества Сансет Бич — Элейн Стивенс, которая как оказалось, намного позже — была на самом деле матерью Коула. Хотя она почти на протяжении полугода не появлялась на шоу с начала от его премьеры. Её первое фактическое появление произошло в начале июня в качестве больной, поседевшей и постаревшей бабушки Коула, когда сбежавшие из Сансет Бич в своем романтическом побеге — Коул и Кейтлин — прибыли к ней за оставшимися ответами на накопившиеся у них вопросы, после того как Коул узнал, что Дэл похитил ребёнка Элейн (то есть его во младенчестве), а её смог убедить что он умер, с помощью подручных ему людей, что он умер при родах: убедить её — на долгие и мучительно прожитые ею годы. Он пришел за ответами на порог к той, с кем он рос все эти годы со дня его рождения, все то время, когда он считал что его настоящая мать его бросила — то есть к своей бабушке. Когда Коул спросил её в чём же все таки было дело, больная и постаревшая бабушка Коула не стала отпираться: она наняла Дэла Дугласса для похищения ребёнка у его собственной матери — Элейн Стивенс, чтобы забрать его себе и восполнить утрату своего уехавшего тогда сына, который предположительно умер — ЭйДжея Дешанела, убедив Коула, что мать его бросила и отказалась от него при рождении, чтобы он ненавидел её и не тосковал по ней. Но спустя годы, будучи сильно больной, она решила организовать их встречу и познакомить их и для этого позвонила его матери — Элейн, сказав, что Дэл Дуглас знал на самом деле о предполагаемой „смерти её ребёнка“ — намного больше чем он говорил, не подозревая при этом после, что ошеломленная Элейн от лжи в ответ Дэла, что он якобы убил её сына, достанет пистолет и пристрелит его в результате через несколько минут. Испытывая чувство вины и скорби за то, что Элейн могла получить пожизненный срок, в следтствии ее давнего незаконного проступка, бабушка Коула собиралась свидетельствовать в пользу Элейн на суде над ней, собираясь сознаться перед судом в совершенном ею давнем преступлении, однако рассерженный и обиженный Коул — не дал ей это сделать, взяв эту ответственную миссию на себя. Её последнее появление состоялось после освобождения Элейн из зала суда — в середине июня, когда она, кажется, искренно раскаивалась за то что сделала перед Коулом и Элейн, попросив у них прощения — перед тем, как она окончательно покинула Сансет Бич, в общем-то, с неизвестным финалом…

##### Эй Джей Дешанел
Роль исполнил: Гордон Томсон (В постоянном контракте: с 11 мая 1998 года — по 31 декабря 1999 года)“
Человек из „Легенды Сансет Бич“ по имени Эй Джей Дешанел» — его общий романтический образ, страстный и приключенческий, любвеобильный нрав и характер — не раз упоминался в течение 1997 года. Эти Легенды города, легенды о нём — в мир жителям Сансет Бич о истории его основания несла в основном с его упоминанием — Элейн Стивенс, которая хранила в своем сердце романтический ореол памяти — о некогда любви Эй Джея к ней, у Элейн также была соперница — её давняя подруга — юная Оливия Блейк. Но несмотря на связь Эй Джея с ней(с Оливией) в прошлом, Элейн всегда убеждена, что он любит(любил) лишь её. Эй Джей также стал невольной частью похищения её сына Коула(и его тоже) через несколько часов после его рождения за много лет до начала основных событий сериала, когда бабушка Коула и мать Эй Джейя — будучи огорчена и удручена отъездом ЭйДжея, желая восполнить недавнюю утрату своего сына, решила сделать это таким образом, похитив его и наняв для этого «темного дела» — Дэла Дугласа и заплатив ему для этого семейными реликвиями — драгоценностями Дешанела и деньгами. Огромные и трудные годы спустя — Элейн обнаружила злосчастную правду, особенно когда тот рассказал ей, как похитил и якобы «убил» её ребёнка. А немного позже она обнаружила, что все это — была его ложь, раскопав пустую могилу. И будучи в шоке и в состоянии аффекта она пристрелила его и едва не оказалась в тюрьме на пожизненный срок. Спустя некоторое время после отъезда Эй Джея и его подставы в краже Грегори Ричардсом в его доме (спустя некоторое время после его вынужденного отъезда из Сансет Бич - благодаря тайному вмешательству также влюбленной в него и тогда сестры Дэла Бетти Дугласс, тогда поучавствовавшей в замысле Грегори о подставе Эй Джея в краже в его доме, чтобы разлучить его начинающиеся отношения с Оливией), Оливия также втайне участвовавшая в замысле Дэла о похищении ребенка Элейн, решила использовать полученные от Дэла деньги за эту "помощь в его деле", чтобы привлечь и добиться внимания молодого тогда многообещающего адвоката и бизнесмена Грегори Ричардса и выйти за него замуж. Но только в мае 1998 года мы узнали больше о его характере и личности и увидели, наконец, его постаревшее лицо, после того как он много лет отсутствовал в городе и предположительно умер в результате... Отец Коула, Лео и предполагаемо Джуда Дешанела (не подтвержденный по родству в результате в финале) — Эй Джей вошёл во вселенную мира: «Сансет Бич» после того как на Коула Дешанела была произведена в Сансет Бич серия нападений с отрезанным у него локоном волос. Коул, переживший эти злодеяния в адрес себя, поначалу думал на своего тестя — Грегори Ричардса, но в конце концов выяснилось, что за этим втайне стоял — его родной отец, который втайне знал о своем сыне задолго до того как фактически признался ему и всем остальным и задолго до того как случайно повстречавшаяся ему в круизе его давняя любовь - Оливия решила расскрыть ему правду о нём. Он прибыл в Сансет Бич во время кругосветного океанического круиза, когда спас свою давнюю любовь Оливию Ричардс от самоубийства, доведённой до депрессии своей соперницей Энни Дуглас и своим мужем Грегори Ричардсом от её отчаянного шага в глубокую морскую воду. Недавно разведённая Оливия страдала от последствий выкидыша и порожденной им горем и забвением была бывшей и как оказалось наиболее сильной и давней любовью Эй Джея(не Элейн!), и вскоре они воссоединились и стали спать вместе. Её бывший, в последствии, муж — Грегори Ричардс — был главным соперником Эй Джея на протяжении всего его времени пребывания в шоу, и у этих двух мужчин были постоянные и иногда довольно агрессивные конфронтации как и в бизнесе, так и в личной жизни.
У Эй Джея было два сына, младший — Коул — бывший вор драгоценностей и плотник, с которым он долго и трудно работал, чтобы попытаться восстановить их утраченные отношения, и младший — студент — Лео, который был относительно второстепенным персонажем. Эй Джей также был временно связан с Франческой Варгас, которая пыталась его соблазнить(по секретному заданию и приказу её тайного босса — Грегори Ричардсов, обещавший ей 5 миллионов долларов за успешное выполнение "этой операции), и Оливия даже застала их поцелуй. Но у неё не получилось зайти чуть дальше, так как немного позже она была убита. После чего Эй Джей, как и Оливия — вошли в список основных подозреваемых в её смерти, так как он пытался задушить её незадолго до её смерти, чтобы она не мешала ему и Оливии. Эй Джей также — помог Оливии найти и воссоединиться с её давным-давно потерянным сыном и помог ей вспомнить ей правду, во всем ее поддерживая в ее борьбе за восстановления ее заблокированной памяти (в результате горя и вколотого Энни транквилизатора во время совершения преступления), что он был похищен Энни Дуглас, который на самом деле оказался ребёнком, которого растила втайне её дочь Кейтлин Ричардс Дешанел, которая в прошлом пострадала от выкидыша и бесплодия (о чем многие из семьи Кейтлин и понятия не имели), которого Энни отдала ей, а потом смогла убедить её, его и её семью с помощью уже теперь также загадочного убитого доктора Брока, что её ребёнок умер при родах, из-за предполагаемой сильной тяги Оливии у спиртному, незадолго до них. Он также узнал сразу после приезда в город что его давняя любовь Оливия была также сопричастна к похищению Коула и стала невольной соучастницей в плане Дэла по похищению ребёнка Элейн(Коула) во младенчестве в далеком прошлом, оставив свой пост медсестры акушерки раньше положенного за оплаченный ей Дэлом чек на крупные деньги за эту "весьма незаметную помощь", а в последствии за покрывательство секрета Дэла перед Элейн и всеми в городе. ЭйДжей был зол и потрясен этим вскрывшимся фактом, но довольно вскоре — смог простить её…
Позже он выяснил, что Оливия уже довольно долгое время знала правду и давно её вспомнила — о своем ребёнке, но продолжала притворяться бабушкой своего собственного сына, в то время как во всех остальных глазах — он считался мертворожденным и довольно длительное время, и что она спала с его сыном Коулом два года назад когда тот и Кейтлин — были в небольшой размолвке несколько лет назад.
ЭйДжей был потрясен серией «полопавшихся секретов» семьи Ричардс и на какое-то время не мог простить свою бывшую любовницу и не мог ей снова доверять, но позже восстановил с ней их давние теплые отношения. В середине 1999 года — главная соперница Оливии — Энни Дуглас Ричардс использовала зелье Вуду миссис Моро, чтобы заставить Оливию, которая была давней и бывшей алкоголичкой, снова начать пить. Это все привело к драке двух подруг — Оливии и Бетти из-за её попытки отнять у неё бутылку, которая уже не скрывала на тот момент свой очевидный любовно-романтический интерес к ЭйДжею к тому времени. Все это также привело к большой ссоре между Эй Джеем и Оливией, Оливия очень переживала, что все оставили её под Рождество, что подвело черту под их отношения, особенно, когда он начал ухаживать за её лучшей подругой Бетт Катценказракхи, и Оливия в конце концов — спокойно отпустила ЭйДжея к ней, особенно когда она узнала что её бывший, но единственный любимый муж Грегори, которого считали — утонувшим, оказался живым, после чего Оливия смогла излечиться от своего недуга, довольно быстро "протрезвев". В последних сериях он завязал теплые, крепкие и романтические отношения с Бетти.

##### Франческа Варгас
Роль исполнила: Лиза Герреро (В постоянном контракте: с 16 июля 1998 по 19 марта 1999 года)»
Для некогда бывшего вора драгоценностей Коула Дешанела стало шоком встретить свою бывшую возлюбленную и бывшую коллегу-похитительницу драгоценностей и соблазнительницу — Франческу Варгас во время их летнего отдыха в поездке на прибрежном океанском лайнере, у которого, к несчастью для многих, получилась в результате такая же судьба, как и у Титаника. Как бы сильно он ни вспоминал их былые и старые времена приключений воров-напарников, Коул хотел, чтобы Франческа исчезла из его жизни и не мешала ему и его счастливой и спокойной семейной жизни с его женой Кейтлин и сыном, главным образом для того, чтобы защитить свой брак с ней. Однако лишь именно тогда и после его подобных точных слов в адрес нее - Франческа решила затеять и расставить все по-своему. Она была замужем за Филлипом Варгасом — за некогда учителя Коула в воровских дела, а в момент его представления на экране в 1998 - за светским бароном, но казалось, что её брак был далеко не таким блестящим, мирным и идеальным, каким казался на публике и светских вечерах, так как её муж угрожал убить её, Коула, его жену Кейтлин и её давнего знакомого из Росарио — Антонио Торреса(которого Филип и Франческа подневольно вовлекли в серию похищения некогда священных драгоценностей-реликвий в статуе Мадонны в старой мексиканской церквушке в бедной мексиканской деревушке Росарио, ставшие позже проклятыми) — на тонущем корабле, но к сожалению ему не повезло, так как он умер сам, став одной из жертв цунами, которое и перевернуло этот лайнер. Во время этой сюжетной линии её — муж был убит и Франческа, не имея ничего, ни каких связей с тем что у неё было раньше, решила переехать в «Сансет Бич», чтобы преследовать свою давнюю любовь и новые возможности, которые открывали ей к лицу — этот маленький пляжный городок.
Однако, было очевидно, что с Франческой никто не хотел иметь дело, и рано или поздно она начала доставлять неудодобства и неприятности многим жителям Сансет Бич своими неправильными и не всегда оправданными шагами и плохими поступками. Она постоянно шантажировала людей вокруг себя собранными ею доказательствами против них, чтобы получить внутренне то, чего она хотела бы добиться, например, больших денег или любви своего бывшего напарника по воровским делам — Коула Дешанела. Она также случайно нашла видеопленку, на которой было видно, что Габи Мартинес и её давний знакомый отец-священник — Антонио Торрес — занимались сексом под обломками взорванной многоэтажного дома, и шантажировала их этой записанной видеопленкой. В то время она была вовлечена в сюжетную линию «Драгоценностей Росарио», в которой они с Коулом  вновь похитили серию проклятых драгоценностей у их новых хозяев (у Берни Нильсона, Хиллари Никколс и Энни и Грегори Ричардса, что в результате едва не привело к огромной трагедии и к смертям - в виде быстрого старения и превращения в мумии некоторых персонажей к Рождеству Христова, 1998. Те драгоценности, которые некогда были выкрадены из священной реликвии - из священной статуи Мадонны в маленькой мексиканской церквушке в маленькой мексиканской деревушке Росарио - Франческой вместе со своим мужем Филипом несколько лет назад, благодаря участию священника, которого Франческа хитростью, манипуляциями и обманом вынудила его помочь им - Антонио Торреса, что и привело к смертельно опасному проклятию всех этих ценных камней), и пытались вернуть их обратно вместе с ЭйДжеем Дешанелом, Антонио Торресом, Габи Мартинес, Шонос Ричардсом и Эми Нильсон - на их законное место - в священную статую Мадонны из  старой церквушки в деревне Росарио до праздника Рождества Христова 1998 года. Хотя эта история завершилась почти для всех благополучно, но тем не менее, конфликтное напряжение между Франческой и Кейтлин по поводу участия Коула в ее делах, которым она манипулировала, чтобы вовлечь его в это дело (и пыталась отбить его у его жены с ребенком, вовлекая его вновь в "воровской азарт"), постепенно возрастало.
Несколько раз Коул пытался убедить Франческу покинуть «Сансет Бич» и начать свою новую жизнь где нибудь в другом месте, но она всегда отказывалась от его затеи. Несколько раз Франческа клялась что уедет из Сансет Бич, однако, как было видно в результате, она каждый и каждый раз нарушала свои данные Коулу или кому либо обещания. Даже отец Коула - Эй Джей Дешанел, который также пытался убедить её стараться поступать правильно, так и не смог достучаться до неё. Франческа, которая в конце концов, также стала одним из первых людей кто узнал о различных секретах различных людей в этом городе, в первую очередь семьи Ричардс и довольно скоро по этой причине — стала врагом#1 — для многих людей в Сансет Бич. Она даже стала вести дела вместе Грегори Ричардсом - с черезмерно опекающим отцом своей дочери Кейтлин Ричардс, чтобы заполучить в результате Коула и разлучить его с Кейтлин. Она также расказала Кейтлин тайну (держа ее под дулом пистолета, который Франческе удалось выхватить из рук Оливии и обезоружить ее) - одной из первых которую она обнаружила пока была в городе, что Оливия и Коул крутили роман несколько лет назад. Также узнав перед своей смертью об их общем ребенке, по документам которого Грегори присвоил себе в качестве  своего сына(и то что Энни пыталась подделать результаты теста в пользу Коула) В марте 1999 года в Франческа — получила пулю из пистолета  неизвестного - в своем гостиничном номере, после чего в результате она оказалась в больнице (после того как она раненная — выпрыгнула из праздничного торта). Однако, она так и не смогла набраться достаточно сил, чтобы признаться в том, кто же в неё стрелял перед своей смертью. По дороге в пекло ада — Франческу встречали с распростёртыми объятиями — Дел Дуглас(отец Энни Дуглас) и Эдди Коннорс(некогда бывший любовник Энни), которые стали тоже некогда жертвами убийства. Тем не менее тень Франчески довольно долгое время не уходила из фантазий и снов многих героев, в том числе и подозреваемых в её смерти, которая являлась у них в голове, чтобы саркастически высмеивать их — то есть не правильные поступки — тех людей, кто остался в Сансет Бич. Позже выяснилось, что Франческа — была на самом деле убита Грегори Ричардсом, чтобы она не рассказала Коулу, что он был отцом Трея, за ее знание правды и секрета вместе с ним о том, что Грегори подделал результаты теста на отцовство по документам в свою пользу, так и за то, что она украла и забрала Трея у Грегори из его особняка с собой и планировала уехать/срочно бежать из Сансет Бич — вместе с Коулом и с ним.

##### Джуд Кавано
Роль исполнил: Шон Кэнан (В постоянном контракте: с 26 августа 1999 года по 31 декабря 1999 года)
Джуд Кавано вошел во «вселенную» городка «Сансет Бич» — в конце лета 1999 года и почти сразу попался на глаза местной жительнице Энни Дуглас Ричардс, вдове, которая тем временем — делала все возможное, чтобы получить состояние своего покойного мужа, который спас её от забияки который хотел на неё напасть и изнасиловать возле ночного клуба, а позже выяснилось, что он был ещё одним сыном ЭйДжея — братом Коула Дешанела и новым директором корпорации «Либерти» — назначенным после смерти Грегори в море. У Джуда и Энни начались довольно непростые и где-то очень напряжённые и гневные отношения, но в конце концов они очень сильно сблизились и оказались влюблены друг в друга и оказались вместе в финальном эпизоде. Грегори надеялся на Джуда как на свою «правую руку», надеясь, что он поможет ему избавиться от его врагов — Коула и Энни, не предполагая, что Джуд был агентом ФБР — под прикрытием, которому было поручено поймать мужа Энни — Грегори Ричардса, преступника, который считался утонувшим в море, и вся эта история о его предполагаемом родстве с Коулом и ЭйДжеем(как и его сын) и то что он новый директор «Либерти» — была лишь прикрытием по его основному заданию, чтобы расставить и подготовить тщательно спланированные сети для Грегори. В результате его работы — Грегори оказался за решеткой в последних сериях, и все потому что: Джуд — держал истинную причину своего приезда в секрете, а затем работал над своим делом, сблизившись с Тобиасом Ричардсом (дядей семьи, который позже оказался переодетым Грегори Ричардсом), чтобы в конце концов разоблачить его. Энни и Джуд оказались в объятиях друг друга. Однако у Кэнэна так и не появилось возможности развить образ своего персонажа немного больше и дальше, потому что он пробыл в сериале не чуть больше 4-х месяцев…

#### Дополнитеьные персонажи «Общего, основного лагеря́»

##### Филлип Варгас
Роль исполнил: Майкл Сабатино. с 380-й по 398-ю серию (Периодически постоянная: с 15 июля 1998 - по 20 августа 1998)
Филлип Варгас — был мужем Франчески Варгас — и был представлен телезрителям впервые в сериале
в 380-х сериях. По его задумке Коулу Дешанелу и его жене Кейтлин было послано приглашение на борт его корабля в его очередном «прибрежном» благотворительном круизе, где он готовил для Коула сюрприз. Филлип на момент его первого появления в сериале был мужем Франчески Варгас уже долгие и мучительные для него годы. Он был связан с Коулом Дешанелом ещё с того времени как тот начал обворовывать богатых женщин и оставлять их с разбитыми сердцами и сейфами, без драгоценностей, ещё до приезда Коула в Сансет Бич в 1997-м. Филлип и Франческа обучили Коула всем тонкостям в искусстве «альфонского» и воровского бизнеса "по вскрытию сейфов" и краже чужих драгоценностей. Тем не менее со временем совместное партнерство Коула и Франчески переросло постепенно в тесную дружескую, в любовную, а затем и в сексуальную связь. Франческа вскоре стала первой любовью Коула. Однако, вскоре для всех обнаружилось, что Коул оставил их совместный воровской бизнес с Филлипом и Франческой, переехав и поселившись надолго в Сансет Бич, а Франческа в конце концов, после долгого времени колебаний приняла предложение руки и сердца от Филлипа. Предложение именно того человека, который баловал её дорогими на украденные деньги и ценности у других людей, дорогими и ослепительными драгоценностями и роскошными вечерами, не смотря на это уже относительно долгие и мучительные для него годы, так как не смотря на свое замужество с Филлипом, Франческа продолжала любить лишь свою первую любовь — то есть — Коула. Но втайне рассержанный и преданный своим учеником и ревнивый Филлип не собирался так легко и просто оставлять все это в покое — тайную любовь Франчески, и заманил на борт своего корабля своего врага и партнера — Коула и его жену, чтобы привести его в свою смертельную и специально подготовленную для него ловушку. Вскоре однако обнаружилось, что Филип планировал убить не только Коула, Кейтлин, Франческу, но и их обшего знакомого — Антонио Торреса. Коул и Филип даже подрались на шпагах в самый разгар круиза, и Филлип ужн был готов убить его. Однако в самый разгар почти успешного осуществления его планов вмешалась смертельная волна цунами, которая перевернула океанский лайнера вверх дном, и расставила смертельный капкан Филлипа абсолютно по другому и в другом направлении, в результате чего он сам попал в него и был убит в конечном результате этой сюжетной линии в драке Коула и Филлипа, после того как Франческа прикрыла своим телом Коула взяв на себя пулю предназначавшуюся ему, а Коул и Филлип отскочили в сторону и жестоко подрались за обладание пистолетов, а он выстрелил. Оставив в результате этих событий Франческу безутешной вдовой, которая вернулась в Сансет Бич, решив для себя попробовать там новые возможности, который открывал ей этот маленький городок...

##### Капитан Джеймс Нельсон
Роль исполнил: Бернард Мортен Копель.
Был капитаном в рамках миницикла сериала "Шоковые волны", когда на огромный и роскошный океанский лайнер обрушилась еще более огромная и смертельная волна - цунами, которая перевернула корабль. Было также показано что во время обеденного перерыва он имел виды на Бетт Катценказракхи, проявляя к ней умеренный флирт. К сожалению, капитан корабля не успел спастись и был убит смертельной волной находясь в центральной рубке управления лайнером.

##### Берни Нильсон
Роль исполнил: Марк Ритер с 416-й по 495-ю серию (Периодически постоянная: с 09 сентября 1998 - по 25 декабря 1998).
Берни Нильсон был представлен зрителям как богатый светский барон и отец «избалованной» девушки — подростка — Эми Нильсон, часто закатывающий шумные светские вечеринки у себя дома и также довольно часто являвшийся на них. Он был одним из владельцев камней (изумрудов) из проклятой серии драгоценностей Росарио, часть от которых была им купленна у некогда давнего вора некогда (несколько лет назад до событий сериала) похитившего их из священной реликвии в мексиканской деревушке в церквушке в Росарио — Филипа Варгаса. Казалось, что эти изумруды давали ему «некие сверхъестественные сверх силы жизни, счастья, богатства и процветания». Также он был приверженцем некого поначалу неизвестного сверхъестественного колдовского культа, связанного с этими драгоценностями вместе со своей давней подругой — другой владелицей камней из этой серии драгоценностей — Хиллари Николс. Первая его вечеринка с его первыми появлениями прошла в сентябре 1998 года, когда он был представлен нам в 416-й серии, как нещадно пекущийся о своих драгоценностях их хозяин и хранящий их в своём потайном сейфе. В то же время Коул Дешанел и Франческа Варгас явились туда к нему в дом, инсценировав между собой -крупную семейную ссору, Берни утешал Франческу после этого, не подозревая что они втайне работали вместе и были втайне сообща и явились туда чтобы секретно похитить и вынести прямиком из его дома его изумруды. После потери изумрудов Берни с каждым днем становилось все хуже и хуже, и похоже, как будто, он стремительно старел и увядал на глазах у других людей. Его дочь Эми пыталась выяснить и выявить что с ним происходило, однако Берни был глух к мольбам дочери. Он поклялся сделать все чтобы вернуть их вместе со своей обворованной «подругой по несчастью» — Хиллари Николс. Он также обращался к своей давней знакомой Оливии — за помощью и с этой целью(чтобы она повлияла на своего зятя, обещав ей и ему заплатить за их возвращение), и несколько раз пытался отнять драгоценности у ещё одной владелицы драгоценностей из этой серии — у Энни Дуглас. Но проклятие из-за внезапной утраты этих драгоценностей действовало слишком быстро и он превратился в мумию 31 октября 1998 года в ночь Хэллоуина. Тем не менее его «призрак» — преследовал своей тенью Коула и ЭйДжея Дешанела, а также Франческу — незадолго до Рождества 1998 года, мешая им завершить их миссию по возвращению некогда проклятых жителями деревни Росарио и некогда похищенных священных драгоценностей из священной статуи в Росарио на их законное место в статую Мадонны в церкви...

##### Хиллари Никколс
Роль исполнила: Терри Дэвис с 432-й по 495-ю серию (Периодически постоянная: с 25 сентября 1998 - по 25 декабря 1998)
Хиллари Николс — в качестве "светской львицы", нумизматки и одержимой дьяволом — психопатки была представлена зрителям телесериала — в конце сентября 1998 года с 432-й серии, как очередная хозяйка и владелица проклятой серии драгоценностей из Росарио(сапфиров), некогда в общем украденных из мексиканской деревушки в Росарио в старой церквушке там, а затем отчасти перепроданных ей в результате — как одной из их новых хозяек, к которой — решили наведаться в гости, чтобы втайне обокрасть её и вынести эти злополучные драгоценности из её дома в результате, представившись мастерами-электриками из обслуживающего персонала ее особняка — профессиональные похитители драгоценностей — Коул Дешанел и Франческа Варгас. Хиллари очень переживала и сильно истерила по поводу своей внезапной пропажи и узнав о своей потере и о краже драгоценностей вместе со своим другом - Берни Нильсоном — поклялась сделать все чтобы вернуть их себе вместе с ним. Осознав, кто их похитил, несколько раз они втайне врывались в гостиничный номер Коула и Франчески и угрожали пристрелить их там, держа даже их под дулом приставленного к ним пистолета, однако каждый раз Коулу и Франческе — удавалось обвести их вокруг пальца. Когда её друг Берни Нильсон — умер накануне Хэллоуина, Хиллари, почувствовав что к ней тоже скоро и быстро придвинится опасная и смертельная сила проклятия драгоценностей, из-за чего она может стремительно постареть, умереть и превратиться в сморщенную мумию, как и он, решила активно действовать и немедля. Узнав, что очередной коллекцией рубинов из этой общей серии теперь проклятых драгоценностей, некогда украденных из святыни — теперь владеют их новые хозяева — Грегори и Энни Дуглас Ричардс, она решила прийти на вечеринку в их дом в честь дня Хэллоуина, чтобы, надеясь с помощью "порчи удушения", которую она навела на хозяйку очередной серии из  проклятых камней, точнее - на очередную хозяйку этой обшей серии проклятых драгоценностей, надевшую их на свою шею — на Энни Дуглас, прочитав устрашающие заклинания, надеясь таким образом втайне отнять их у неё и похитить их в результате. Но Энни не собиралась так легко отступать и отдавать ей "свое любимое рубиновое колье" — просто так, не поддавшись также и на её угрозы в адрес неё. Тогда, в конце концов, Хиллари решила предложить Энни продать их ей, Энни почти согласилась на её условия и на сумму которую она обещала принести ей в ближайшие часы, однако, прежде чем Хиллари успела принести обещанные деньги Энни за драгоценности, они буквально в тот же вечер были похищены Коулом Дешанелом и Франческой Варгас прямо из "под ее носа" во время внезапного "выключения света" в особняке Ричардсов. Не желая скоропостижной смерти, коей умер ее "друг по несчастью" — Берни, одержимая всеми способами вернуть свои любимые сапфиры и своей местью Коулу за его кражу в ее доме, на следующий день Хиллари проникла в гостиничный номер Коула и похитила Кейтлин, которая была там и ждала его, пока его не было, и спрятала ее в результате, угрожая Коулу позже по телефону убить Кейтлин, если он не принесёт ей украденные у ней и Берни сапфиры и изумруды, а также украденные и у Энни - рубины. Хиллари назначила ему встречу по обмену. Когда Коул пришёл на неё, она была почти уже сморщенной старухой, Коул был поражен, когда она взяла отданный ей в качестве одного из условий сделки камень и прочитав в результате свое таинственное заклинание, снова омолодилась. А потом, когда Коул снова внезапно отобрал ее камень — она снова внезапно постарела. Хиллари была поражена услышав, что он привел кого-то втайне с собой (Оливию и Франческу, что не в ходило в условие их сделки по обмену) и в их внезапной борьбе за пистолет и обладание им, который Хиллари держала в тот момент у себя в руках произошел выстрел — в результате чего Хиллари — умерла, превратившись быстро в сморщенную мумию. Хотя Коул быстро нашел и освободил Кейтлин в тот же вечер, тем не менее тень Хилари не оставляла Коула, Кейтлин, ЭйДжея и Франческу вплоть до Рождества и появлялась в фантазиях — в галлюцинациях в качестве «призрака» — в голове у Коула и других — в качестве его «псевдожены» лже-Кейтлин — из-за действия проклятия, "которую" Коул «убил ножом», в конце концов. Все к счастью закончилось благополучно для всех — с возвращением всех этих драгоценностей — на их "законное место" под Рождество 1998 года.

##### Роза
Была служанкой, домоработницей в доме Ричардсов на протяжении 1997-1999 года в перерывах с марта по август 1998 года.

##### Лурдес
Была служанкой, домоработницей в доме Ричардсов, пока та отсутствовала на рабочем месте из-за взятого декретного отпуска весной и летом 1998 года. К сожалению, она была убита во время обрушившегося на Сансет Бич землетрясения в августе 1998 года, оказавшись на первом этаже, в эпицентре провала и падения Энни Дуглас Ричардс, ЭйДжея Дешанела и Лео Дешанела вместе с деревянной балкой со второго этажа обрушившегося особняка.

##### Чарльз Лакин
Роль дяди Энни(а также ее адвоката) и одного из бывших мужей ее тётушки Бетт Катценказракхи исполнил - Джимми Сторм. Он был введен в 200-х сериях, в конце октября 1997 года, как исполнитель воли завещания Дела Дугласа, чтобы передать его дочери Энни приписку к его завещанию, согласно которой, она получала бы весь его пакет акций в Либерти Корпорейшн, если она выполнит условия этой приписки, согласно которой она должна была выйти бы замуж за Грегори Ричардса до конца июня 1998 года, а иначе бы новый наследник этой приписки сразу бы был проинформирован что все достанется ему. Он также был вовлечён и в другое дело, в качестве адвоката Оливии, когда Оливия Ричардс собиралась уйти от своего мужа Грегори Ричардса после предполагаемой гибели их старшей дочери Кейтлин и после его угроз забрать ее не родившегося ребенка себе в случае ее ухода угрожала ему и всем развестись с ним, и делала все чтобы не допустить такого исхода. Но когда Чарльз спросил о бомбе которая помогла бы приструнить ее мужа, которая помогла бы оставить этого ребенка ей, Оливия не стала говорить ему правду что спала с женихом своей дочери Коулом Дешанелом и что не пока не родившийся ребенок мог быть от него. После этого он не стал слушать всерьез угрозы Оливии. Он вернулся спустя несколько месяцев в сериал, когда Чарльз в следствии случайной ошибки его секретарши послал документы о бракоразводном процессе Оливии, и позвонил Оливии чтобы сказать что его люди подъедут чтобы забрать их обратно (втайне действуя заодно с Энни, надеясь подтолкнуть Оливию к такому быстрому решению с Грегори)

##### Судья Джозеф Вопнер
Судья Джозефф Вопнер сыграл самого себя в рамках игрового шоу: "Народный суд" в фантазиях и снах Энни Дуглас Ричардс и Сары Каммингс в конце мая 1998 и в начале марта 1999 года, соответственно.

#### «Латиноамерканский под-лагерь: Торресов-Стивенсов» (1997—1998)

##### Элейн Стивенс
Роль исполнила: Ли Тейлор-Янг (В постоянном контракте: с 6 января 1997 года — по 17 декабря 1997)
Веселая и занимательная особа — по имени — Элейн Стивенс — была одной из любимых всеми и занимательных людей в городе. У неё была своя одноимённая кофейня-кондитерская, и люди уважали её, но никто никогда не знал, через какие, глубоко спрятанные внутри, неприятности и проблемы — она смогла пройти в целом — по своей жизни. Поначалу ей было трудно смириться с тем фактом, что её дочь — Пола Стивенс решила, в конце концов, выйти замуж за Рикардо Торреса — трудно побороть свой страх и сомнения по поводу него в качестве будещего жениха и опоры её дочери. Особенно, когда её дочь Полу похитили, а она очень сильно и болезненно в одну переживала по поводу того, что Рикардо — опоздал в тот вечер похищения её дочери, но они все таки-решили переживать вместе, сообща и поддерживать друг друга — во всем, и видя все усилия Рикардо, чтобы спасти её дочь как герой и безграничную любовь к ней, она, в конце концов, решила дать ему шанс на будущее — в качестве потенциального мужа её дочери и примирилась с ним. Кроме того, её давнее прошлое вернулось, чтобы преследовать её — своей «загадочной тенью», когда она поняла, что Дэл Дуглас похитил и убил её ребёнка — Коула Дешанела, когда она была совсем молодой. Как оказалось, на самом деле — он солгал, так как немного позже она расскопала эту ужасную правду вместе с выкопанные из земли пустым гробиком… Не меньшим шоком для неё было узнать что все это(похищение её ребёнка) было сделано по заказу бабушки Коула, которая и была инициатором похищения, заплатив Дэлу Дугласу драгоценностями Дешанела. Её лучшие подруги — Оливия Ричардс и Бетти Катценказракхи — во всем поддерживали её, но ни она и никто — долгое время и не подозревал, что они действовали на самом деле и именно так — в своих интересах и в своих эгоистичных соображениях… Ещё намного задолго до этого события они все трое были заинтересованы в развитии своих отношений ещё с некогда юным — ЭйДжеем Дешанелом, которого они втайне все трое друг от друга давным-давно — полюбили. Но потом ЭйДжей внезапно уехал из города и предположительно умер потом, а Элейн в результате забеременела. Когда ей сказали, что она потеряла ребёнка «после своих неудачных родов» — Оливия, Бетт и её муж — врач-акушер Оливии — во всем поддерживали её, но она не знала, что они действовали заодно с Дэлом Дугласом — по его секретному заданию и поставленному ультиматуму — погубить их: если они не скажут и не поддержат Элейн в её ложном убеждении, что её ребёнок умер(за оплаченный им чек от Дэла за соучастие в деле, за то что Оливия оставила свой пост медсестры — акушерки в больнице — раньше положенного, в то время как Дэл похитил её ребёнка из роддома, а Бетт убедила Элейн — назначить в качестве её акушера — своего любимого и родного мужа). Годы спустя выяснилось, что Элейн — и была истинным убийцей Дэла Дугласа, что она застрелила его незадолго после его признания ей в похищении и «убийстве» её ребёнка и что ей угрожал пожизненный срок за его убийство — в результате. Для всех её близких — это стало настоящим шоком и ударом, например для её дочери — Полы Стивенс и для жениха её дочери — Рикардо Торреса, особенно когда он решил арестовать её, как детектив — ведущий расследование дела. Все это вызвало некоторые сложности между ней и Рикардо в отношениях.
В то же время, в начале 1997 года — молодой юноша — вор драгоценностей Коул — приехал в город — в надежде разыскать любой ценой, всеми правдами и неправдами, и даже если придется — похитить фамильные сокровища Дешанела — у того у кого они были на тот момент, часто втайне проникая при этом и в кондитерскую Элейн, чтобы найти их и довольно скоро — начал часто крутиться вокруг особняка Ричардсов(Грегори и Оливии Ричардс) — в своем романе с Кейтлин Ричардс. Когда у него и Кейтлин были проблемы, он часто приходил к ней за мудрым наставляющим советом, вначале даже не подозревая некоторое время, что она и была его матерью, которую он долго не видел и не помнил, чтобы вскоре — оба — понять, обнаружить и принять правду, в конце концов, что они — на самом давно разлучённые друг с другом по воле судьбы мать и сын, которые спустя годы были в беспамятном счастье чтобы воссоединиться наконец вновь… Но Элейн не подозревала, что женщина с которой он изменил Кейтлин и про которую он ей рассказывал и просил совета о помощи по поводу неё — была её лучшей подругой Оливией, с которой у Эй Джея, также как с ней — был роман. Элейн, поняв что Коул и её предполагаемо мертво-рожденный ребёнок родились в одну злосчачтную дату, выкопала
пустую могилу Коула со своим предполагаемым мертвым ребёнком, и так как она была пуста, осознала жестокую долгие годы скрываемую от неё и её родного сына правду. Позже также выяснилось для многих, что Элейн была тем человекои, что на самом деле убил Дэла Дугласа. К счастью для многих, адвокат — Грегори Ричардс — сумел великолепно защитить и спасти её, справившись со своей миссией и добившись её оправдания из зала суда с её условным сроком во время произошедшего суда по её делу. В дальнейшем, она попыталась заново выстроить отношения с её давно потерянным и вновь обретённым сыном Коулом Дешанелом. Она также была настроена антагонистично против сводной сестры Полы — Габи Мартинес, которая по её внутренним убеждениям и интуиции — приехала в город чтобы сломать жизнь её дочери и Рикардо и любыми путями заполучить Рикардо всеми правдами и неправдами себе(В чём Элейн не ошибалась). В истории предполагаемого изнасилования Габи Рикардо, она заняла сторону Рикардо, попросив Грегори защищать Рикардо на суде, и выступив — сама — свидетелем в его защиту. В конце 1997 года Элейн уехала из города со своей дочерью. Она почувствовала себя преданной своей подругой особенно, когда Оливия решилась раскрыть правду о своем соучастии в похищении ребёнка и то, что ЭйДжей спустя годы понял что любил всегда её, а не Элейн, а потом начал также крутить роман с Бетт, оставив также Оливию, которая также вместе с Бетт участвовала в похищении её ребёнка. К сожалению, её отъезд, как и тот факт, что она узнала эту злосчастную правду про свою подругу так и никогда не были освещены или показаны на экране. Перед отъездом в конце декабря — Элейн узнала, что станет бабушкой (не подозревая, что ребёнок Кейтлин на самом деле умер в автомобильной аварии и что она уже не была беременна, и что на самом деле — беременная Оливия — подарит вероятно вскоре внука для неё) и что Кейтлин не погибла в автокатастрофе, как многие думали в конце 1997 года, а была жива и вновь вернулась в город вместе с Коулом.
Она состояла также в своём давнем прошлом в прошлом в недолгих отношениях с Лаурэрцо Мартинесом, от которого она и родила свою дочь Полу, для неё стало настоящим ударом и шоком — что её некогда любимый отец её дочери — и был тем человеком, который изнасиловал свою вторую младшую дочь (сводную сестру Полы по отцу — Габи), особенно после того как Габи ложно обвинила Рикардо в изнасиловании(Элейн свидетельствовала в его пользу и против Габи), чтобы разлучить его и Полу, чтобы на суде в конце концов, признаться, кто на самом деле изнасиловал её и осознать со всеми эту шокирующую правду.
К несчастью, персонаж Ли Тейлор-Янг — был выписан из сериала спустя год от его премьеры, так как она не смогла добиться необходимой планки популярности у зрителей после её нескольких тщетных попыток — эту планку удержать…

##### Пола Стивенс
Роль исполнила: Лаура Хэрринг (В постоянном контракте: с 6 января 1997 — 17 декабря 1997)
Хэрринг очень понравилось играть Полу. И она поведала репортеру из: «Inside Soap» о том, что: «её героиня — очень волевая, независимая, умная и сексуальная. И она безумно влюблена в Рикардо, а потому и любовных сцен у них очень много!». Хотя Хэрринг также призналась, что ей не понравился тот факт, что сценаристы и писатели порой изображали Полу — «ну очень, очень наивной!».)
В одной из сюжетных линий Полу похищает — психопат, специально выпущенный из тюрьмы — Ральф Майерс, вместе с её коллегой-напарником — двуличным полицейским — Эдди Коннорсом.
Хэрринг была очень довольна, что сценаристы и продюсеры доверили ей такую сложную и тяжёлую сюжетную линию. Она объяснила, что: «Я на самом деле испытывала все те потайные, тёмные и пугающие эмоции и страсти в глубинах своей души, когда взыгрывалась в образ этих сцен». Сцены были настолько «изнурительными» и «утомительными», что Хэрринг порой очень долго «шаталась и металась по своей комнате», и не могла уснуть, после того как она возвращалась домой. На экране Пола изо всех сил старается вернуть себе былую уверенность в себе после своих пережитых мытарств и испытаний. Тем не менее, её персонаж был выписан из сериала после того, как ей не удалось привлечь внимание зрителей, в конце первого сезона. Хэрринг так прокомментировала это событие: «Это было изумительным приключением, бесценным опытом с большим количеством веселых и бесценных вещей».
Пола Стивенс — была красивым и умным офицером «Полицейского Участка Сансет Бич» и вела свою обычную нормальную жизнь, как и все, и все, казалось шло в гору и хорошо. Она только что обручилась с Рикардо Торрессом — с её недавним коллегой — патрульным полицейским, недавно повысившимся в детективы, но было кое-что, что могло перечеркнуть всё и раз и навсегда: её мать — Элейн Стивенс — оказалась истинным убийцей Дела Дугласа. Все это вызвало определённые «трения» — между Полой и Рикардо: в решении Рикардо — её ареста, как и то что её мать Элейн не одобряла их отношения с самого из-за репутации Рикардо — как : «бабника#1 — в городе», некоторое время влияя косвенно на мнение и выбор дочери.
Когда Пола испытывала несколько предсвадебных проблем в связи с предстоящим замужеством, Эдди Коннорс — попытался соблазнить её, но Пола решила отвергнуть его. Несмотря на то, что она встречалась с ним, но как оказалась позже: все это была всего лишь «игра в лжефлирт» — чтобы вызвать в Рикардо ревность, Эдди был очень раздосадован таковым разрывом, но к тому же: Эдди планировал бежать из города и начать там новую жизнь, надеясь выиграть целое состояние подальше от Сансет Бич — в обмен на украденные с места убийства Дэла — драгоценности Дешанела, будучи ослеплён ими, и думая, что Пола втайне пронюхала его идею: чтобы преподать ей урок, он проник в дом Рикардо, «на чердаке», и похитил её, но поняв, что все оказалось не так просто, как он планировал(Эдди хотел её просто убить и застрелить), и поняв, что идея похищения — себя не оправдала и провалилась(Пола и понятия не имела о преступном замысле Эдди с сокровищами), он привлек к делу маньяка — выпущенного из тюрьмы и насильника — Ральфа Майерса, заплатив ему за то, чтобы «тот похитил её ещё раз», изнасиловал и убил её…
Рикардо переживал в те минуты очень тяжёлые времена, пытаясь сделать все, чтобы как можно быстрее найти и спасти свою невесту. И её едва сумели найти и спасти, вытащив из фургона — отравленного выхлопными газами. Следующие несколько недель она провела, пытаясь справиться с последствиями похищения и пережитого ПТСР, ведь Ральф — насильник — совершил над ней психологическое насилие, переодев её в свадебное платье и сделав ей болезненную татуировку на грудь, по этой причине Пола ещё довольно долго боялась вновь интимной близости с любимым и их изначальные скорые свадебные планы — были отложены на неопределённое время. Тем не менее: видя те усилия, как Рикардо пытался спасти её дочь, как герой, Элейн решила примириться с будущим зятем — и дать ему шанс на будущее, рядом с её дочерью. Однако, это не единственным, что беспокоило Полу.
Во время похищения своей невесты Рикардо — встретил Габи Мартинес — молодую и привлекательную женщину, смуглянку, которая провела ночь с Рикардо, пытаясь его соблазнить, и хотя Рикардо не поддался ее уловкам в ту злополучную ночь и ушёл из её номера, но не подошёл во время к своему дому и задержался — в те моменты, когда Полу похищал неизвестный из его дома, а позже выяснилось, что Габи была на самом деле — единокровной сестрой Полы; Рикардо испытывал огромное чувство вины перед Полой — за тот случай, особенно, когда Пола — предложила «своей маленькой и бедной» сестрёнке « — пожить рядом с ними — под одной крышей…» Дела стали более сложными, когда Габи, которой, в конце концов, удалось соблазнить и переспать с Рикардо — была сбита с толку и смущена после того, как они занялись сексом и Рикардо отверг её, сказав ей что она никогда в его сердце не заменит ему Полу, и в результате — ложно обвинила Рикардо в её изнасиловании. И хотя было доказано, что Рикардо — невиновен, а был — виновен — в этом преступлении, скорее, — их общий отец с Габи — для Полы это стало уже нечто таким, через что она, уже просто — не смогла пройти, и в результате: она покинула город ближе к концу 1997 года — вместе со своей матерью, однако её отъезд был замечен лишь в конце января 1998 года…

##### Эдди Коннорс
Роль исполнил: Питер Бартон. (В постоянном контракте: с 6 января 1997 года — по 8 мая 1998 года)
Эдди Коннорс, офицер полиции, был представлен нам с первых серий как мальчик — секс-игрушка для Энни Дуглас. Он ублажал её тогда, когда она хотела, и обычно старался делать все, что ей было нужно(хотя за частую интерес не был таким обоюдным и взаимным для Энни, так как она всегда хотела привлечь своего соседа Бена Эванса, позже признавшись, что использовала его для этого), позже также признавшись ей, что после всего этого и несмотря на ее выходки - полюбил её. Эдди был также человеком — который увлекался фотографией и имел в своей квартире свою собственную пленочную фотомастерскую. Эдди был также очарован своей коллегой-полицейским — Полой Стивенс, он пытался её соблазнить, когда Пола имела несколько проблем с Рикардо, но оказалось на самом деле, что она использовала его играя с ним в лже-флирт, чтобы побудить ревность и привлечь Рикардо Торреса — его злейшего соперника по службе и его начальника-детектива. Эдди был несмотря на это был разозлен этаким разрывом и этакой правдой. Позже Эдди случайно увидел Полу в комиссионном ювелирном магазине - и именно в то время, когда он пытался сбыть там, продав драгоценности из коллекции Дешанела украденные им несколько месяцев назад с места убийства Дэла (очередной мотив убийства) и выиграть в результате целое состояние и начать новую жизнь подальше от Сансет Бич. Он думал, что Пола пришла туда чтобы втайне шпионить за ним, не подозревая, что она на самом деле подбирала свадебные кольца для них с Рикардо, поэтому, будучи озлобленным на нее за все, чтобы преподать ей урок, он втайне проник в дом Рикардо и под "маской" неизвестного маньяка похитил её, пока того не было временно дома. Надеясь убить её по-быстрому в конечном итоге, он привез её на заброшенный склад, а потом когда он понял, что идея похищения в действительности провалилась (Пола и понятия не имела о преступном замысле Эдди с сокровищами) и не оправдала себя, он нанял и привлек к делу маньяка — насильника, недавно освобождённого из тюрьмы, чтобы тот «позаботился» о ней и завершил до конца его «темное дело». Хотя жених Полы — Рикардо Торрес — сумел её найти в течение нескольких и трудных для него недель и спасти её как герой, вытащив её из фургона, заправленного отравленными выхлопными газами, но ни он и никто — понятия не имел, что Эдди и был тем человеком на самом деле, который похитил его невесту, хотя в конце концов Эдди потерял свою работу, жильё, уважение Полы и свою жизнь.
Эдди также похитил и Мег Каммингс, чтобы вернуть себе драгоценности, украденные неделю назад его любовью — Энни из его фотомастерской и «совершить обмен» — с Беном Эвансом (не зная о том, что "его любимая — Энни", также внезапно объявившаяся на том месте "по тайному обмену" с Беном Эвансом на пляже — втайне подсыпала ему песок в кейс с ними, то есть — вместо них, заранее припрятав настоящие драгоценности под песок на пляже).
Эдди также был первым человеком, который узнал, что молодой юноша — Коул Дешанел, который недавно приехал в город(его тайный соперник — вор — также сильно покушающийся, также как и он — на драгоценности Дешанела в городе) — и был на самом деле — сыном Элейн Стивенс, и одним из первых людей, кто узнал, что Энни Дуглас — на самом деле не погибла в крематории, как считалось ранее, а укрывалась втайне ото всех и от полиции — в доме Бена Эванса. Позже также выяснилось, что он подставил Энни в убийстве Дэла Дугласа, подкинув в её сумочку его окровавленный кошелек(сделав её невольно главным подозреваемым), а также и то, что он был также втайне нанят Грегори Ричардсом для его убийства несколько месяцев назад в его номере (но в результате на деле так и не выполнил оплаченный ему перед этим заказ на убийство Дэла), но он не успел этого сделать, так как — кто-то — опередил его, когда он пришёл выполнять заказ. Ему также одному из первых пришлось узнать, что этим человеком, кто на самом деле убил Дэла Дугласса — была на самом деле Элейн Стивенс — мать Полы. Во время расследования убийства Дэла Дугласа — также выяснилось, что он был — тайным наемником и детективом Грегори Ричардса, который по его заказу втайне — от его жены — Оливии — следил за ней и передавал ему втайне (как нанятый им человек, работающий в полиции) компрометирующие её улики и фотографии. Он также был вовлечён в охоту на главную подозреваемую в убийстве Дэла Дугласа — Энни Дуглас, чтобы в конце концов поймать и арестовать её — по его приказу, а также на драгоценности Дешанела, которые она у него похитила. Но Энни всегда удавалось убежать от него и опередить его в конце-концов, умея всегда обвести его вокруг пальца, даже несмотря на то, что Эдди, например, договорился с насильником-конвоиром, чтобы тот её изнасиловал во время перевозки Энни в окружную тюрьму. Но к счастью для неё — перевозка Энни в эту тюрьму как и изнасилование над ней не состоялись до конца, так как Энни в очередной раз удалось выйти сухой из воды, впрочем, точно также как и Эдди.
В конце концов, Эдди за его «тёмные и непонятные делишки», даже несмотря на то что он сумел приобрести судебную неприкосновенность (улики против Элейн в обмен на собственную свободу и обещание добиться её невиновности данные своей подруге — Энни) — был уволен из полиции и какое-то время жил на улице, чтобы позже стать частным детективом (в своем первом секретном задании от Бетт Катценказракхи), и в конце концов снова был нанят Грегори Ричардсом в "его грязных делах" - в его деле компрометации Коула в глазах Кейтлин в том числе…
Во втором сезоне, Эдди внезапно был вовлечён в новое «дело», когда Бен Эванс обещал ему крупные деньги за тайное проникновение в его особняк и ограбление сейфа его дома. В результате этих событий Эдди был засстат врасплох в "рабочей маске" самими Беном и Мег, а Мег чуть не была застрелена в результате этих событий. В конце-концов, почуяв непонятное, несуразное и опасное поведение Бена, Эдди начал своё собственное расследование и обнаружил, что этим человеком, кто его нанял — был не Бен, а его злобный брат-близнец — Дерек Эванс, который некоторое время втайне выдавал себя за своего близнеца Бена Эванса, тем временем: похитив своего брата и заковав его на потайном и заброшенном складе.
Обнаружив похищенного им Бена на потайном - оборудованном им "под камеру пыток" снятом им складе, Эдди - попытался пойти на сделку с Дереком, решив пошантажировать его, чтобы поделить с ним, в конце концов, состояние Бена, однако Дерек — не собирался делиться и убил его в начале мая 1998 года, задушив его в его фотомастерской. И сделав в результате после — себе на память — несколько фотоснимков его трупа, а потом проявив их. Эдди среди прочего — также поддерживал флирт и хорошие отношения с тетей Энни — с Бетти Катценказракхи, но их начавшиеся и похоже, что больше чем просто дружеские отношения, зрителям не удалось до конца разглядеть, так как Эдди — был убит из-за своих «грязных дел»… 19 марта 1999 года, тем не менее Эдди вернулся в «Сансет Бич», появившись вместе в одном фэнтезийном сюрреалистическом эпизоде вместе с отцом Энни — Делом Дугласом — в качестве «злого духа» из ада, чтобы приветствовать Франческу Варгас, «душа которой» прибыла туда и присоединилась к ним, стоя на пороге ада.

##### Ральф Майерс
Ра́мсей Мидвуд (В постоянном контракте: с 26 февраля 1997 года — 05 марта 1997)»
Ральф Майерс - был представлен зрителям в 38-й серии в качестве недавно выпущенного из тюрьмы преступника, в качестве найденного Эдди Коннорсом - маньяка-насильника и серийного убийцы, виновным в изнасиловании и убийстве многих женщин в городе.
Ральф был предполагаемо основным похитителем Полы Стивенс. Ведь многие в городе и понятия не имели что полицейский Эдди Коннорс нанял его для второго похищения Полы, предварительно похитив Полу сам - за предполагаемую им совершаемую ею шпионскую слежку за его криминальными воровскими делами с драгоценностями Дешанела, которые Эдди похитил в ночь убийства Дэла и пытался продать. Поняв, что изначальная идея похищения и желание убить её поэтому поводу оказались провальными (Пола и понятия не имела о преступных мотивах и делах Эдди), он заплатил Ральфу Майерсу некоторыми ценностями из чемодана с драгоценностями, которые он похитил раньше, чтобы тот "похитил" её ещё раз, изнасиловал и убил её. Ральф был маньяком-насильником, которого несколько лет назад арестовала Пола с его тогдашним патрульным напарником - Рикардо во время их объезда улиц города. В результате Ральф возненавидел Полу и после смерти своей матери подсознательно ожидал от всех тех женщин, кто будет рядом с ним, предательства. Он хотел убить Полу, переодев её в свадебное платье с лилией на груди, и насильственно сделав ей также болезненную татуировку на груди в виде сердца, устроив также их "пышную свадьбу" на складе, а потом, после того как они "поженятся", попросту убить её, потом поместив её в отравленный выхлопными газами фургончик. Также Ральф хотел рассказать всем, что это Эдди подстрекал его к похищению, угрожая об этом Эдди выдать его злосчастный секрет. Но Эдди и Рикардо ворвались на склад и Эдди пристрелил Ральфа раньше, чем он успел назвать кому-то (в том числе и Рикардо) имя его сообщника. К счастью для всех - Ральф умер, а Полу едва успели вытащить живой из фургона когда она была почти при смерти и уже потеряла сознание.

#### «Подростковый под-лагерь» Шона Ричардса

##### Тиффани Торн
Роли исполнили: Эдриэнн Франц и Дженнифер Банко Стюарт (Первая: с 6 января по 15 мая 1997 года; вторая: с 20 мая 1997 — по 29 августа 1997 года)
Тиффани Торн была молодой девушкой, подростком-беглянкой, которая сбежала из своего родного дома и из своего города из-за злоупотребления насилием в отношении неё — своим родным и любимым отцом и некоторое время ночевала на пляже после своего переезда в Сансет Бич, появившись на экране с самого первого эпизода сериала. Её добрый и опекающий и заботливый друг и официант интернет-кафе и „Бездны“ — Марк Уолпер — всеми силами старался помочь ей, пытаясь заставить её встать на путь истинный, оберегая её от неприятностей, и предложив ей временный заброшенный дом, где бы она могла жить, однако Тиффани не желала менять свой образ жизни и кого-либо слушать. Она с самого начала — была показана, как природная эгоистичная подростковая бунтарка и всегда старалась делать то, что было лучше для её собственных соображений и выгоды. Уже в первом эпизоде она втайне выкрала сумку у Мег Каммингс, когда та отошла от неё во время её первых прогулок по пляжу и была невольной виновницей того, что Мег, погнавшись за ней в результате, случайно упала в результате с пирса в воду (к счастью Мег в конечном итоге спасли и сумели вытащить); а затем она решила „попытать“ удачу и деньги — на найденных внутри её вещах — распечатках электронных писем, а также на найденном внутри — чеке на крупную сумму, надеясь перехитрить и „поиграть“ с Беном Эвансом и его разумом, притворившись перед ним „Дороти“ — девушкой из Канзаса с которой он познакомился и длительное время переписывался через интернет и которую он не разу не видел в лицо, а перед Мег (которая и была на самом деле его „Дороти“) — притворившись её лучшей подругой, чтобы получить чуть больше информации о Бене (то есть об „SB“ (что было аббревиатурой ника Бена в интернете)) — в своей собственной выгоде. Однако, довольно скоро Бен — понял "удочку" и что к чему, и Мег и Бен в конце концов поняли кем же они были — на самом деле — друг другу.
Поняв, что Бен — ей не пара, она поспорила с Марком на несколько долларов, что раскрутит на ужин его первого клиента на смене в клубе: „Бездна“, который оказался — Шон Ричардс, надеясь выбраться из нищеты и с улицы — за счёт Шона и его денег — изначально, она, однако, вскоре поняла, что она искренне полюбила его и привязалась к нему и этот интерес был взаимный, особенно, когда её временный сарай, где она жила к тому времени — собирались сносить, а он предложил ей крышу над головой — крышу своего особняка — комнату горничной, втайне от родителей: поселив её там. Тиффани также стала — „яблоком разбора“ между молодым официантом и диджеем — её давним другом, который до этого во всем её поддерживал и заботился о ней — Марком Уолпером и Шоном Ричардсом и они решили бороться за её любовь друг против друга. Но все пошло не так гладко и просто, так как Шон получил почти смертельный удар головой о камин в результате драки с Марком (и в результате чуть не умер на операционном столе — а впоследствии операции — едва не ослеп) во время дня рождения Марка и их совместной вечеринки в доме Бена. А затем его родители (Шона) узнали правду, что Тиффани несколько месяцев жила у них и пригрозили выгнать её, но Шон тоже пригрозил уйти в этом случае и вместе с Тиффани. Этот любовный треугольник стих и сошёл на нет, когда Шон рисковал ужасными последствиями(например возможными долгими проблемами со зрением) и своей инвалидностью в результате драки с Марком и чуть не умер на операционном столе во время нейрохирургического вмешательства, Тиффани очень переживала по поводу проблем Шона и даже не представляла справится ли она с ситуации при развитии его проблем. В результате в конце весны 1997 - характер и образ Тиффани в качестве Франц — в конце мая — был переделан и пересмотрен сценаристами — под эпизодически появляющуюся вплоть до конца лета Дженнифер Банко Стюарт, которую несколько раз родители Шона „ловили“ „на краже столового серебра“ и „семейных драгоценностей“(делая все чтобы дискредитировать её в глазах Шона и разлучить их)… На этом любовном треугольнике была поставлена окончательная точка — прощальной запиской Шону от Тиффани, в которой она „говорила ему“, что любит и всегда любила лишь Марка, а Шона — она на самом деле — использовала „в своей игре“ и уезжает из города и навсегда, как оказалось намного позже — ультимативно продиктованной его матерью Оливией. (Так как сценаристы и продюсеры — всё-таки решили что дальнейшая сюжетная линия с Тиффани — не представлялась для них и для телезрителей — возможной…)

##### Эми Нильсон
Роль исполнила: „Крисси Карлсон“ (Периодически повторяющаяся в течение полугода: с 26 декабря 1997 года, в постоянном контракте: с сентября 1998 года. Постоянно появлялась: от 17 июля 1998 год — до 31 декабря 1999 года)
Эми Нильсон (первоначально носила фамилию Драйвер от — сценаристов, которые позже „решили“ — „поменять“ ей фамилию на фамилию её отца — Берни Нильсона) была представлена во время сюжетной линии сериала „Остров ужасов“ в конце 1997 года, когда её парень на тот момент — Шон Ричардс пригласил её для того чтобы провести с ним и с его друзьями Новый год на частном острове — подаренным и купленным Беном Эвансом для Мег Каммингс, куда она пригласила своих друзей и знакомых. Первоначально по задумке продюсеров, Эми должны были списать как одну возможную из жертв убийцы, но продюсеры в конце концов передумали, решив оставить её. Эми предстояло перенести не только психотравму связанную с „сумасшедшим псих-островом“, но и узнать в дальнейшем о том, что Шон пригласил её туда только потому, что его первоначальная избранница, Элизабет, первоначально внезапно ушла и исчезла (как потом выяснилось — была убита серийным убийцей), предположительно решив дать отбой их поездке (как все решили), которую он решил пригласить вместо неё, после того как Эми вначале сказала что не может. По возвращении в Сансет-Бич — Эми не хотела иметь ничего общего с Шоном.
Спустя некоторое время, летом 1998 года Эми и Шон оба были гостями на корабле „Нептун 2“, который перевернуло и на который обрушилось смертельно опасное цунами, заманив в "погибельную ловушку" различных персонажей. У Эми развились сильные чувства к Шону, и она замышляла (часто используя для этого и своего друга Брэда Николосса) разбить его начавшиеся на тот момент отношения с Эмили Дэвис и отвоевать сердце Шона для себя самой — любимой. Во время истории "Шоковых волн" Эми делала все, чтобы помешать Шону и Эмили, например испортив все вечерние платья Эмили перед их праздничным вечером с Шоном на балу корабля, но благодаря вмешательства друзей Шона у ней не вышло. И к тому же им скорее пришлось волноваться об огромном океанском лайнере перевернувшийся вверх дном в результате вмешательства огромной смертельной волны. В моменты кридисса стихии Эми вела себя не подобия, постоянно закатывая истерики. Но не смотря на это ей и многим персонажам объедения усилия в тонушей подводной ловушке, пройдя гору смертельно опасных препятствий удалось прорубить выход с корабля и выйти оттуда жмвыми. Эми — также участвовала в сюжетной линии: „История Проклятых и похищенных Драгоценностей из мексиканской деревушки — Росарио“, когда её отец Берни Нильсон — был превращен в мумию — после того как на него обрушилось проклятие, наложенное на таинственные и много раз похищенные — в городе драгоценности… После этого найдя один из его медальонов на пляже она в знак доброты приюта и дружбы в знак приюта "в её новом пристанище" - в доме Бетт своей матери и ее подруги Оливия, где жила Эмили и где Бетти разрешила ей пожить временно после смерт отца, подаренными некогда ей - своей соперницей, она решила подарить его ей в виде кулона. А затем, найдя старую книгу заклинаний своего отца, увидев что они ещё больше сбли́жаются с Шоном, прочитала одно из них, когда они ехали под вечер в машине: все четверо и недалеко от Сансет Бич, в результате чего Эмили внезапно лишилась зрения и попала в аварию, чуть было не убив их всех, в результате автокатостррфы. Поняв, что она натворила, Эми вместе со своим другом Бредом предстояло сделать все чтобы исправить совершенное зло против своей соперницы, делая вместе все чтобы похитить обратно подаренный изумруд и вернуть его на его законное место вместе с другими украденными некогда драгоценностями из святилища и перепроданными некогда новым хозяевам. К счастью для всех все закончилось в одну темную ночь — рожжественским чудом — Хэппиэдном: прозрением Эмили под Рождество Христово 1998 года — вместе с возвращением некогда проклятых и много раз похищенных драгоценностей на их законное место — в священную статую Мадонны…
В 1999 году Эми удалось все таки добиться переезда в особняк Ричардсов — в дом где жил Шон вместе со своими родителями, в первую очередь со своей матерью Оливией. Она также сумела постепенно добиться дружбы с Эмили. А затем и соблазнить Шона и переспать с ним, накачав его зельем вуду, купленным у „ведьмы“ — миссис Моро, в результате чего Шон не понимал несколько месяцев как он мог переспать с лучшей подругой Эмили и лгал Эмили. Эмили была в слезах и сердита на Шона, узнав правду и они с Эмили расстались. Но Эми не очень переживала по поводу потери своей подруги, которая оказалась ей предана, хотя ей было более неприятно чем она ожидала изначально. Однако Шон не поддерживал отношений с Эми, даже после того, как она украла монашеское одеяние, чтобы притвориться перед ним, что она решила стать монахиней, чтобы показать ему, что изменилась в лучшую сторону и что теперь она другой и очень душевный, хороший и порядочный человек. К концу сериала Эми смирилась с тем, что у неё никогда не будет Шона, когда Шон вернулся из Сансет Бич и воссоединился с Эмили и начала сближаться с со своим другом Брэдом, который, как она поняла, был ей был больше чем просто хорошим другом.

##### Эмили Дэвис
Роль исполнила: Кристи Харрис(В постоянном контракте: с 25 мая 1997 — по 31 декабря 1999 года, когда спустя около года, после выбывания другой подростковой фигуры — Эдриэнн Франц, Харрис стала первой частью возобновленного тренда постоянной вновь открытой подростковой сцены)
Эмили Дэвис приехала и присоеденилась ко вселенной мира „Сансет Бич“ в конце мая — в начале лета 1998 года и практически сразу же и наповал — сумела сразить сердце Шона Ричардса, а также телезрителей.
Повстречавшись друг с другом на пляже в конце мая 1998 года, когда некая девушка чуть не сбила с ног Шона Ричардса, устраивая активную пробежку, она и Шон — соревновались друг с другом в летнем отборе в пляжных испытаниях молодых стажёров спасателей, но все казалось что все закончилось плохо, так как Эмили не выиграла это место из-за нечестной игры её соперника-новобранца — Брэда Николоса, несмотря на свою активную и изнурительную подготовку перед экзаменами. Эмили была поражена наповал, когда Шон, который выиграл место в отборе, решил уступить его ей, чтобы она начала успешную карьеру пляжным спасателем. Через несколько недель Эмили была потрясена, узнав, что её мать — Бетт Катценказракхи и её кузина — Энни Дуглас — уже жили давно на тот момент в этом городе и были тесно связаны с семьёй Шона. Но все было не так просто, так как они обнаружили эту правду, что они давно отрешённые и забытые мать и дочь, после того как несколько лет не виделись и не разговаривали друг с другом на перевёрнутом цунами — прибрежном океанском лайнере. Их отношения начались довольно неприветливо, напряжённо и недружелюбно и довольно рискованно, но они решили попытаться долго поработать над тем чтобы все исправить то что было между ними вместе, и в конце концов сумели добиться этого. После того как они обе помогали друг другу, боялись и радели друг за друга, чтобы выбраться из смертельных ловушек порождёнными „Шоковыми и ударными волнами“, Эмили, после всего случившегося, вернувшись в Сансет Бич, в конце концов решила остаться в доме своей матери и её подруги Оливии (матери Шона), которые всегда одобрительно поддерживали их отношения с Шоном. Эмили и Бетт начали постепенно выстраивать отношения и со временем постепенно сумели забыть все плохое и вновь сблизиться, когда Бетт начала помогать решать Эмили её обыкновенные подростковые проблемы.
Во время сюжетной линии проклятых драгоценностей Росарио - Эмили была ослеплена проклятым медальоном из-за проклятия которое наслала на неё её соперница Эми, прочитав заклинание из старой книги своего отца(которая и подарила ей этот проклятый кулон), но это лишь ещё больше сблизило Шона и Эмили. Бетт также очень переживала и поддерживала свою любимую дочь в этом несчастье. Эми пыталась в дальнейшем сделать все чтобы исправить совершенное зло и похитить обратно подаренный ею кулон, и в конце концов история закончилась „рождественским чудом“ — её исцелением и её полным „прозрением“ — под Рождество 1998 года, когда история проклятия драгоценностей благополучно завершилась. Тем временем Эми Нильсон
продолжала тщательно работать над тем, чтобы попытаться выиграть и получить Шона — обратно себе, часто используя для этих целей своего друга — Брэда Николоса. Однако их общий друг — Лео Дешанел до поры до времени вставал на защиту пары и часто приходил Эмили на помощь. В 1999 году Эми решила „попытать удачу“, купив зелье, усиливающее сексуальное влечение у Миссис Моро, чтобы соблазнить Шона, которое она в тайне подлила Шону в стакан сока, и которое в конце концов привело Шона в его постель вместе с ней. Несколько месяцев Шон лгал Эмили, не в силах признаться, что он несколько раз переспал с её лучшей подругой — Эми, Эмили — была поражена и в слезах узнав правду и бросив подаренный им кулон в песок. И в отместку начала встречаться с другом Эми — Брэдом. Эта история завершилась, когда Шон уехал из Сансет Бич вместе со своей старшей сестрой — Кейтлин Ричардс и со своим младшим маленьким братиком, в ее тайной надежде помочь ей разыскать её мужа Коула, арестованного Интерполом в Лондоне и вызволить его из беды. В конце концов интриги и ложь Эми пришли к краху, когда Брэд решил нарушить завет своей подруги и не идти у ней на поводу, а пойти на пути правды, рассказав все Эмили. Шон вернулся в Сансет Бич к новогодним праздникам и они с Эмили — были счастливы, наконец, воссоединившись.

##### Брэд Николос
Роль исполнил: Майкл Стрикланд (Периодически повторяющаяся: с 11 июня 1998 года — по сентябрь 1998 года, в постоянном контракте: с сентября 1998 года — по декабрь 31 декабря 1999 года)
У Брэда Николоса никогда не было особой истории в этом шоу. Он появился на шоу — летом 1998 года и почти сразу же оказалось, что он знал давно и дружил с Эми Нильсон, ради которой Брэд сделал бы все, что угодно, все что бы она не попросила бы у него. В то же время Эми была влюблена в Шона Ричардса, и она сделала бы все, чтобы заполучить его, зачастую используя в этих своих тайных целях и Брэда. Однако, Шон был влюблен в Эмили Дэвис, поэтому Эми все время замышляла разлучить их, используя к тому же и Брэда в своих целях. Брэд был известен своим отсутствием ума, но он постоянно, поначалу, соревновался с другими, чтобы получить должность спасателя. Брэд часто приходил Эми на помощь, он всегда помогал ей во всем, в чём она нуждалась, но он никогда не получал того, чего на самом деле хотел от неё. Многие люди презирали его, потому что по натуре — он был как «собаченка Эми». В последних месяцах, Эмили использовала его целуясь с ним на глазах у Шона и утешаясь на его плечах, в отместку за то, что тот переспал несколько раз с Эми (под действием любовного зелья) и несколько месяцев скрывал это от неё и приводя этим Шона в бешенство, что заставляло устраивать Шона с ним серьёзные потассовки и драки.
В конце концов, когда все планы Эми были раскрыты и разоблачены в том числе и благодаря ему, в последнем эпизоде казалось, что Эми и Брэд вот-вот станут чем-то большим, чем просто друзьями.

##### Лео Дешанел
Роль исполнил: Дэвид Мэттиссен (В постоянном контракте: с 22 июля 1998 по 24 марта 1999 года)
Несмотря на то, что он был изначально зачислен, как постоянный контрактный персонаж, у Лео Дешанела - не было никаких своих основных сюжетных линий, а его образ и характер, составленный Дэвидом Мэттиссеном — был всегда лишь фоном на ряду со всеми остальными. Когда он был введен в сериал, он почти сразу стал органичной частью сюжетной линии, а конкретнее: «Шоковых волн» землетрясения, в которой он помогал своему отцу и его врагу  — Грегори Ричардсу — выбраться из смертельных завалов на стройке — за месяц до открытия нового курорта, а также откопать из под смертельно опасных завалов бедного оставленного маленького мальчика (его племянника) на втором этаже обвалившегося особняка Ричардсов. Во время пробега этой сюжетной линии — ему также довелось узнать что тот молодой парень на найденной и обнаруженной им в доме Ричардсов фотографии и отец этого ребёнка — Коул Дешанел — был на самом деле его братом, которого он никогда на самом деле не видел и что его отец — ЭйДжей Дешанел уже довольно долго — скрывал этот факт от него. В рамках "подросткового под-лагеря" Шона Ричардса - он впервые он появился в середине лета 1998 года и практически сразу подружился с Шоном Ричардсом(помогая ему в работах в восстановлении кондитерской Элейн — после землетрясения) и Эмили Дэвис, а также почти мгновенно стал врагом — Эми Нильсон и Брэда Николоса. Он также пытался наладить более тесные отношения со своим отцом, Эй Джеем и теплые отношения со своим «вновь приобретенным братом» — Коулом Дешанелом. Однако, он покинул город в конце марта 1999 года, отправившись на учёбу в Швейцарию, будучи выписанным из сериала в марте, как и многие другие персонажи в этот период.

### Полицейский участок Сансет Бич, окружение Рикардо Торреса
Этот лагерь не является центральным и основным в системе деления Лагерей основных взаимоотношений и основных семей Сансет Бич и относится скорее к Полицейскому участку Сансет Бич и его завсегдатых сотрудников и к людям имевшим к нему то или иное отношение

#### Патриссия Стилл
Роль исполнила: Сьюзэн Сэфорт Хейс(В постоянном контракте для эпизодических появлений: с 1 апреля 1999 года по 30 декабря 1999 года)
Патрисия Стилл — была назначена окружным прокурором в полицейском участке, окружным прокурором Сансет Бич в апреле 1999 года и оставалась оной в различных уголовных делах вплоть до конца сериала. И в первую очередь: в деле об убийстве Франчески Варгас, где она выступала с обвинениями против Кейтлин Ричардс, сильно способствовав её содержанию во временном изоляторе после её признания в убийстве. Она также выступала против вмешательства Коула и Энни в расследование этого дела, когда благодаря им Грегори был пойман и разоблачен в совершенном этом убийстве, пригрозив им арестом за подобное вмешательство в будущем. Когда полицейского — Рикардо Торреса парализовало, она как его «опекающая мать» — во всем его поддерживала, и делала все своим влиянием, чтобы он пошел на поправку. Когда Рикардо инсценировал свое собственное убийство и свою смерть — она встала на сторону Рикардо по поводу предполагаемой и возможной версии его друзей и коллег, что Габи и Антонио стреляли в него, организовав их эффективную подставу, на которую Патрисия в плане подброшенных им улик по делу «с радостью и рвением купилась» в пользу обвинений против Габи и Антонио. Когда Габи и Антонио бежали из временного изолятора по поводу их обвинений в убийстве, куда она их посадила, надеясь доказать свою невиновность и найти Рикардо живым, Патрисия делала все чтобы со всей полицейской командой поймать беглецов. Для неё для всех было настоящим ударом когда Рикардо оказался жив выйдя из своего заранее продуманного убежища и остановив перевозку Габи и Антонио в окружную тюрьму. В конечном итоге, она решила не давать делу ход по поводу подставы брата и жены в его собственном убийстве, оставшись с Рикардо и с Габи в дружелюбных отношениях. Габи тем не менее уехала из города сложив свои обязанности в полицейском участке…

#### Джилл Мастерс
Джилл Мастерс была назначена центральным окружным прокурором в городе от округа Лос-Анджелеса по делу об изнасиловании Габи Мартинес Рикардо Торресом в ноябре — декабре 1997 года. Поддержав Габи и её версию случившегося, на суде — в Сансет Бич — она делала всё, чтобы Рикардо получил наиболее суровый приговор как обвиняемый в её изнасиловании. Однако, она проиграла в своих устремлениях адвокату Рикардо — Грегори Ричардсу, который вывел Габи и её «ложь» на чистую воду, что она была на самом деле изнасилована — но не его клиентом Рикардо, против которого Габи и выступала со слезами и истериками, а своим собственным и родным отцом - Лаурэнцо.

#### Хелли Уильямс
Роль окружного прокурора Хелли Уильямс исполнила: Сандра Тигпен

(полурегулярная, среднезначимая: с 29 апреля 1997 года по 7 июля 1998).
Хелли Уильямс - была местным окружным прокурором в Сансет Бич на протяжении 1997—1998 годов в различных уголовных делах, афроамериканкой средних лет. В первом своем деле — она выступала на суде — против Элейн Стивенс — которую, как прокурор она видела в качестве обвиняемой в умышленном убийстве и настаивала перед судьей на её максимальном сроке за совершенное ею преступление, однако Грегори Ричардс сумел добиться по её делу снисхождения суда и освобождения Элейн прямо из зала суда в конечном итоге с условным сроком и с обязательными общественными работами в качестве приговора. В истории об изнасиловании Габи Рикардо она встала на сторону Габи. В истории о побеге Коула из тюрьмы — на сторону Грегори Ричардса. В истории о побеге Бена Эванса (в истории любовного треугольника с Мег Каммингс и его злобным-братом близнецом — Дереком) из тюрьмы за предполагаемо совершенную им серию убийств, она выступила против Бена, и встала против Габи и Антонио и временно посадила их в камеру временного заключения, их, то есть тех, которые помогли ему — подозреваемому в жестоких и хладнокровных убийствах (по её версии произошедших событий) бежать из тюремной камеры летом 1998 года.

#### Капитан Джейн Харрис
Роль исполнила: Фрэн Беннет.
 
Капитан Джейн Харрис — была уже долгое время руководителем, директором полицейского участка, как и на протяжении 1997—1999 года, находясь в то время в предпенсионном возрасте, о чём она часто упоминала вначале. Она была часто жёсткой и отчитывающей своих подчинённых директором полицейского управления Сансет Бич, в первую очередь: Рикардо Торреса, Эдди Коннорса, Габи Мартинес и Полу Стивенс. Она утвердила повышение Рикардо на должность детектива в первом эпизоде и приветствовала его начинания на этом посту. В истории похищения Полы Стивенс она организовывала команду для поисков состоящую из её ближайших коллег по полицейскому участку, для эффективной и успешной работы в ее поисках…

#### Офицер Оскар Руиз
Роль офицера полиции, а также по совместительству - напарника Эдди Коннорса и Полы Стивенс по полицейскому участку Сансет Бич Оскара Руиза - исполнил: Андреа Хаббази (постоянная, фоновая полурегулярная, среднезначимая: с 17 января января 1997 по 24 декабря 1999)

#### Офицер Сэм Спенсер
Роль офицера полиции, а также по совместительству и напарника Полы Стивенс и Эдди Коннорса в полицейском участке Сансет Бич - Сэма Спенсера исполнил: Дэвид Андриоле (с 9 апреля 1997 года по 23 декабря 1999)

#### Офицер Лопес
Роль офицера Лопеса - исполнил: Хулиан Цезарио.

#### Офицер Вашингтон
Роль офицера Вашингтона - исполнил: Аарон Спирс

#### Лесс Гордон
Роль адвоката Оливии Лесса Гордона исполнил: Кристофер Дарден (Временно регулярная с 30.03.1999 по 12.04.1999).
Лесс Гордон был адвокатом Оливии в процессе ее борьбы за опекунство над своим сыном Треем с ее бывшим мужем Грегори Ричардсом в апреле 1999-го года, а также адвокатом Оливии, когда Оливия рисковала угодить за решетку как одна из центральных подозреваемых в деле об убийстве Франчески Варгас. Однако, Лессу удалось добиться освобождения Оливии из под стражи в полицейском участке, инициируемой изначально детективом Рикардо Торресом, под подписку о невыезде из города.